# Biserica de lemn din Păniceni

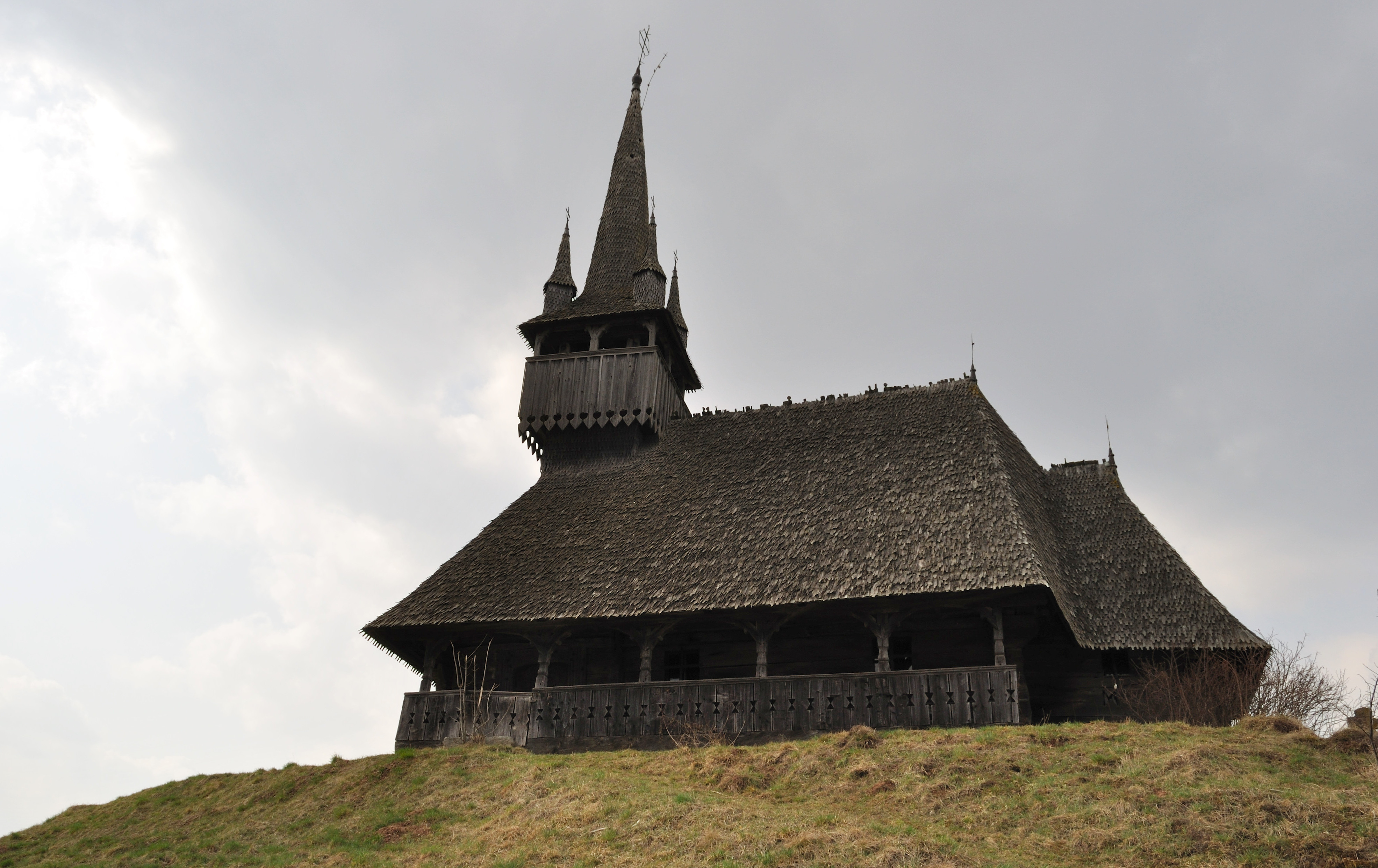
Biserica de lemn Sfinții Arhangheli Mihail și Gavril din Păniceni, județul Cluj, foto: martie 2011.

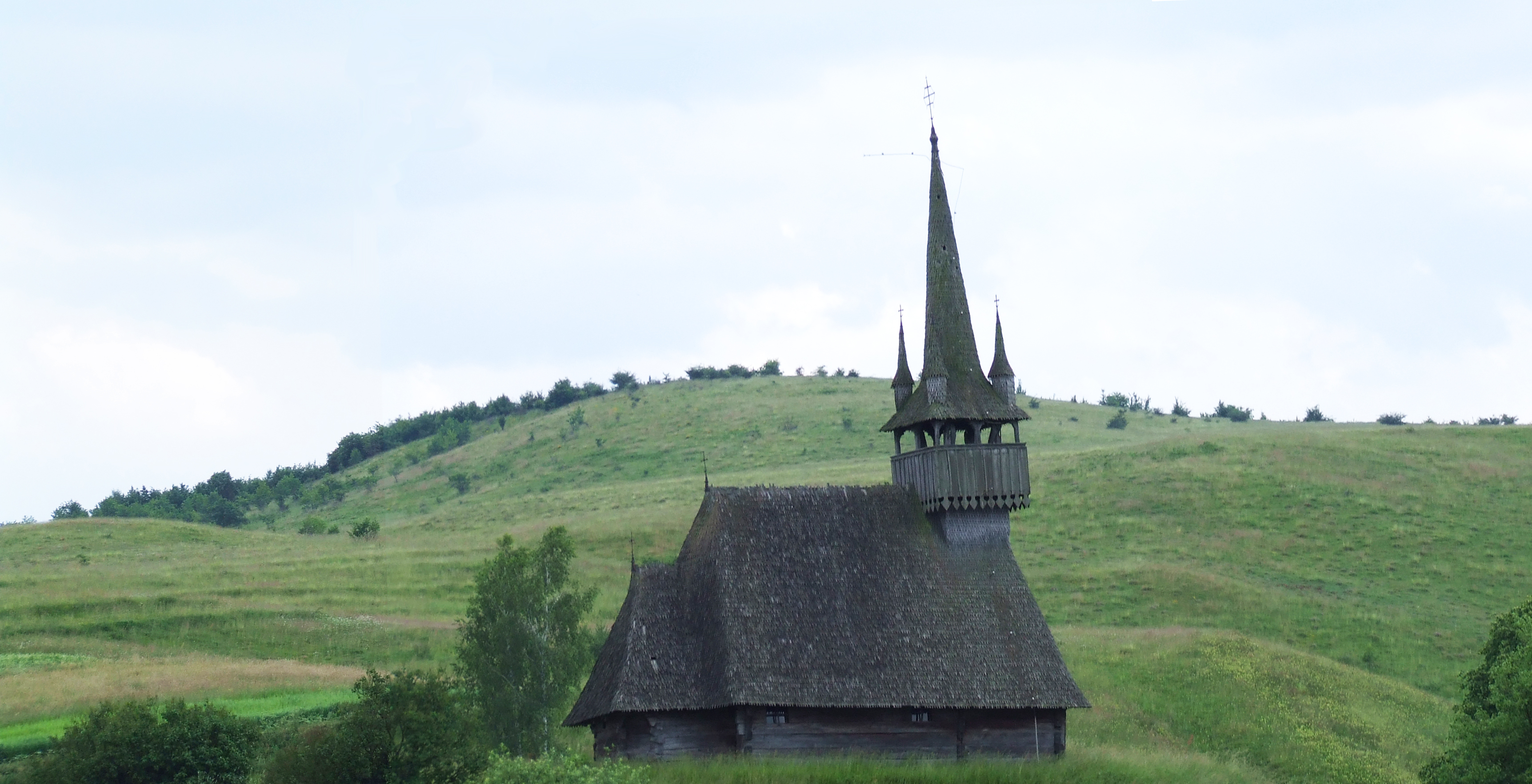
Biserica din depărtare

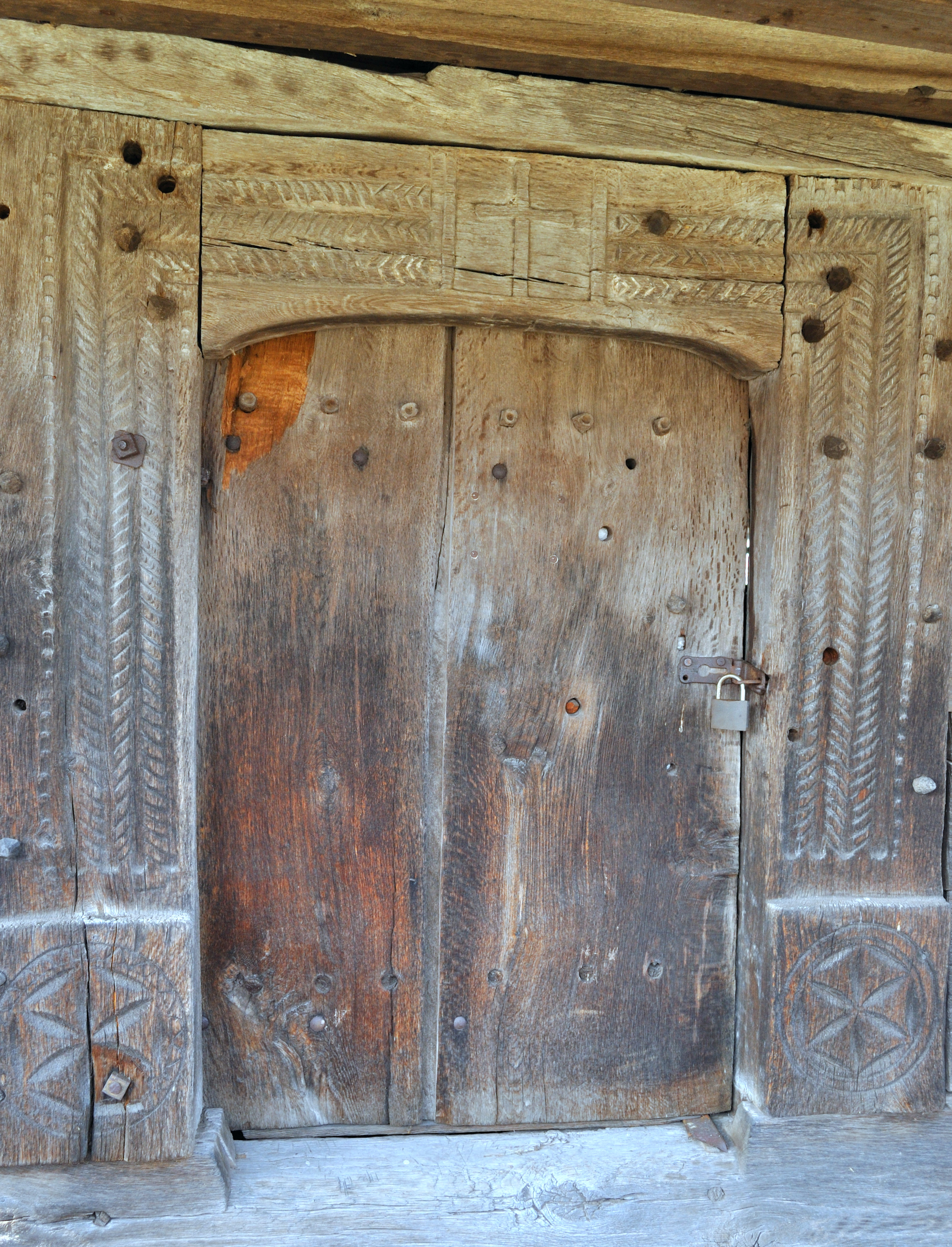
Portalul ușii de intrare

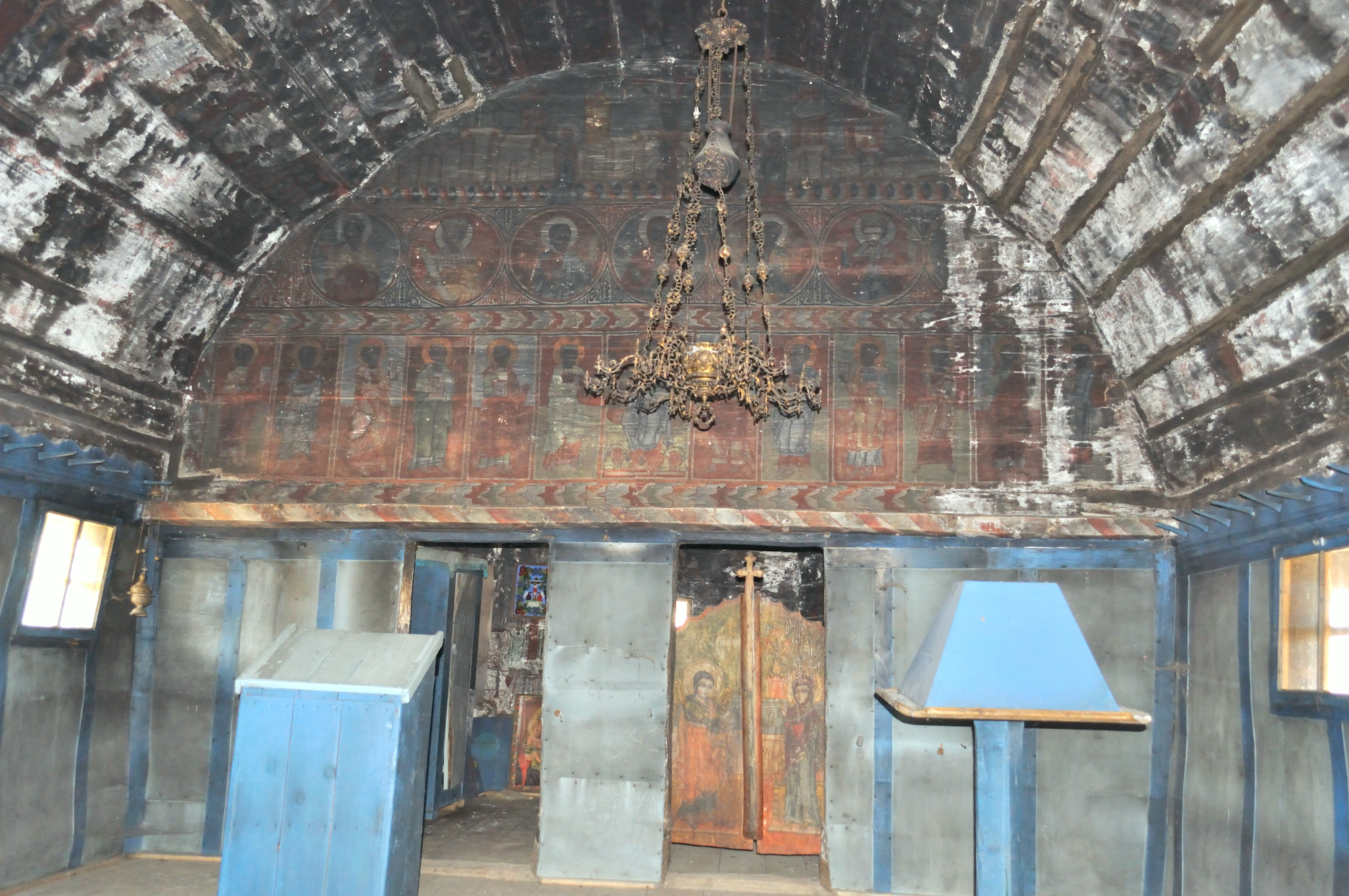
Interiorul navei

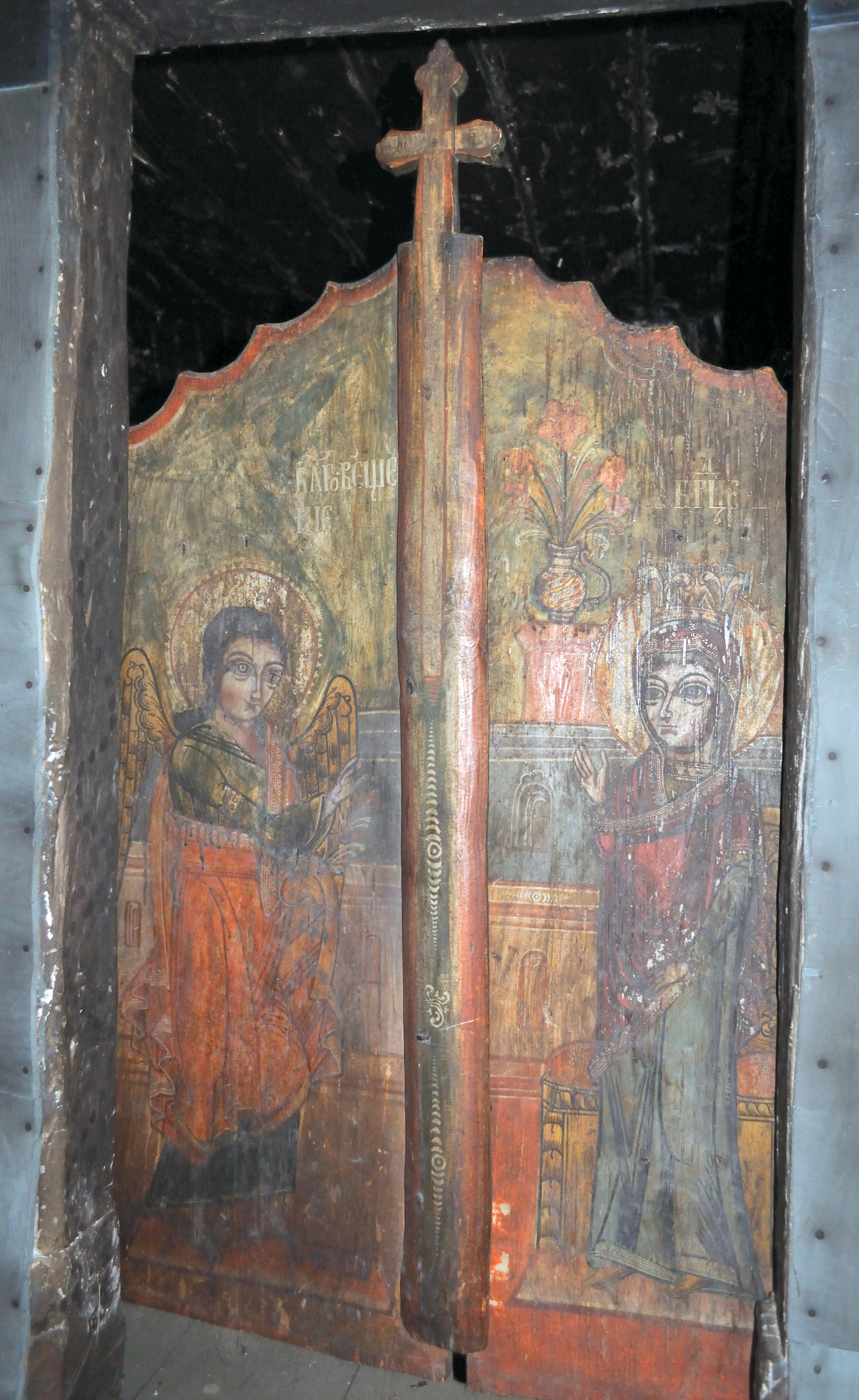
Ușile împărătești: Buna Vestire

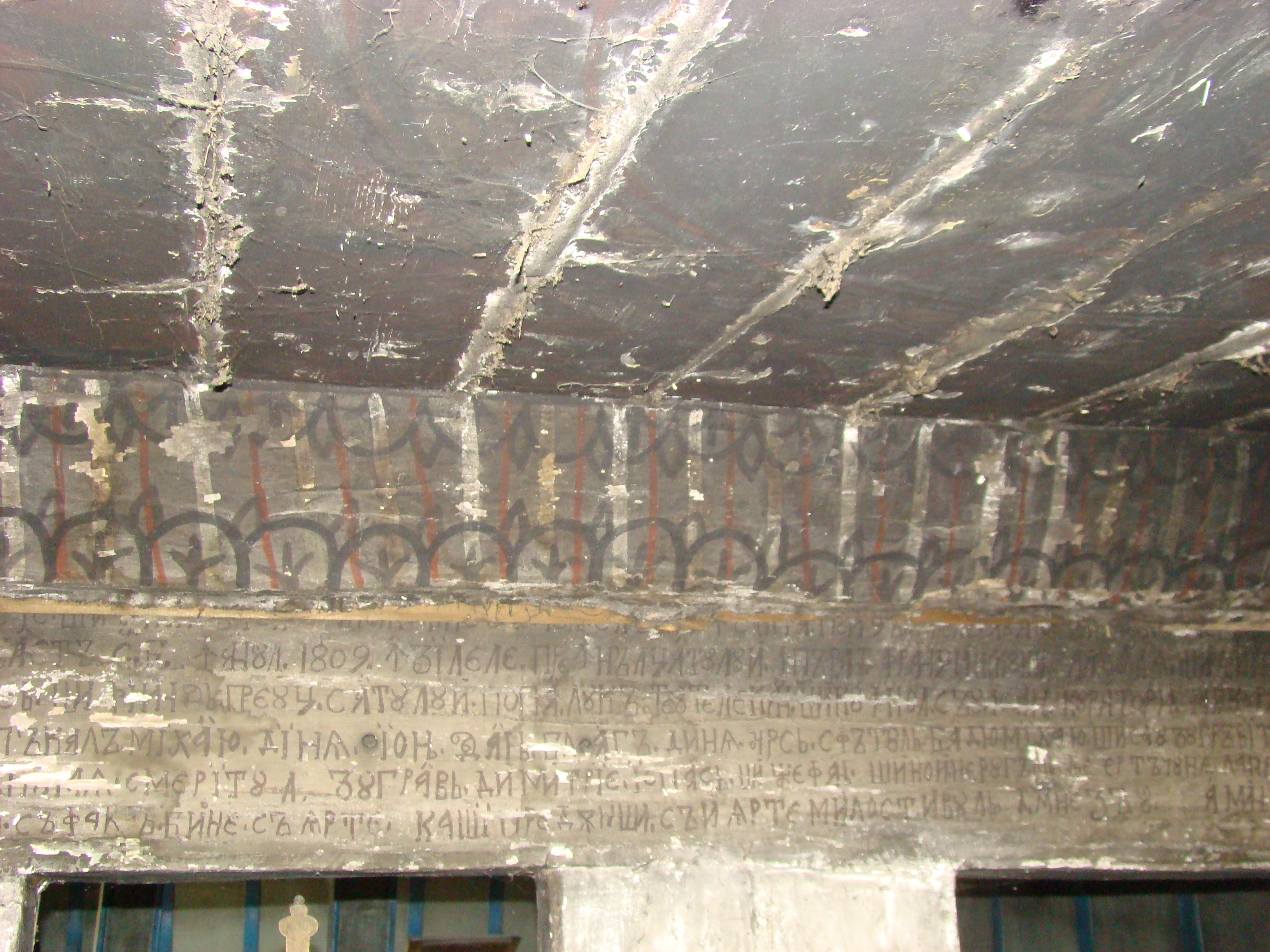
Pisania din altar, pe peretele din spate al iconostasului: ,,Slavă, cinste şi închinăciune lui Dumnezeu celui blagoslovit şi Sf. Troiţă... şi s-au zugrăvit această S. Biserică în 1809 în zilele Preaînălţatului Franciscus al Doilea şi fiind protopop Pop Ioan de la Mănăşturul de Sus şi fiind preotul satului popa Luca Teotelecan şi fiul său Ioan, curatori, ficuratori: Birtic Mihai... fiind Badiu Vila, Păcala Mihai, Dinea Ioan, Dan Blaga, Dinea Urs, sfatul Badiu Mihai şi s-au zugrăvit pe cheltuiala a tot satul prin mâna mea smeritul zugrav Dimitrie Ispas şi Stefan şi Ioan şi noi ne rugăm de iertăciune la preot şi a sătenilor la toţi că de va fi greşit ceva să facă bine să ierte ca Şi pe dânşii, să-i ierte Milostivul Dumnezau. Amin Diacul am fost Pop Dumitru.

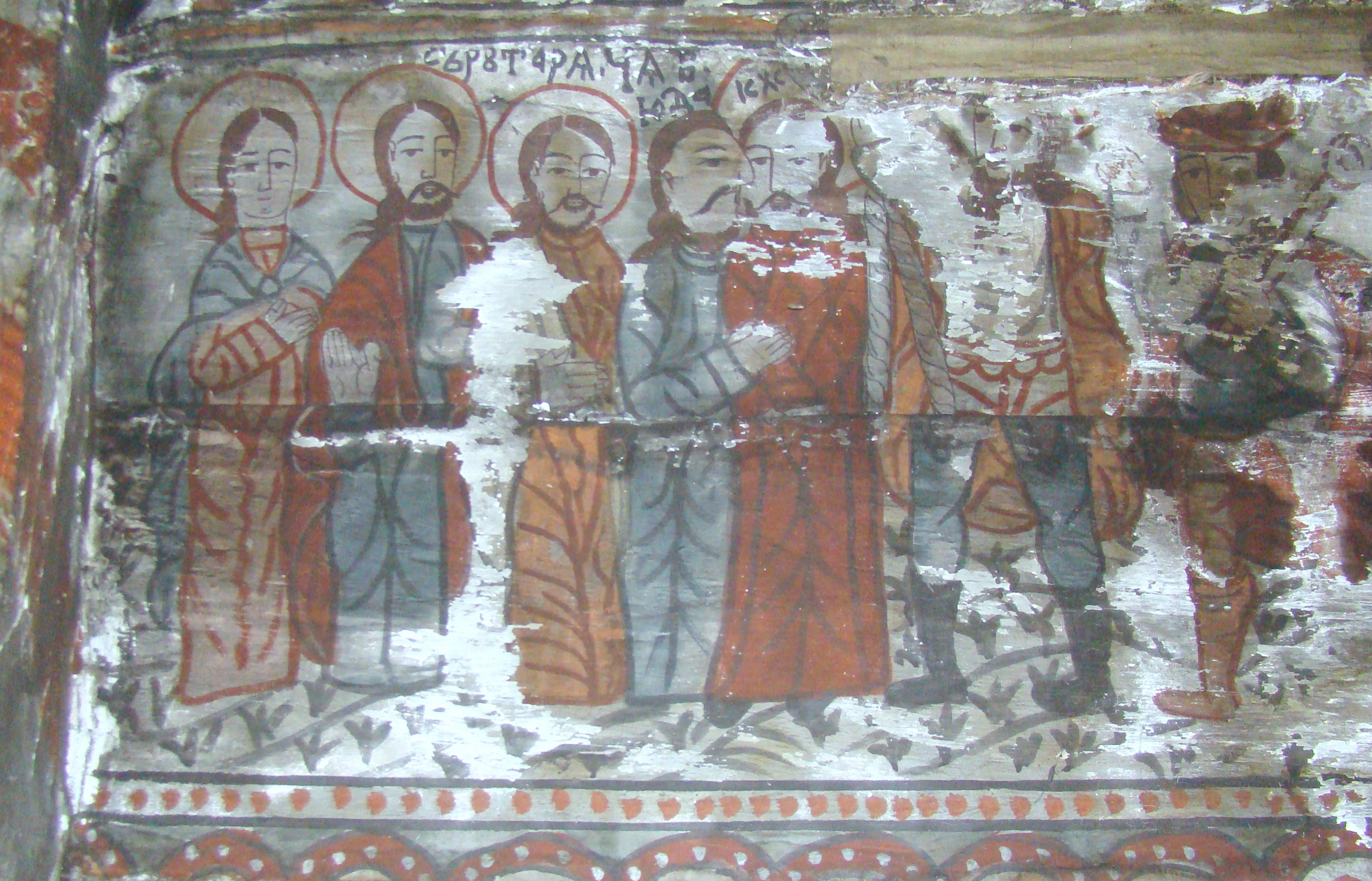
Sărutarea cea vicleană

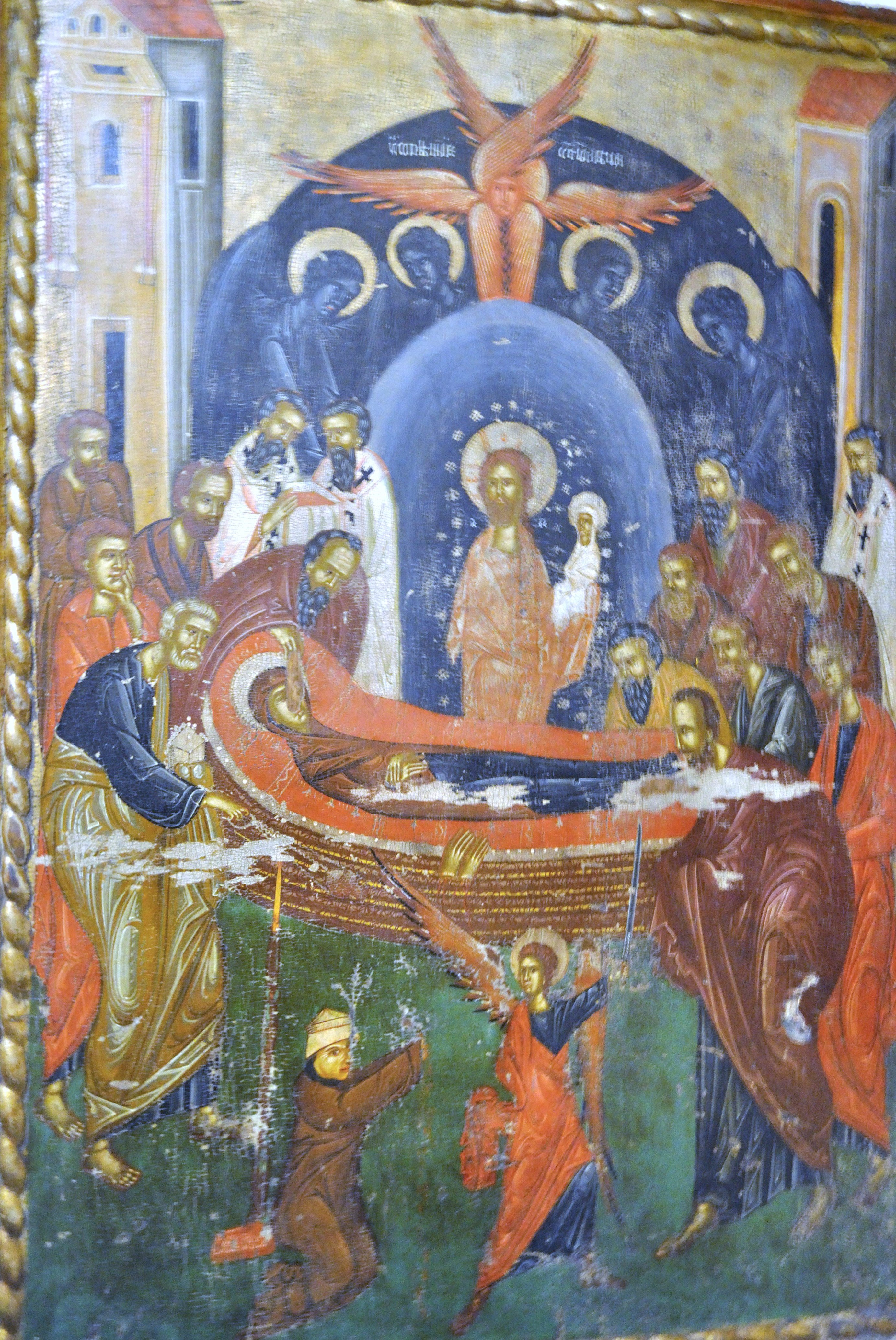
Adormirea Maicii Domnului, secolul XVI, meșter anonim

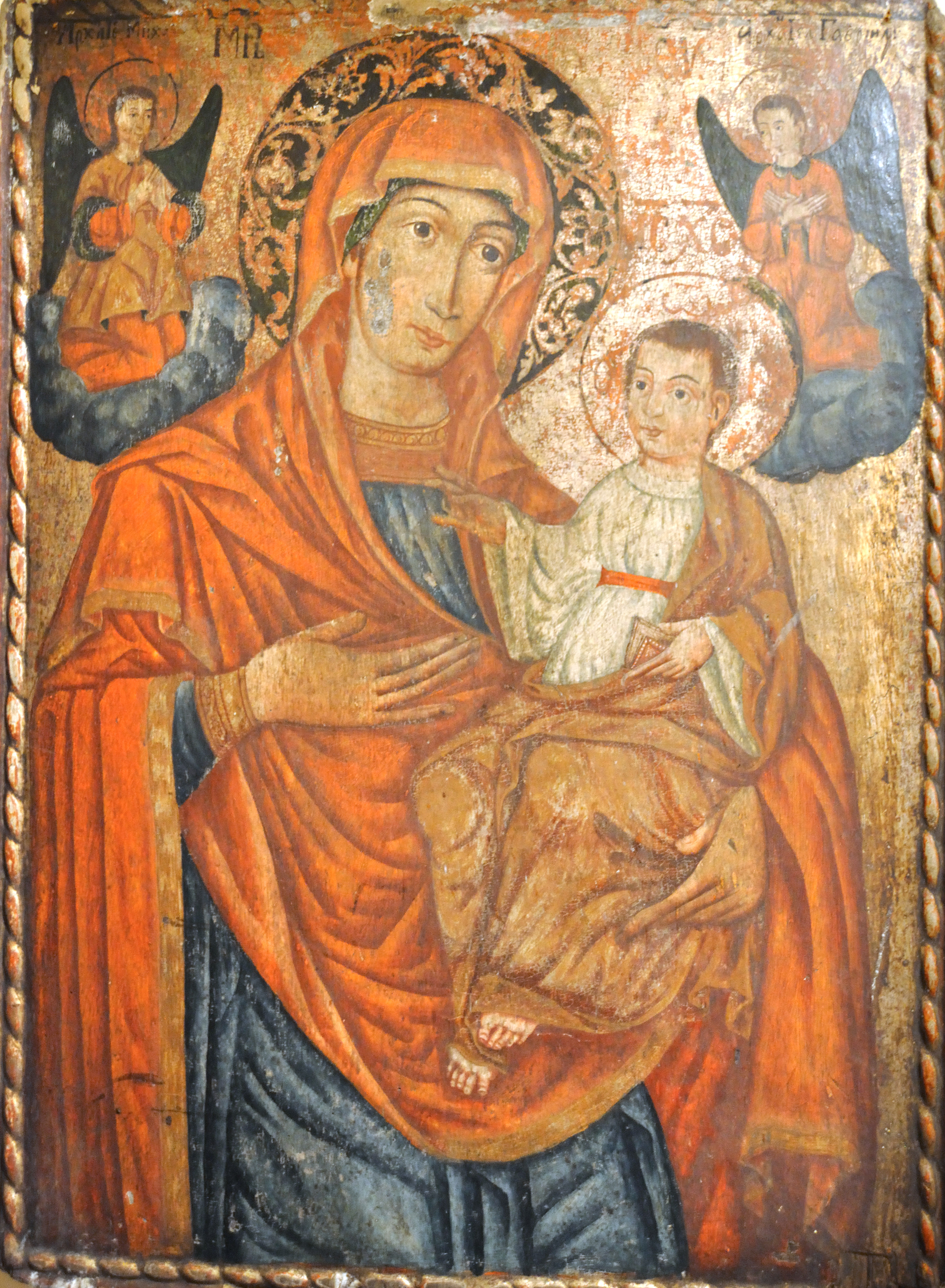
Maica Domnului cu Pruncul, icoană pictată de Simion Silaghi zugravu în 1774

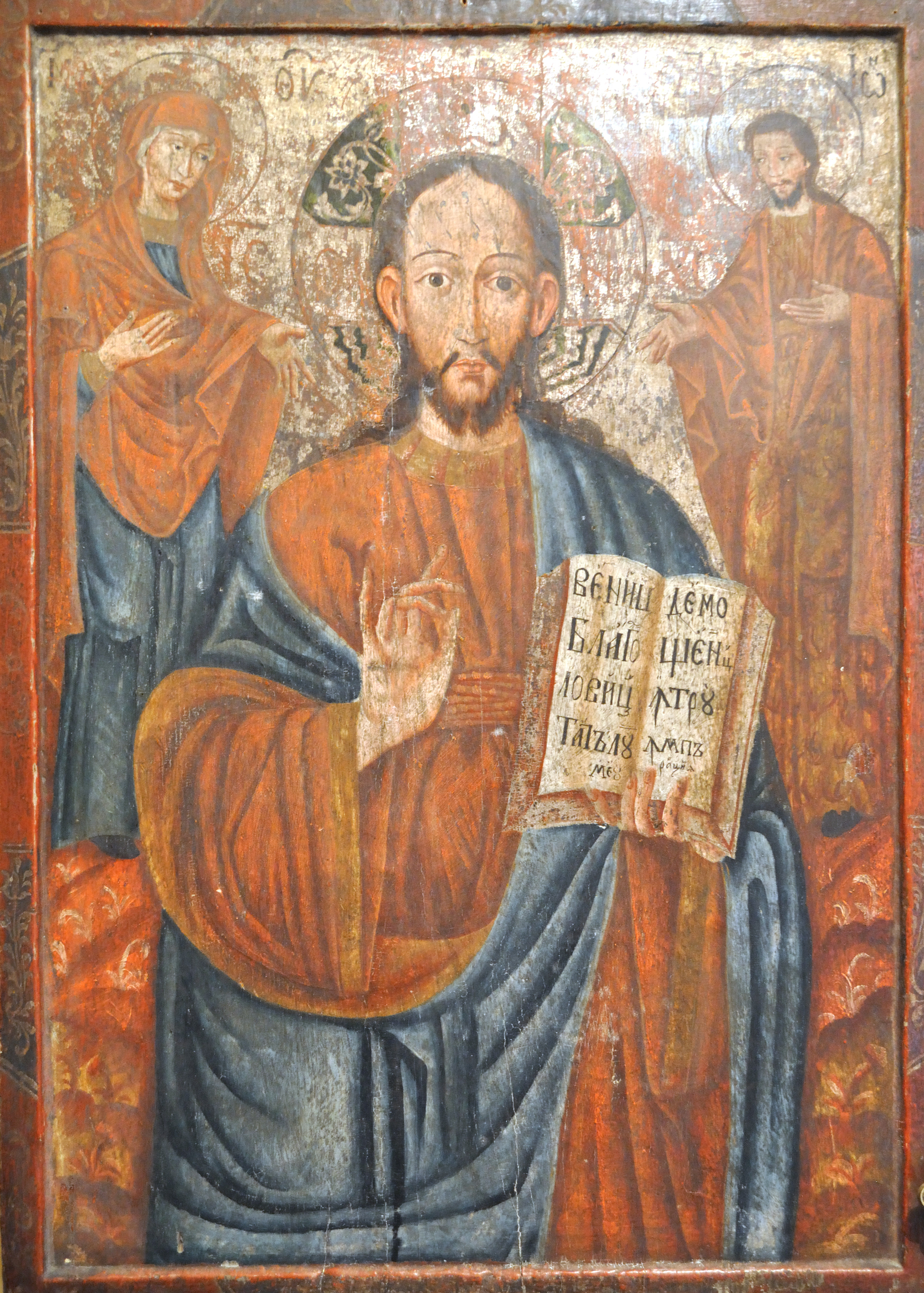
Deisis, icoană pictată de Simion Silaghi zugravu în 1774

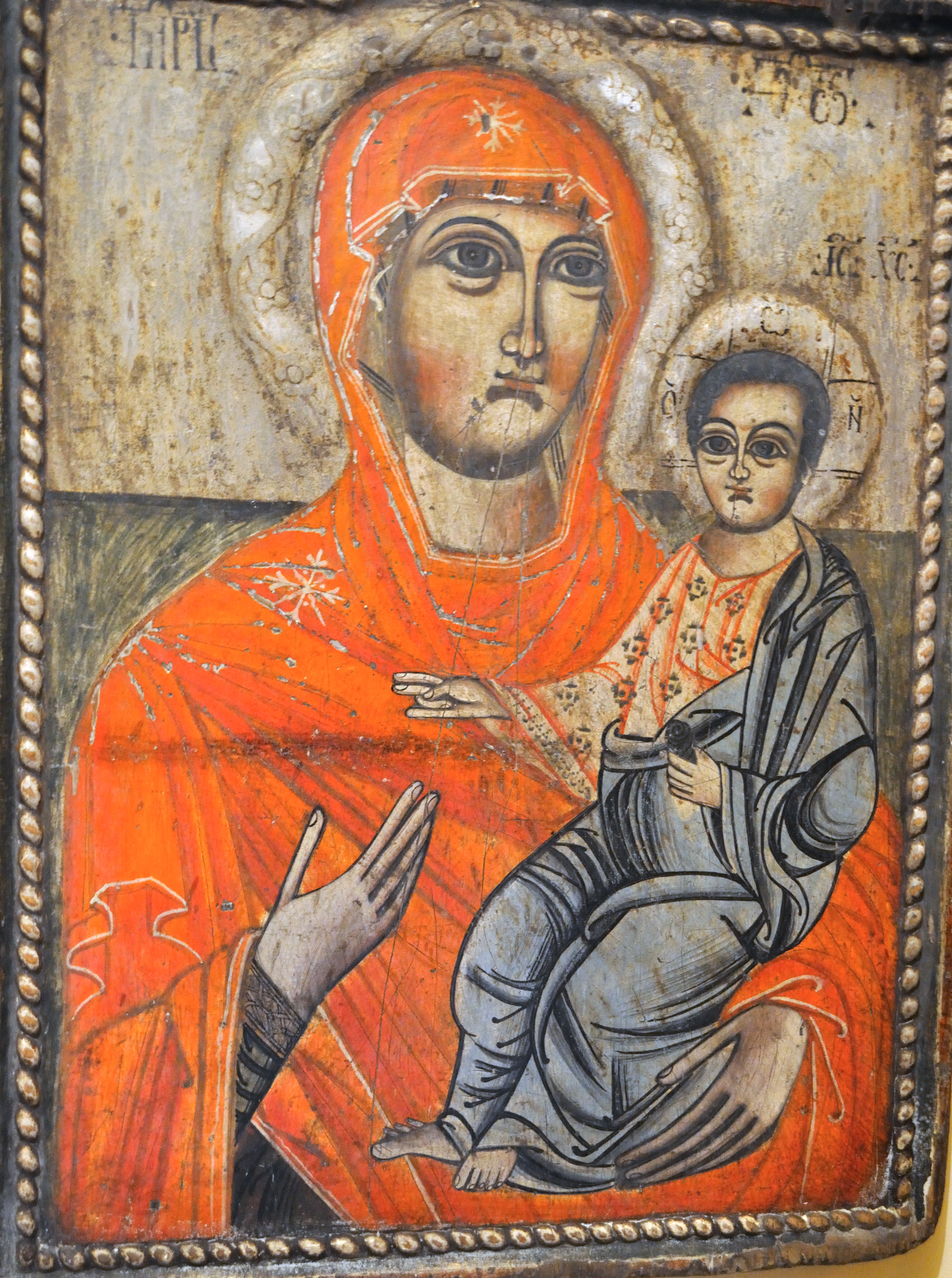
Maria cu Pruncul

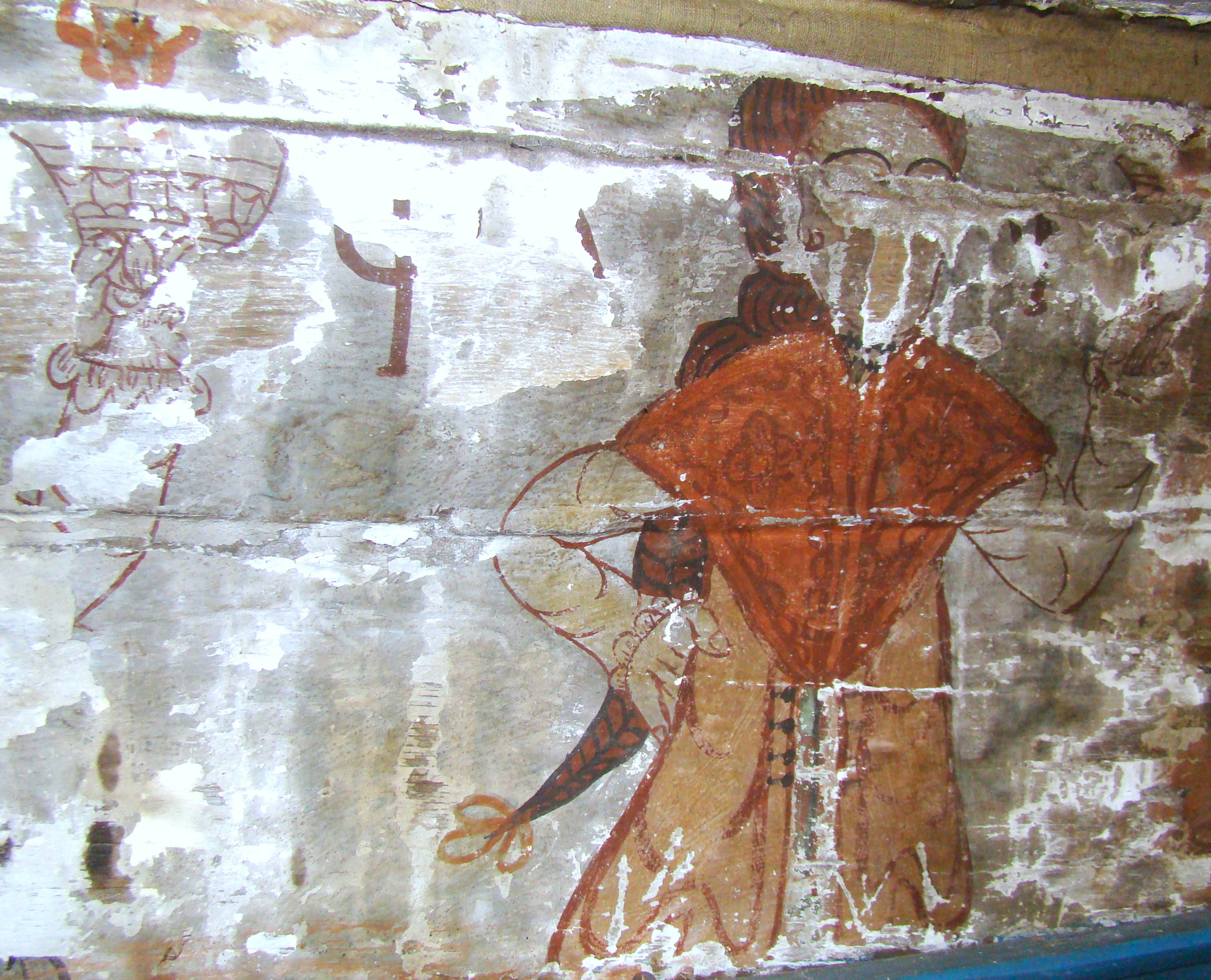
Fecioarele înțelepte

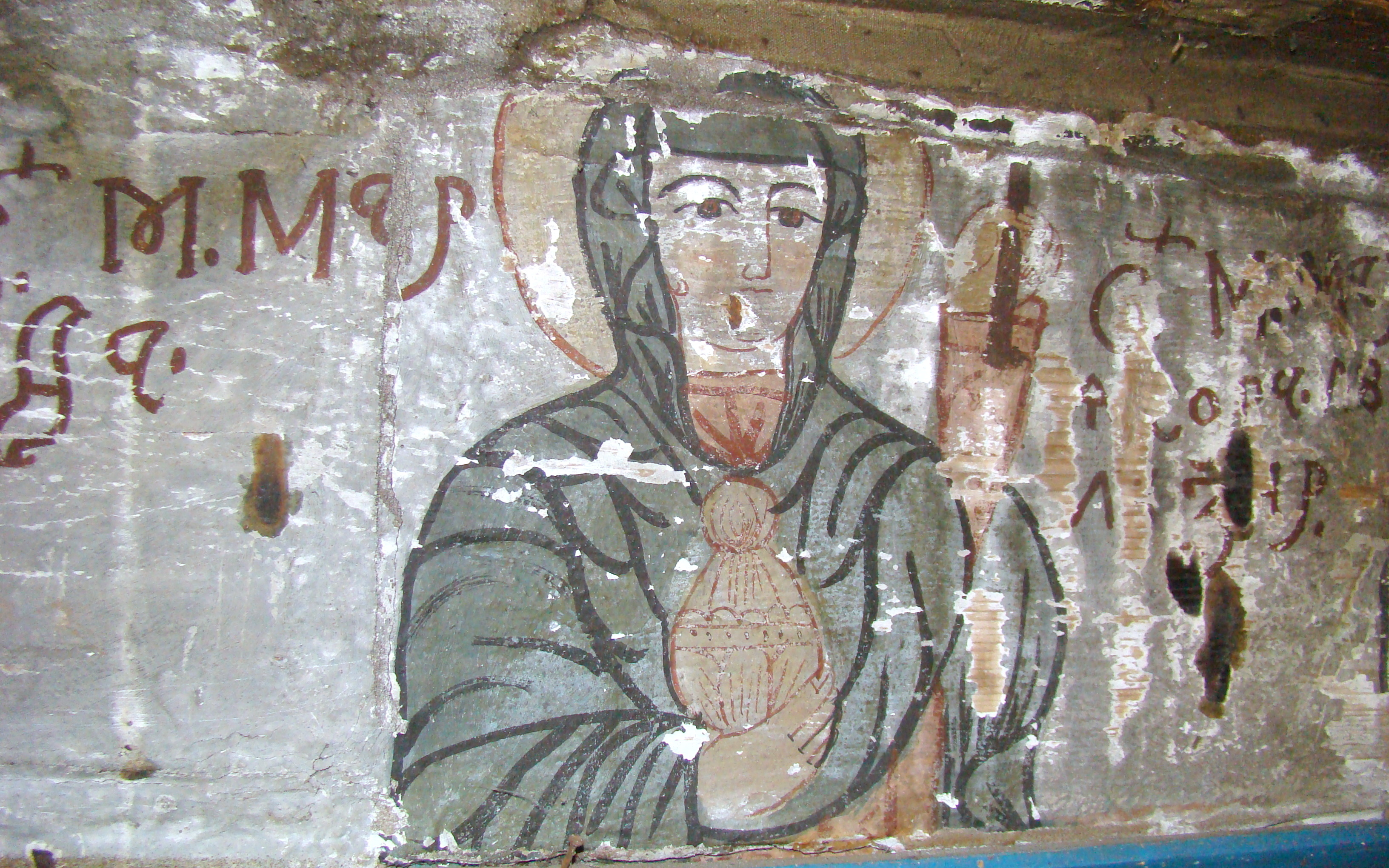
Mironosițele

Biserica de lemn din Păniceni, comuna Căpușu Mare, județul Cluj, datează din anul 1730. Are hramul „Sfinții Arhangheli Mihail și Gavriil”. Biserica se află pe noua listă a monumentelor istorice sub codul LMI:  CJ-II-m-B-07734.

## Istoric și trăsături
Biserica de lemn Sfinții Arhangheli Mihail și Gavril, din satul Păniceni, comuna Mănăstireni, datând din 1730, este situată în cimitirul vechi al satului. A fost construită din bârne de stejar, îmbinate în coadă de rândunică și cheotoare dreaptă. Are planul rectangular și următoarele dimensiuni: pronaosul de 2,90m/5m și naosul 5,50m/5 m înscrise în dreptunghiul corpului central al edificiului. Pe latura sudică are un pridvor construit, probabil, cu ocazia unei restaurări, în secolul trecut, când cununa pridvorului a devenit susținătoare a căpriorilor schimbați. Acoperișul a fost atunci refăcut, după câte se pare, integral, cosoroabele ce sprijină, de celelalte părți, căpriorii având, probabil, aceeași vechime cu cununa pridvorului.
Altarul este octogonal, cu pereții retrași, pe porțiunea celor paraleli având o boltă mai joasă, de asemenea semicilindrică și bine realizată, în restul absidei fiind tăvănită.
Naosul este prevăzut cu o boltă semicilindrică înălțată direct pe pereții alungiți ai dreptunghiului, printr-o tehnică desăvârșită a stăpânirii proporțiilor, cu îmbinări perfecte.
Pronaosul este tăvănit, iar de pe grinzile laterale, din cele patru colțuri ale tinzii, se înalță, bine consolidați, stâlpii de bază ai turnului clopotniță, cu galeria deschisă și parapet în rezalit, cu arcade semicirculare pe toate cele patru părți.
Biserica a fost pictată de Dimitrie Ispas din Gilău, cel mai faimos pictor din zonă, realizatorul picturii de interior, parțiale sau totale, în cel puțin 11 biserici, pe care le-a decorat în perioada 1788-1835. După cum îl caracterizează istoricul de artă Marius Porumb, pictorul ,,s-a format în ambianța artistică românească de la sfârșitul secolului al XVII-lea, când în împrejurimile Clujului sunt cunoscuți mai mulți pictori.” Activitatea lui deosebit de bogată care ni-l ,,prezintă ca pe un pictor dotat nativ, dar care nu are o pregătire prea temeinică”, a fost prima dată studiată de Atanasie Popa, istoricul ce a contribuit documentar, în cea mai mare măsură, la cunoașterea activității pictorului. În dicționarul său, Marius Porumb îl prezintă astfel: ,,Are un simț deosebit pentru decorativ, iar cromatica vioaie a picturilor sale dă o notă sărbătorească ansamblurilor murale.” În legătură cu programele sale iconografice, etnografii și istoricii de artă înclină să îl încadreze în curentul de factură populară.
Anul realizării picturii murale la biserica din Păniceni este 1809. Sătenii din Păniceni ambiționau la o realizare artistică cel putin echivalentă valoric cu cea de la biserica din satul vecin Agârbiciu (pictată tot de Dimitrie Ispas, în 1801), atât in estetica exteriorului, cât mai ales in decorarea interioară cu pictură. Dar spațiul de cult este aici mult mai restrâns, iar șansele de desfășurare a programului iconografic aplicat în satul vecin erau, în aceeași măsură, reduse. Strădania pictorului este însă vizibilă, căci, și la Păniceni, Dimitrie Ispas manifesta aceeași mare siguranță în execuție și o tot atât de deplină stăpânire a măiestriei.

## Imagini din exterior

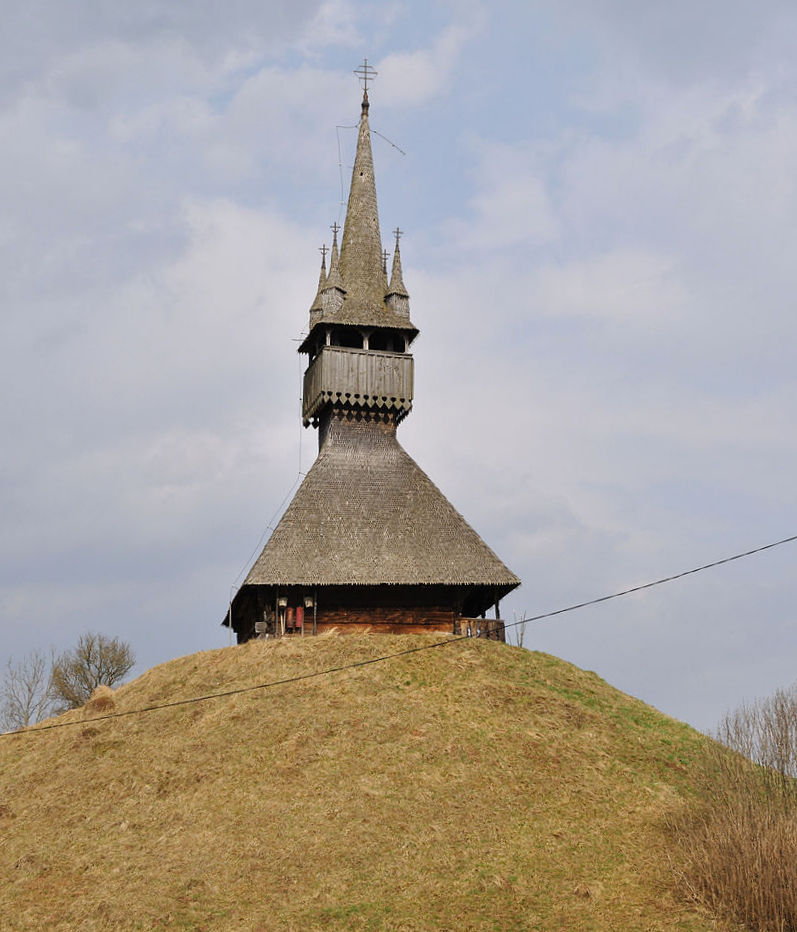
Biserica (vest)
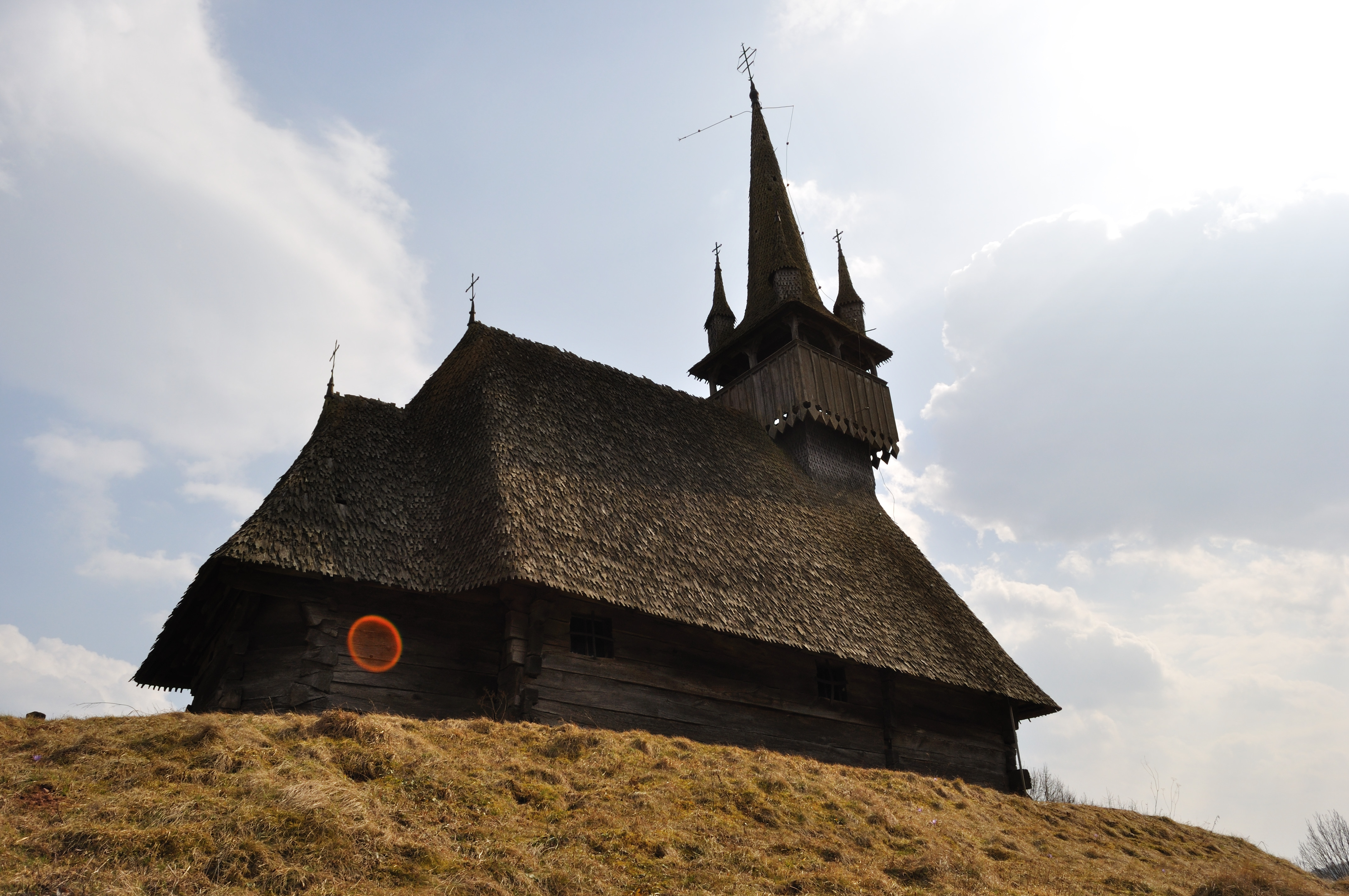
Biserica (nord-est)
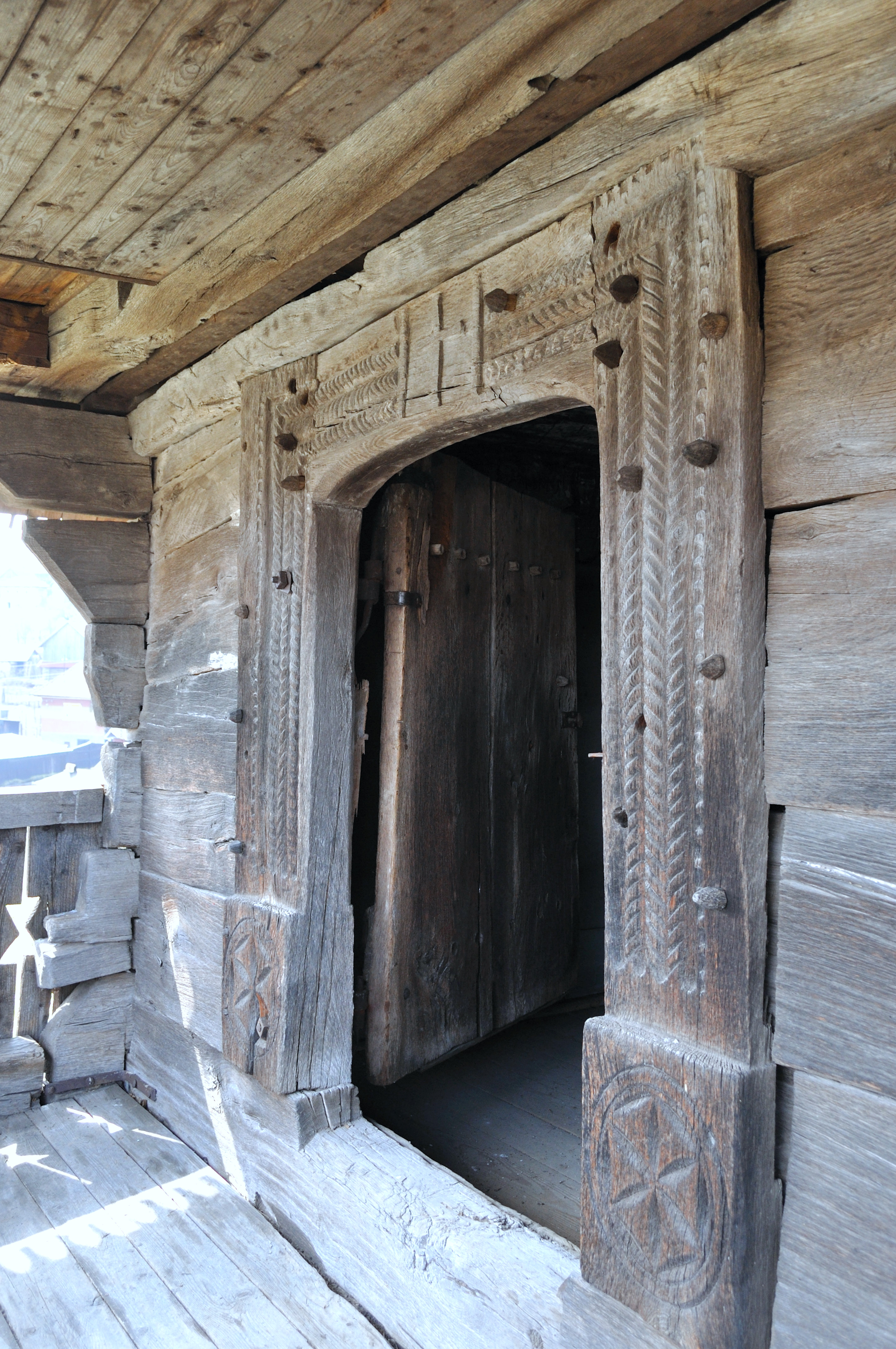
Portalul exterior
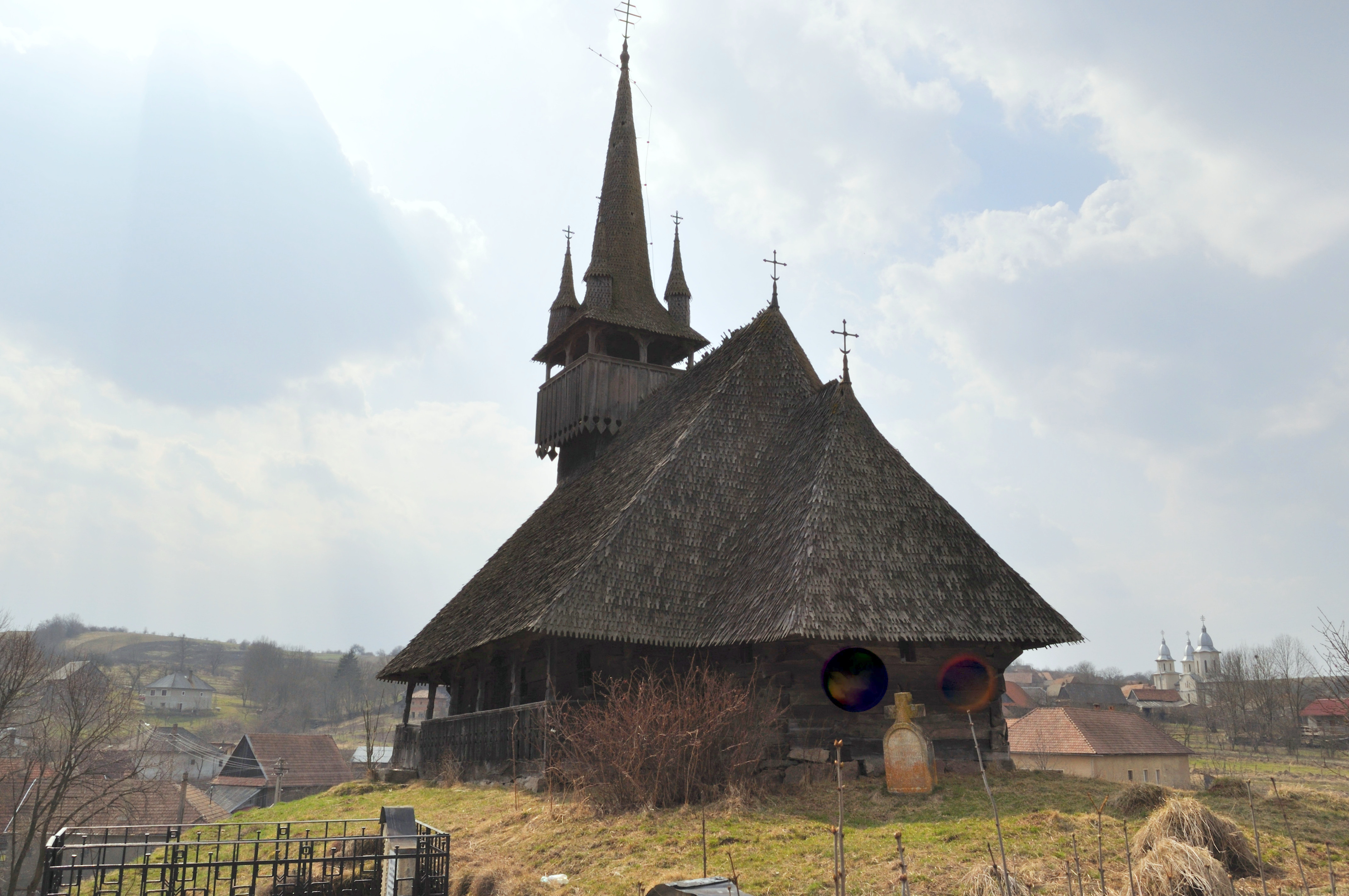
Biserica (est)
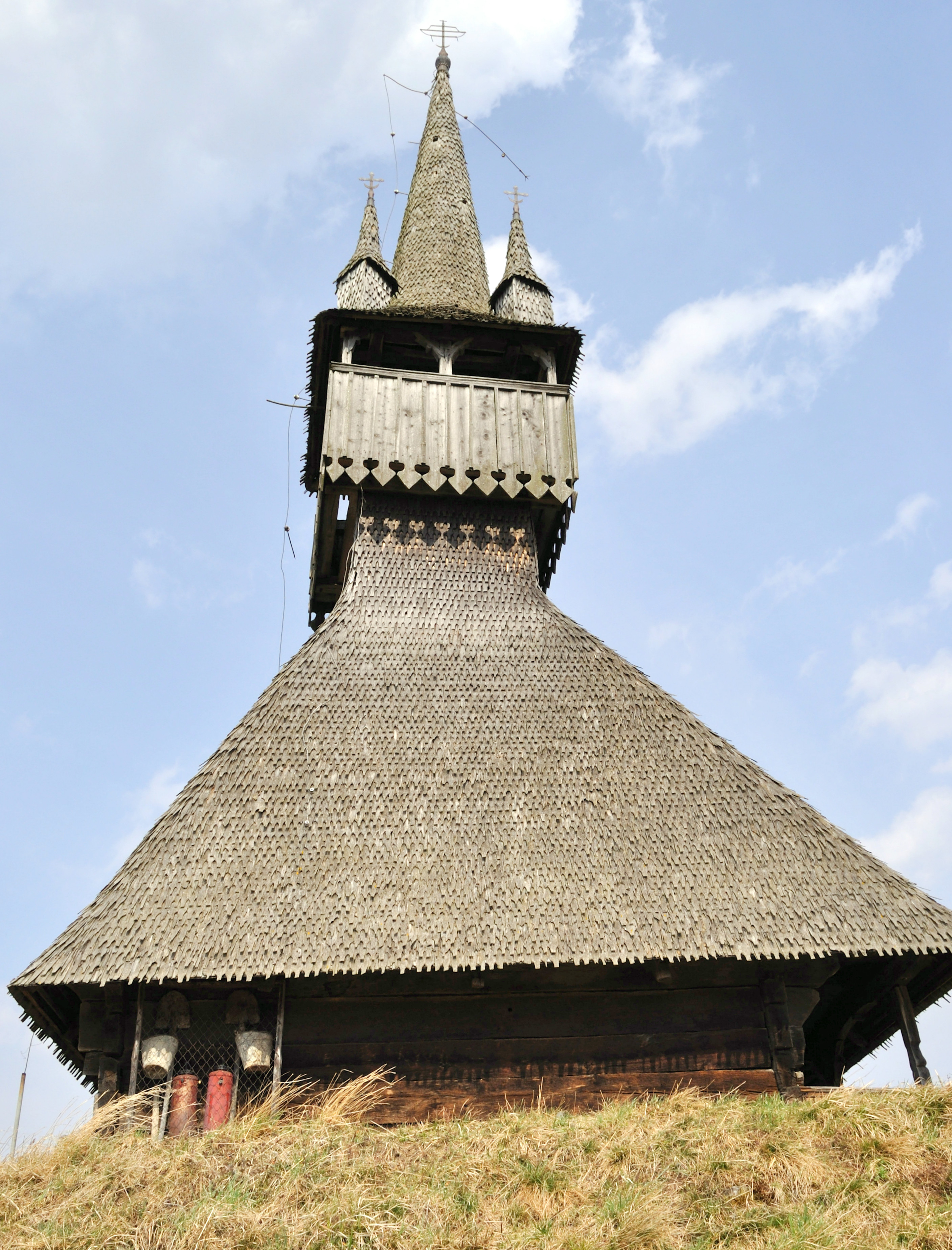
Biserica (vest)

## Imagini din interior

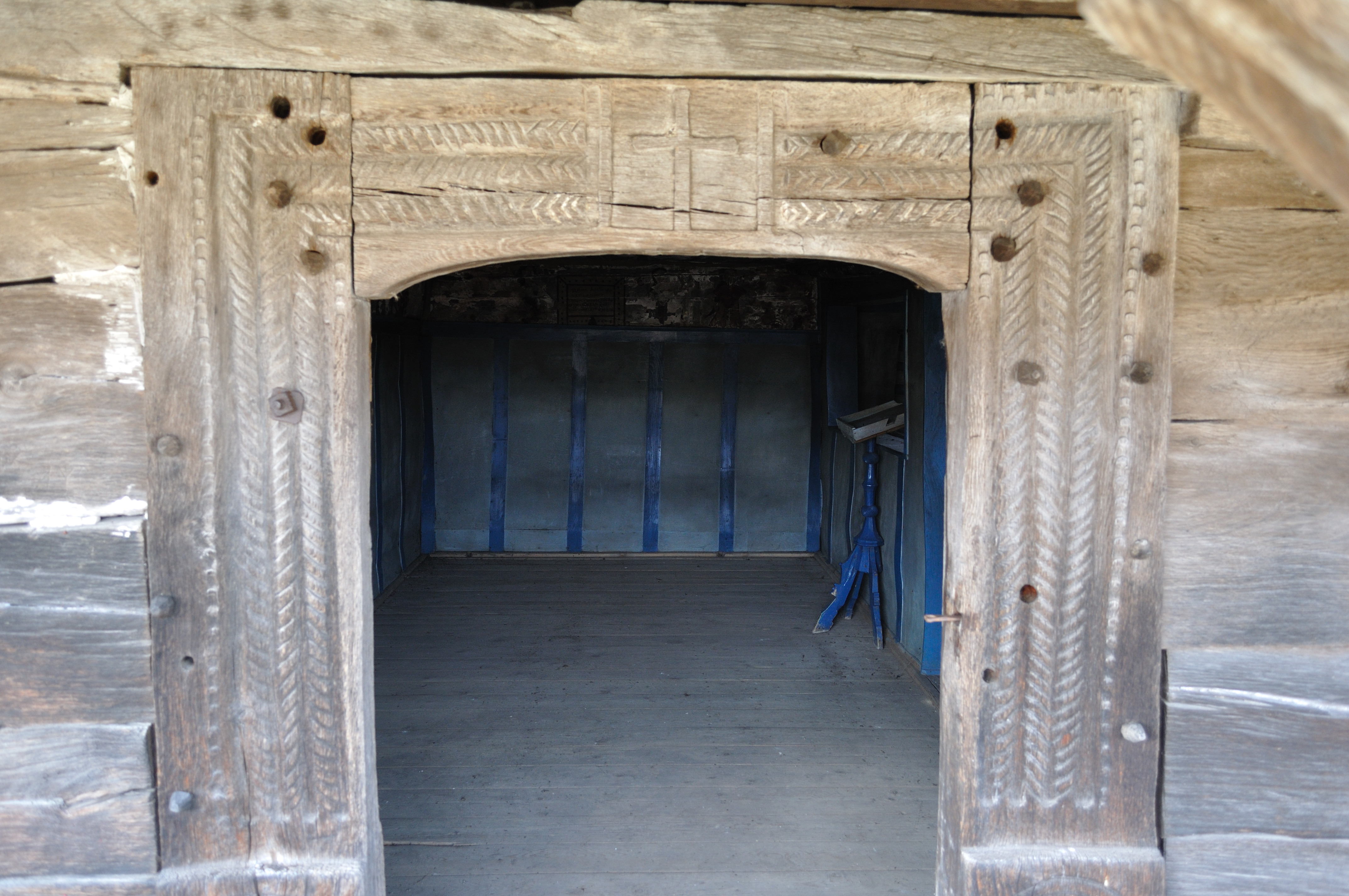
Portal (detaliu)
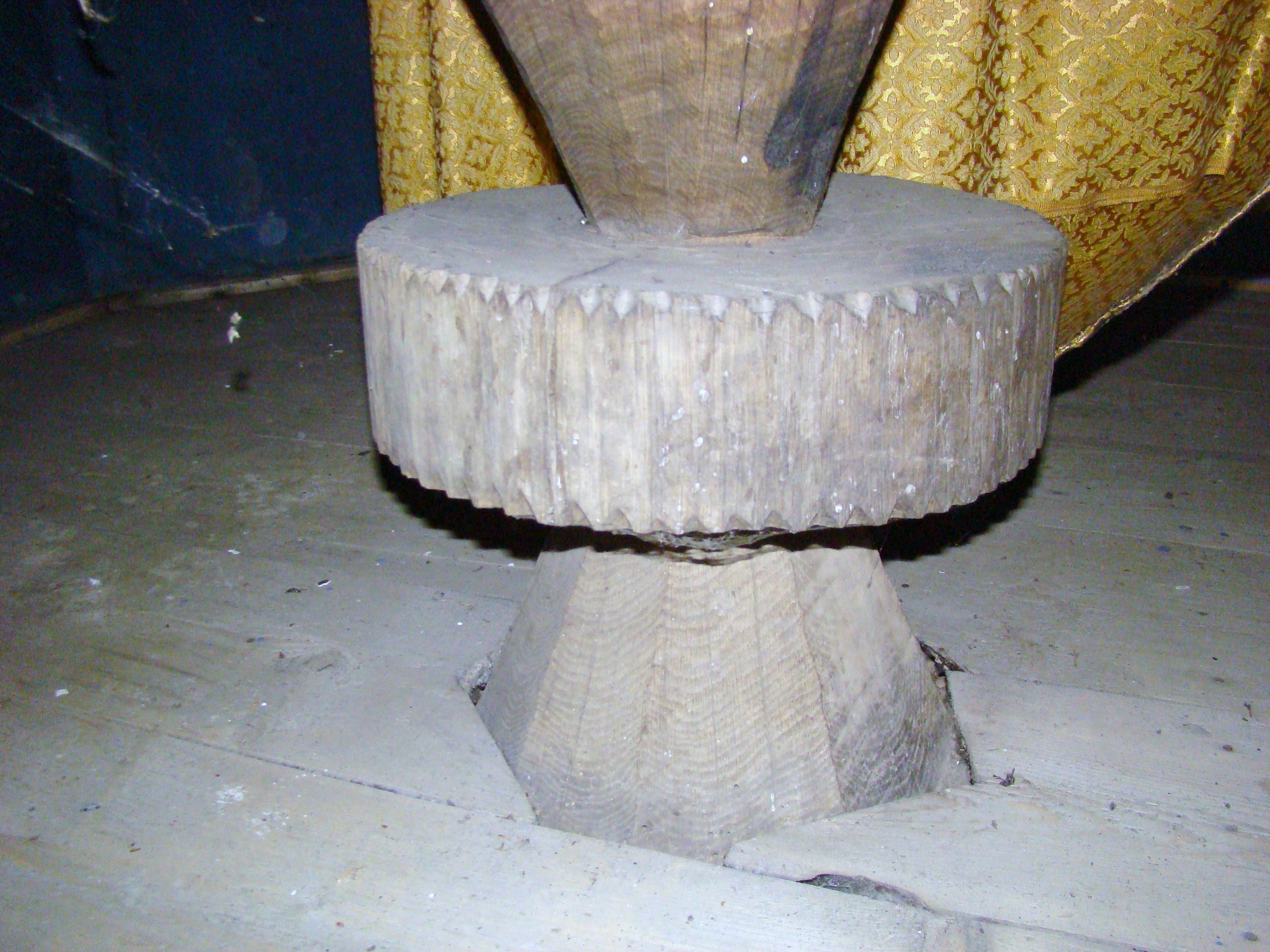
Piciorul mesei altarului
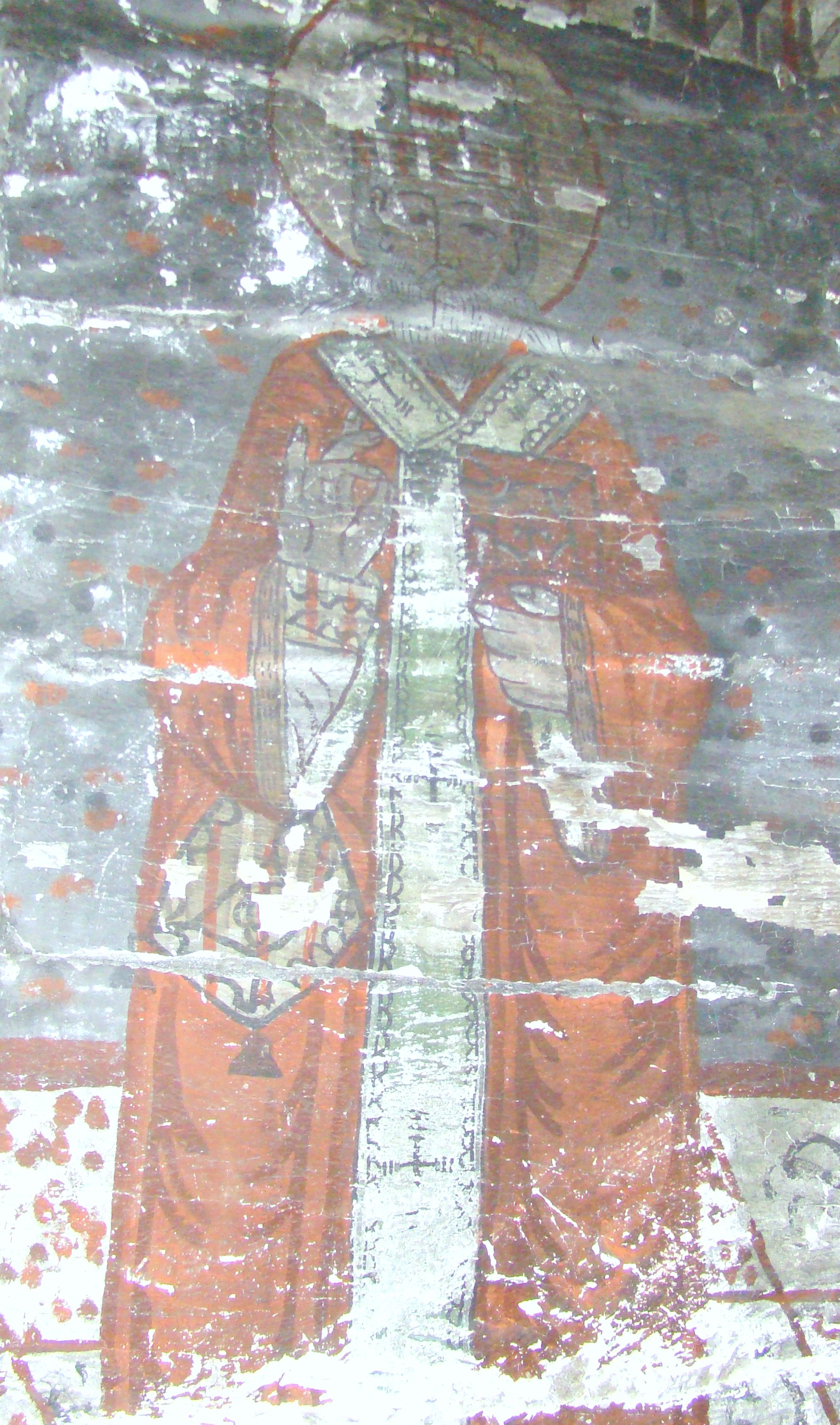
Sfinții Ierarhi
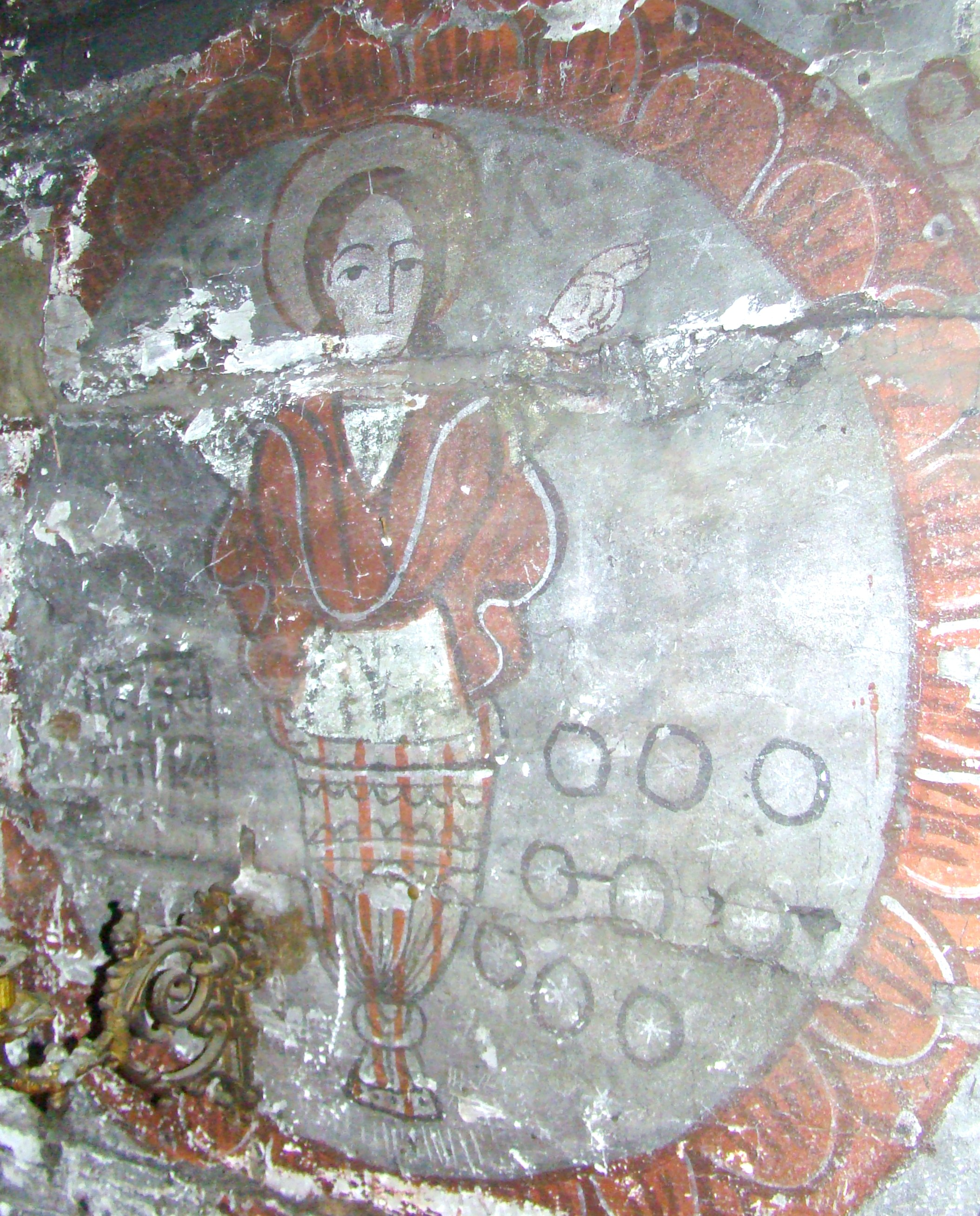
Pictura altarului
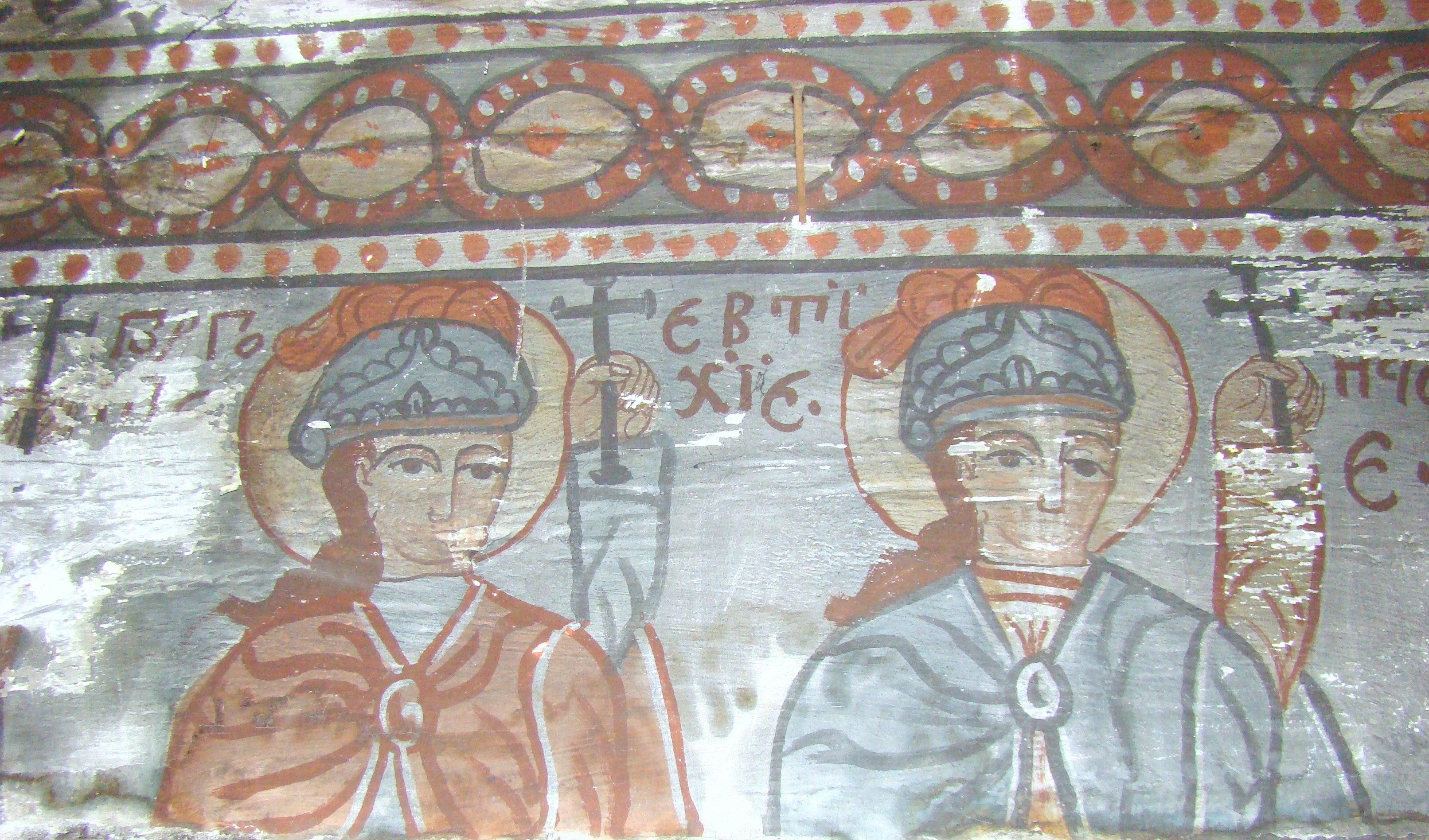
Sfinții Mucenici
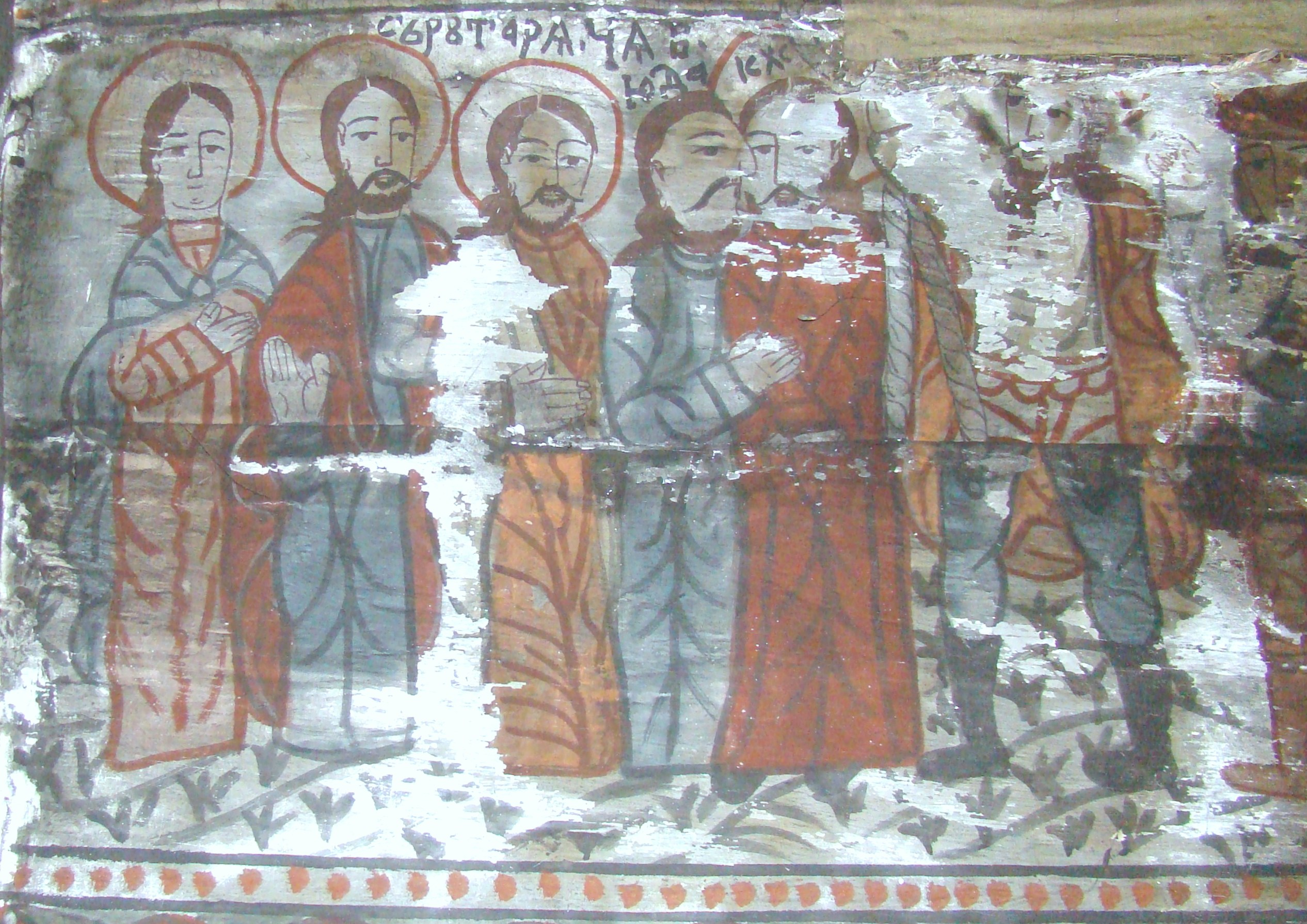
Sărutul vânzător al Iudei
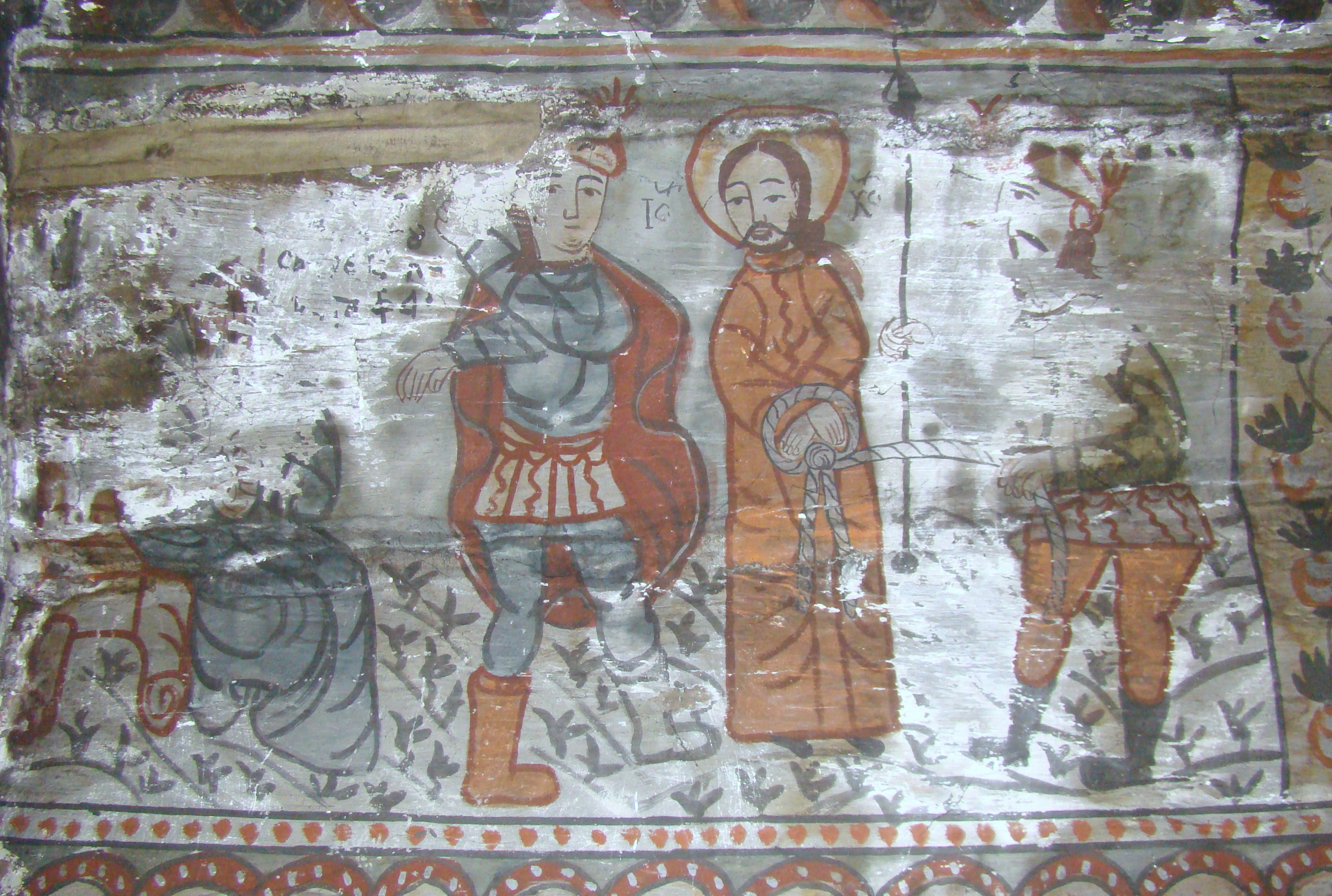
Iisus în fața judecătorilor
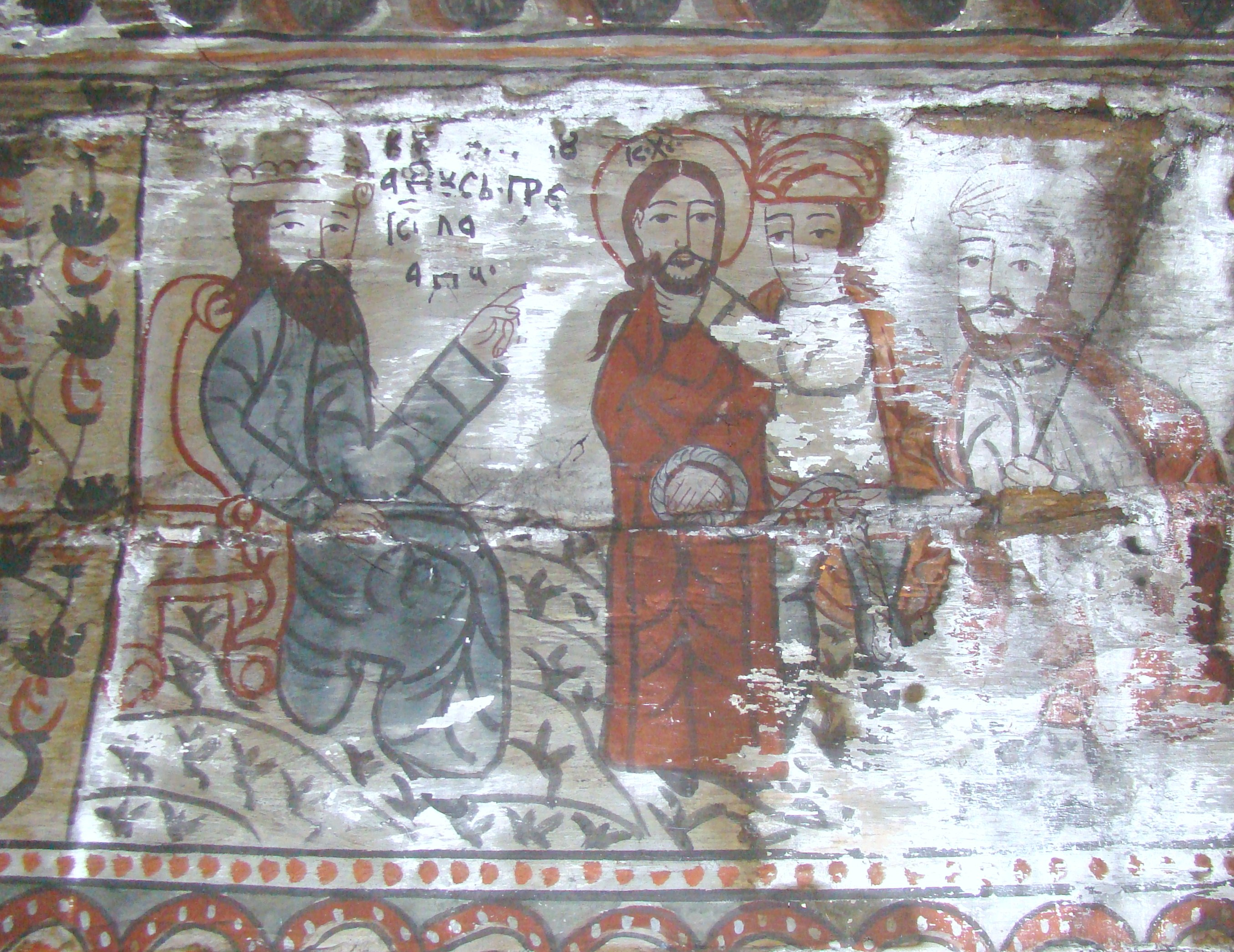
Iisus în fața judecătorilor
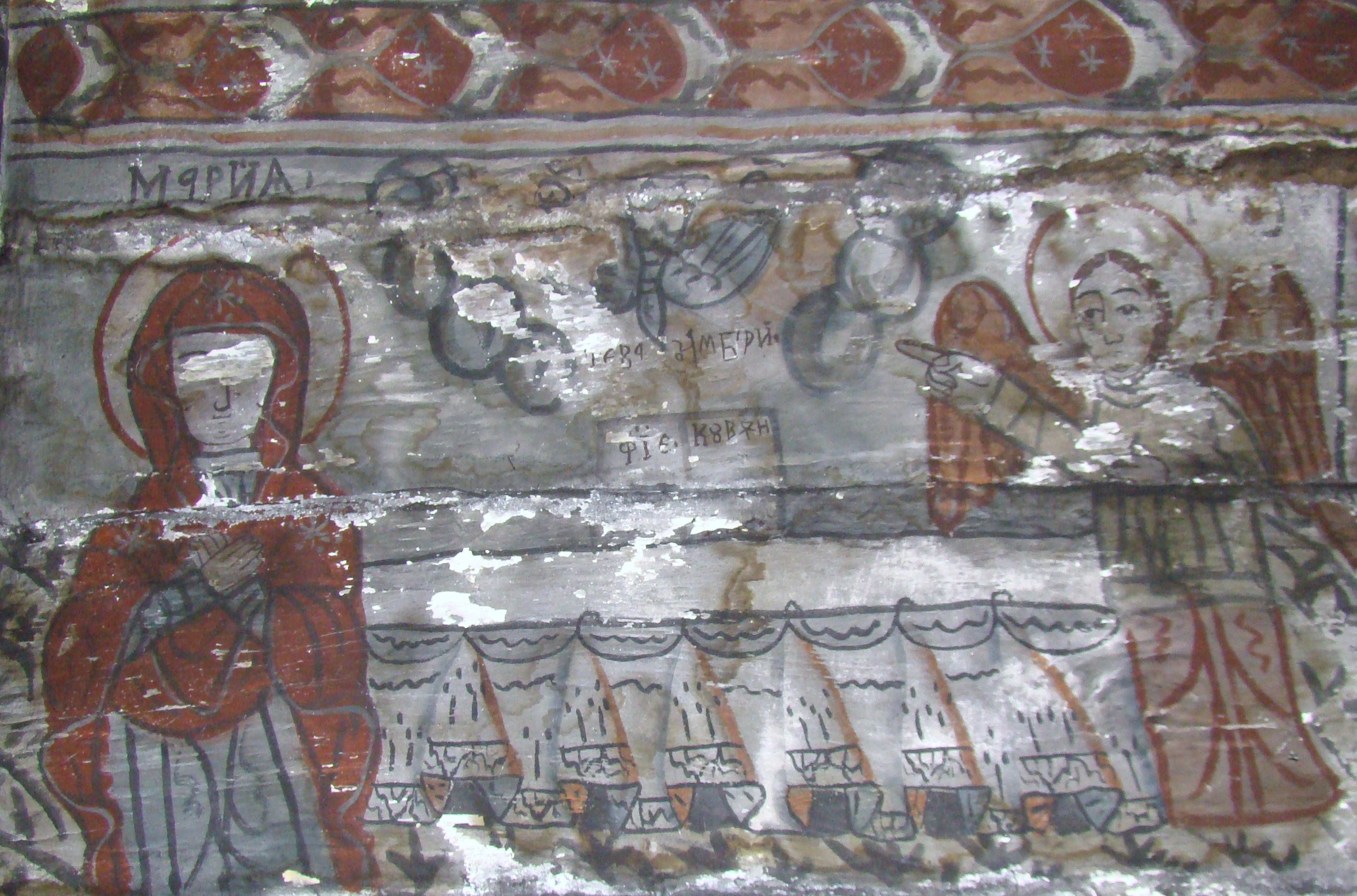
Buna Vestire
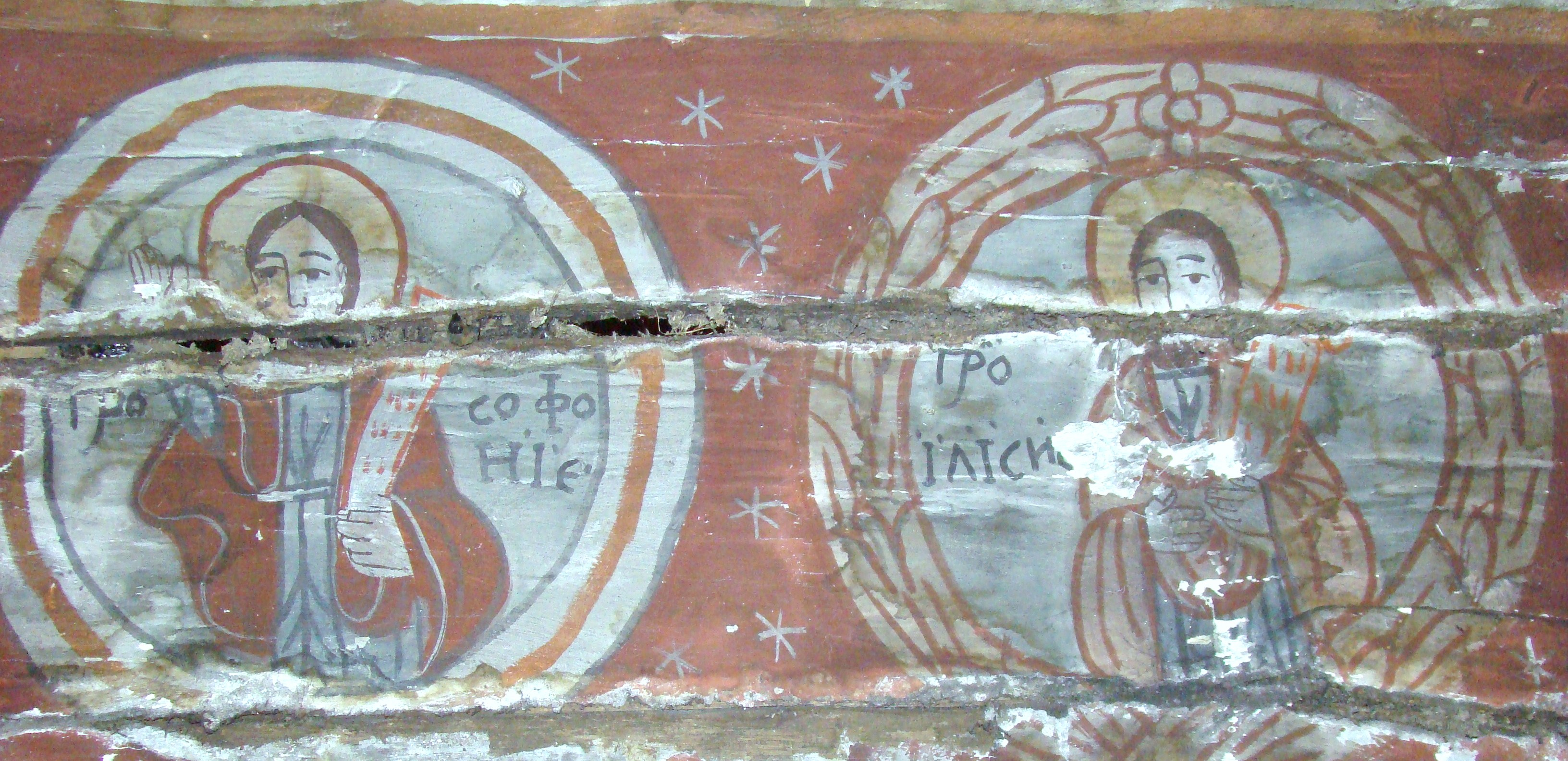
Proorocii
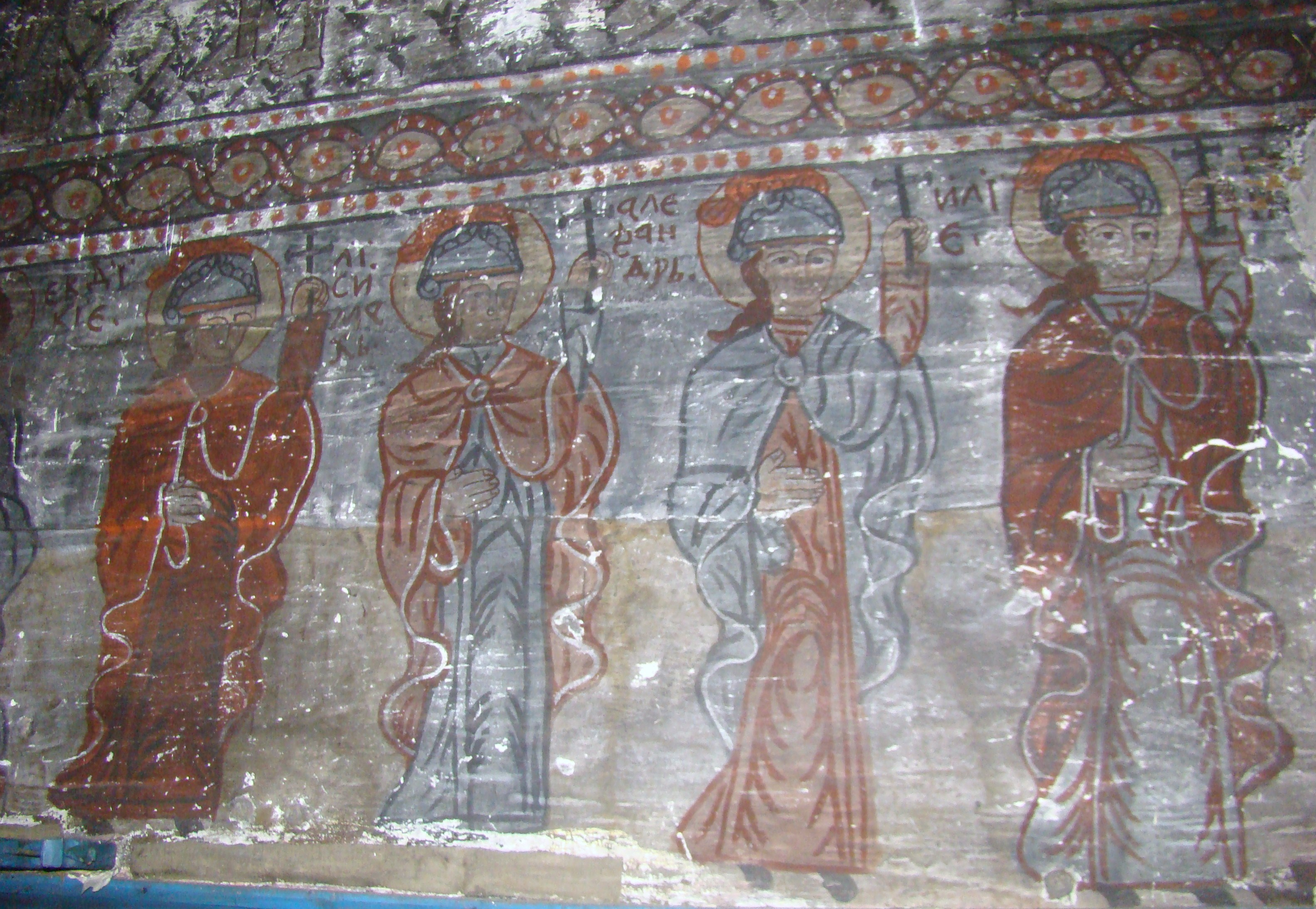
Sfinții Mucenici
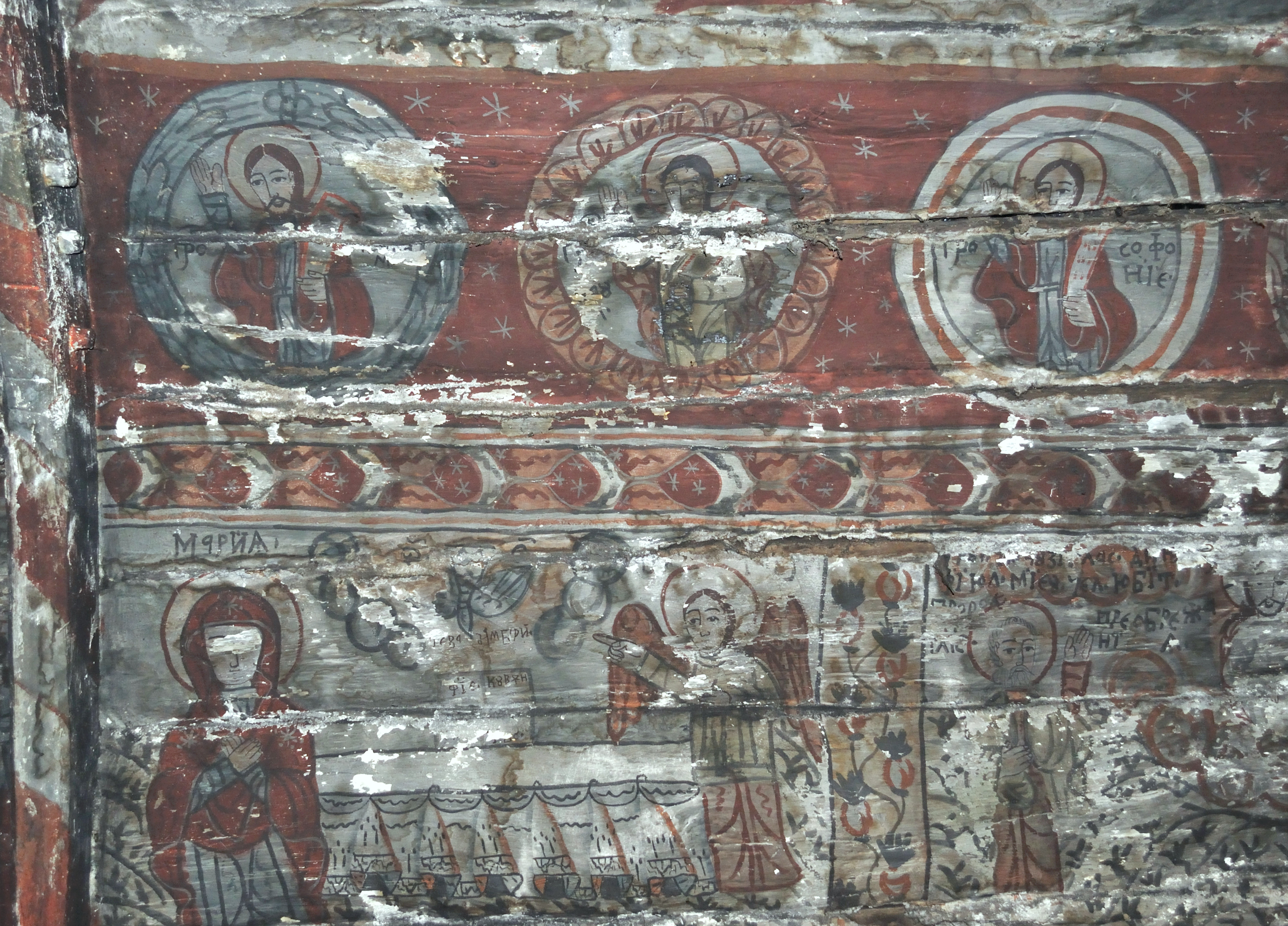
Pictura naosului
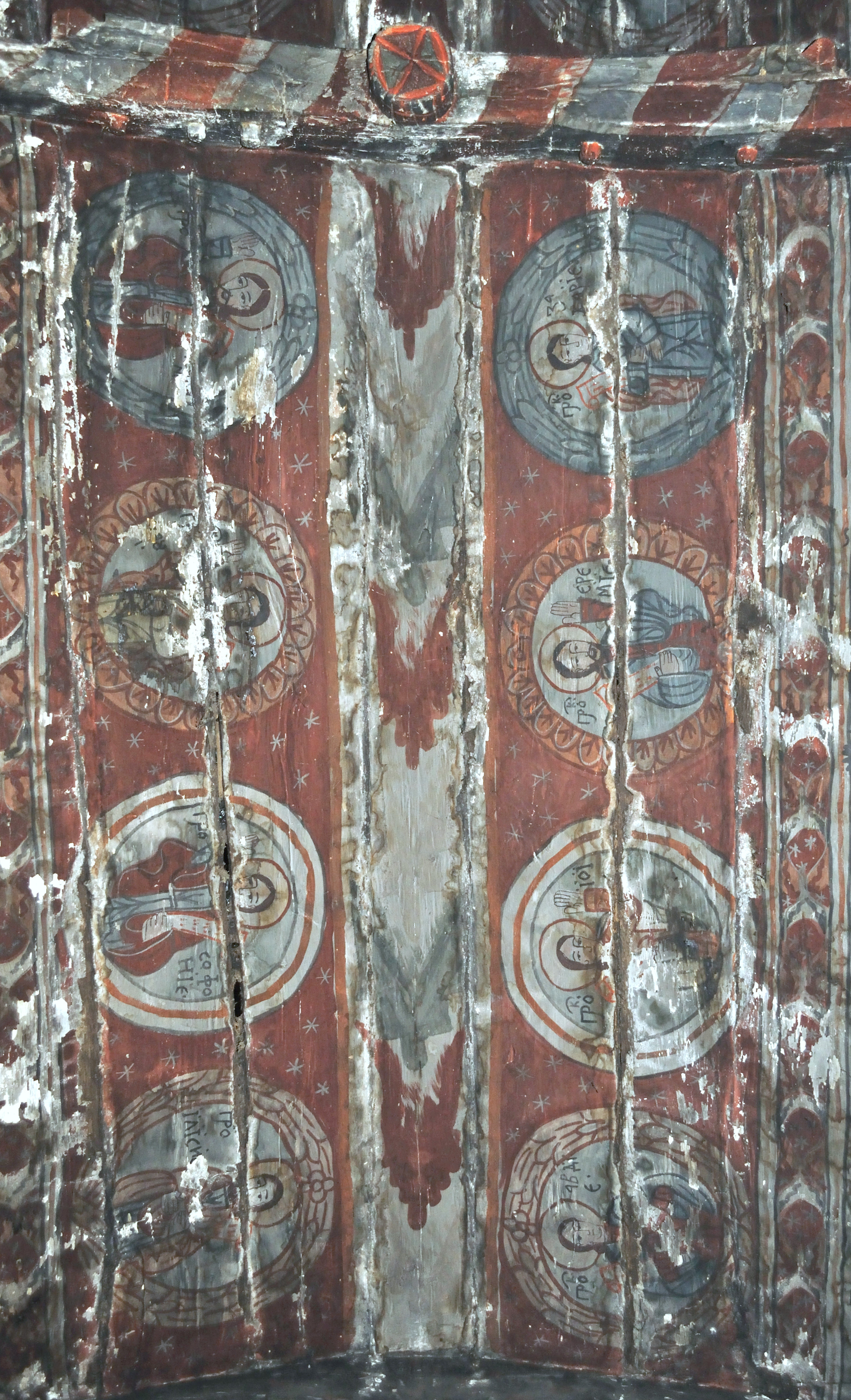
Pe mijlocul bolții naosului apar în medalioane Proorocii
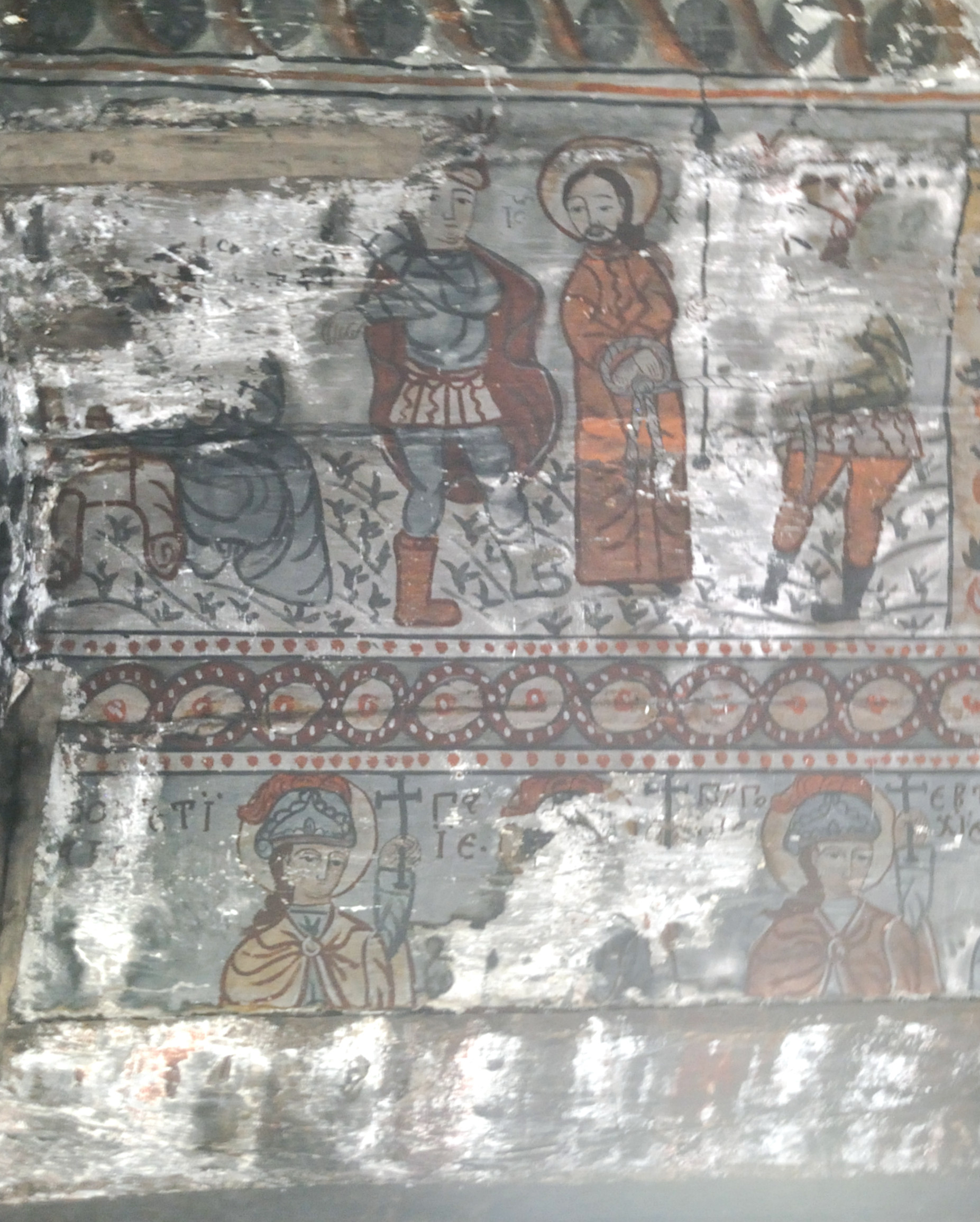
Câteva dintre „tablourile” care formează pictura naosului
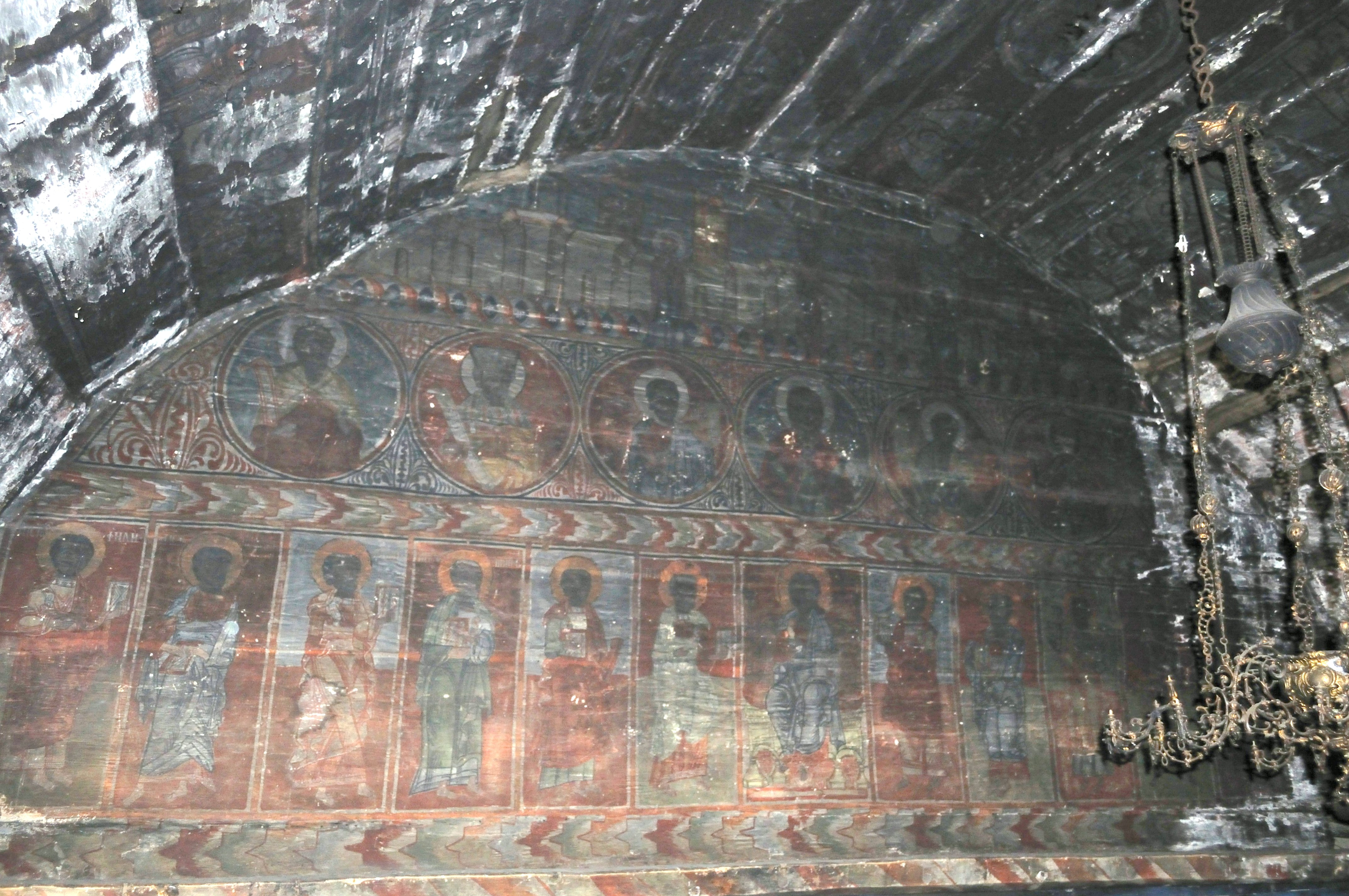
Pictura iconostasului cuprinsă în cele trei registre
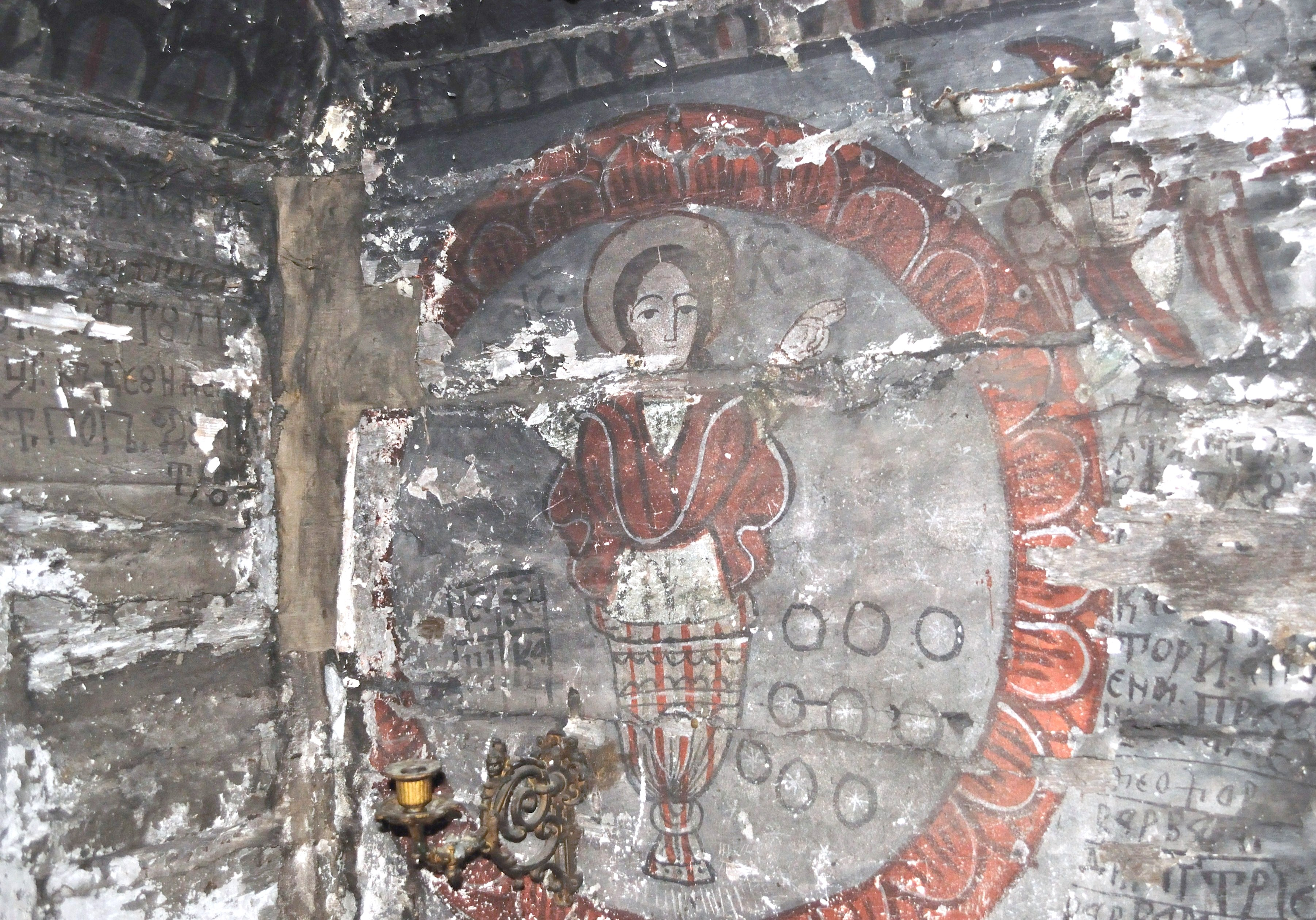
Pictura altarului
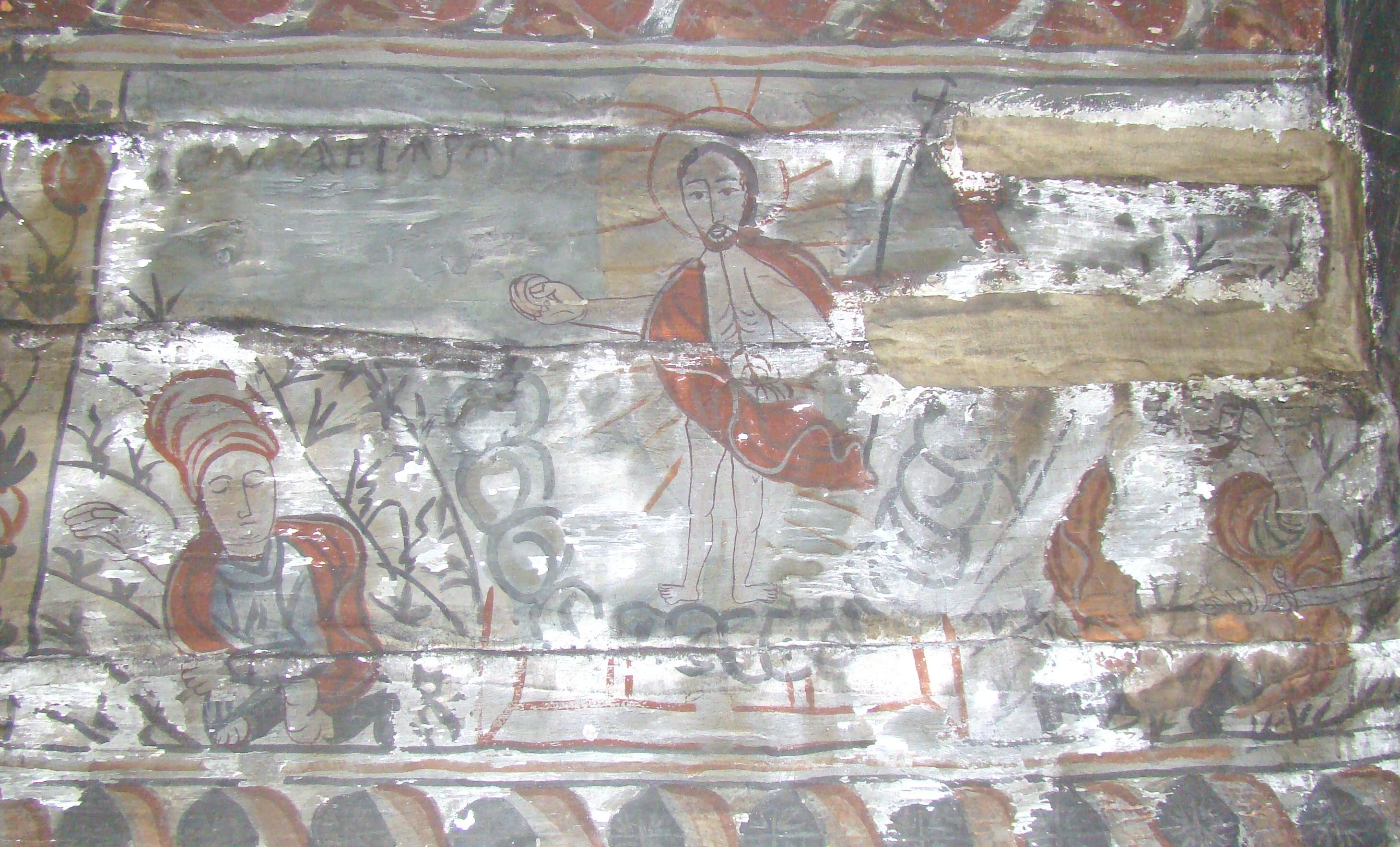
Învierea Domnului
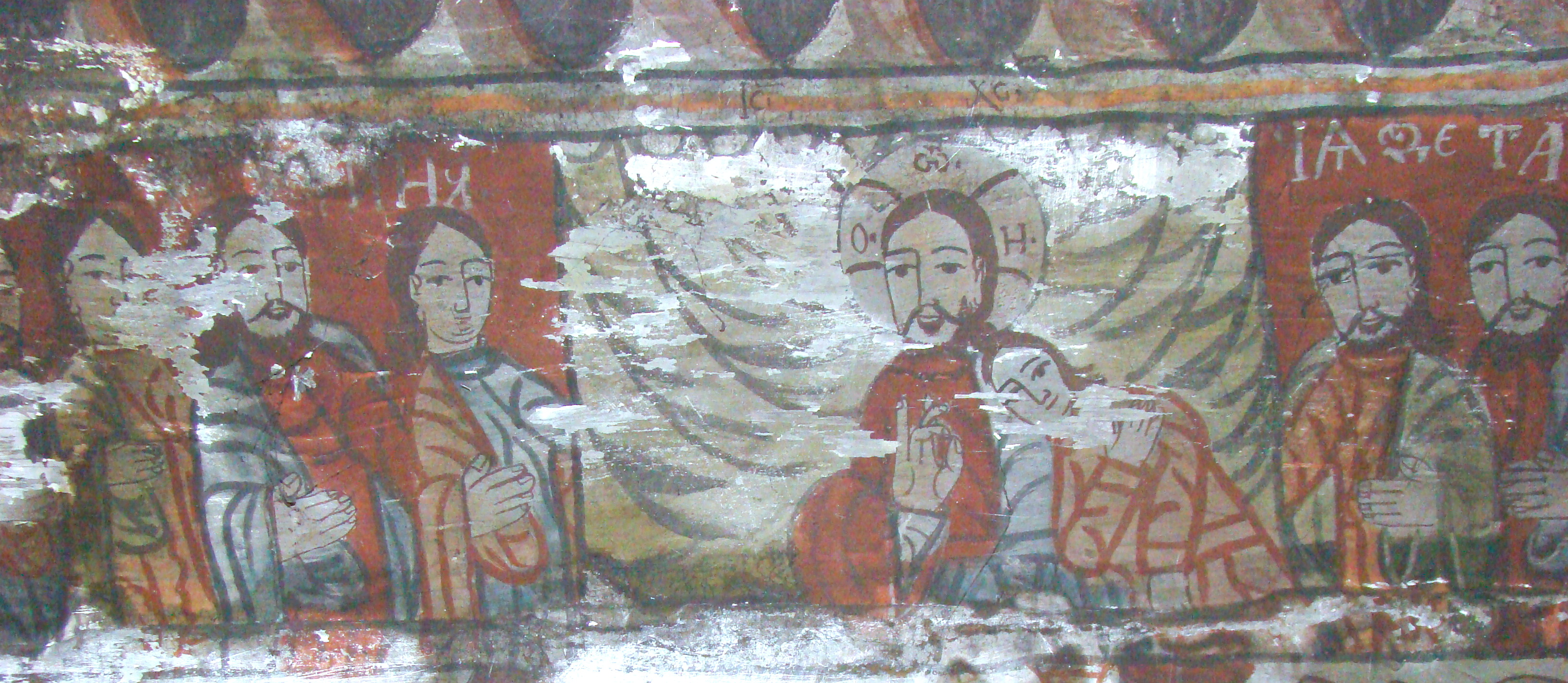
Pictura naosului
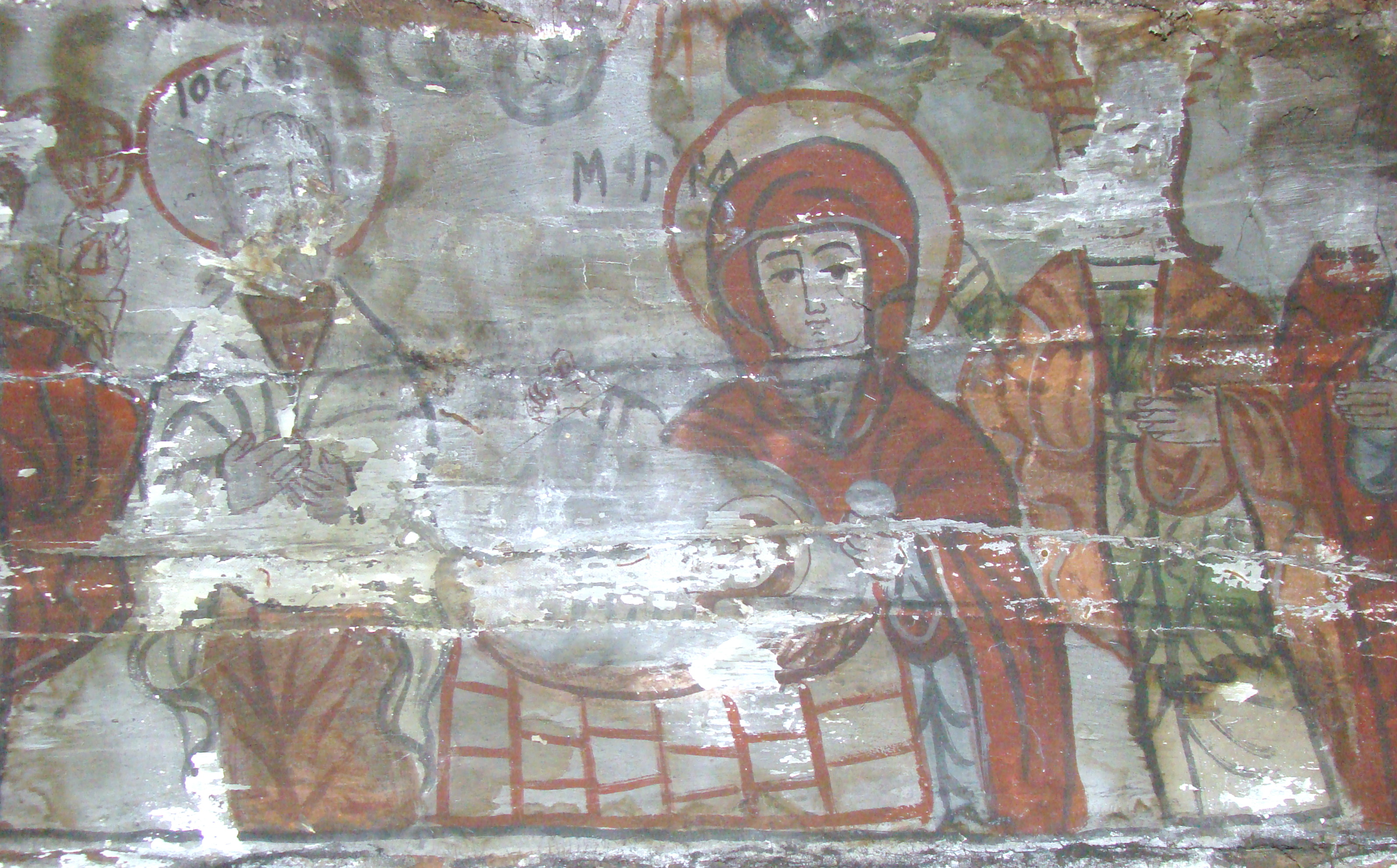
Pictura naosului
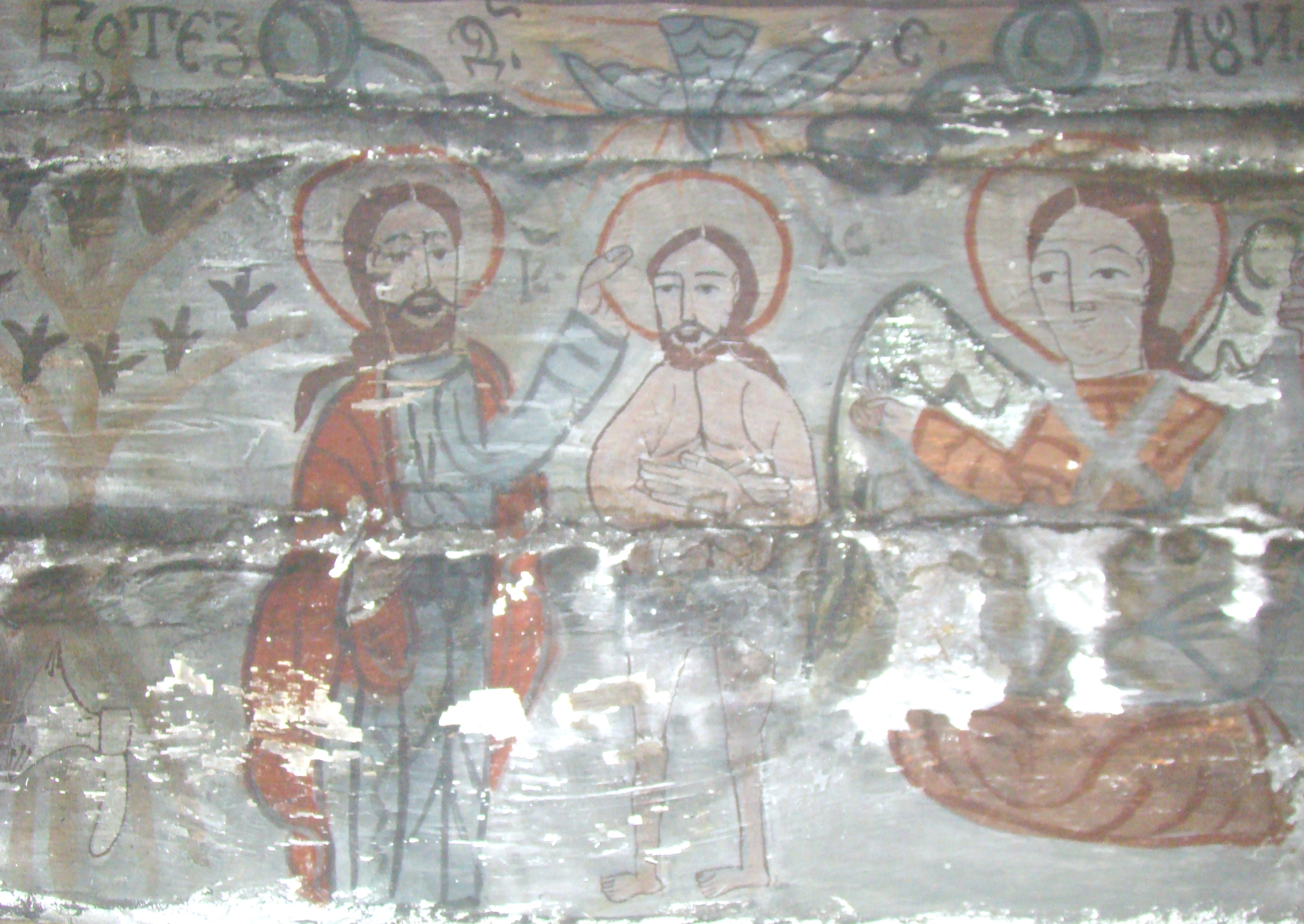
Botezul Domnului
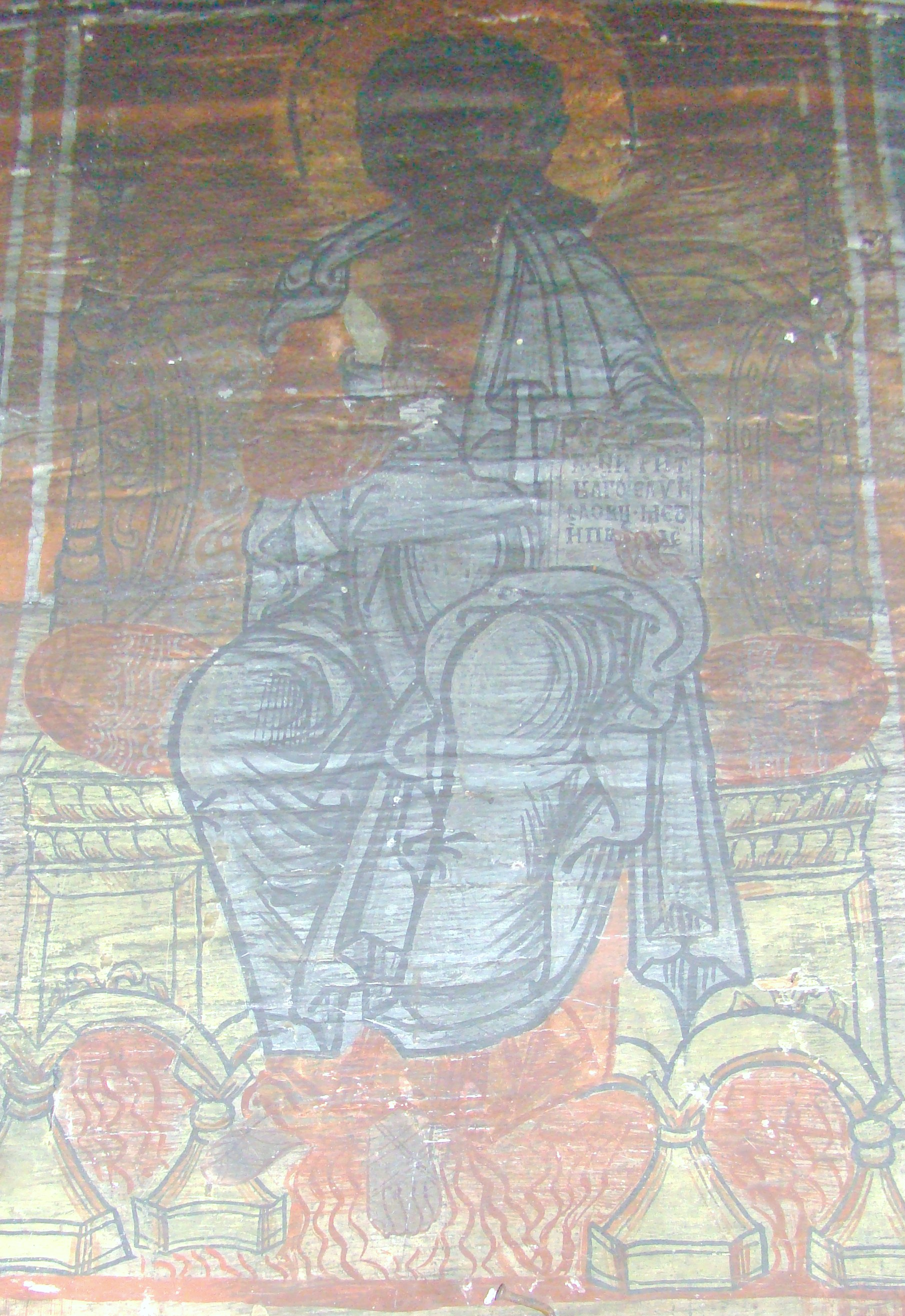
Iisus Arhiereu
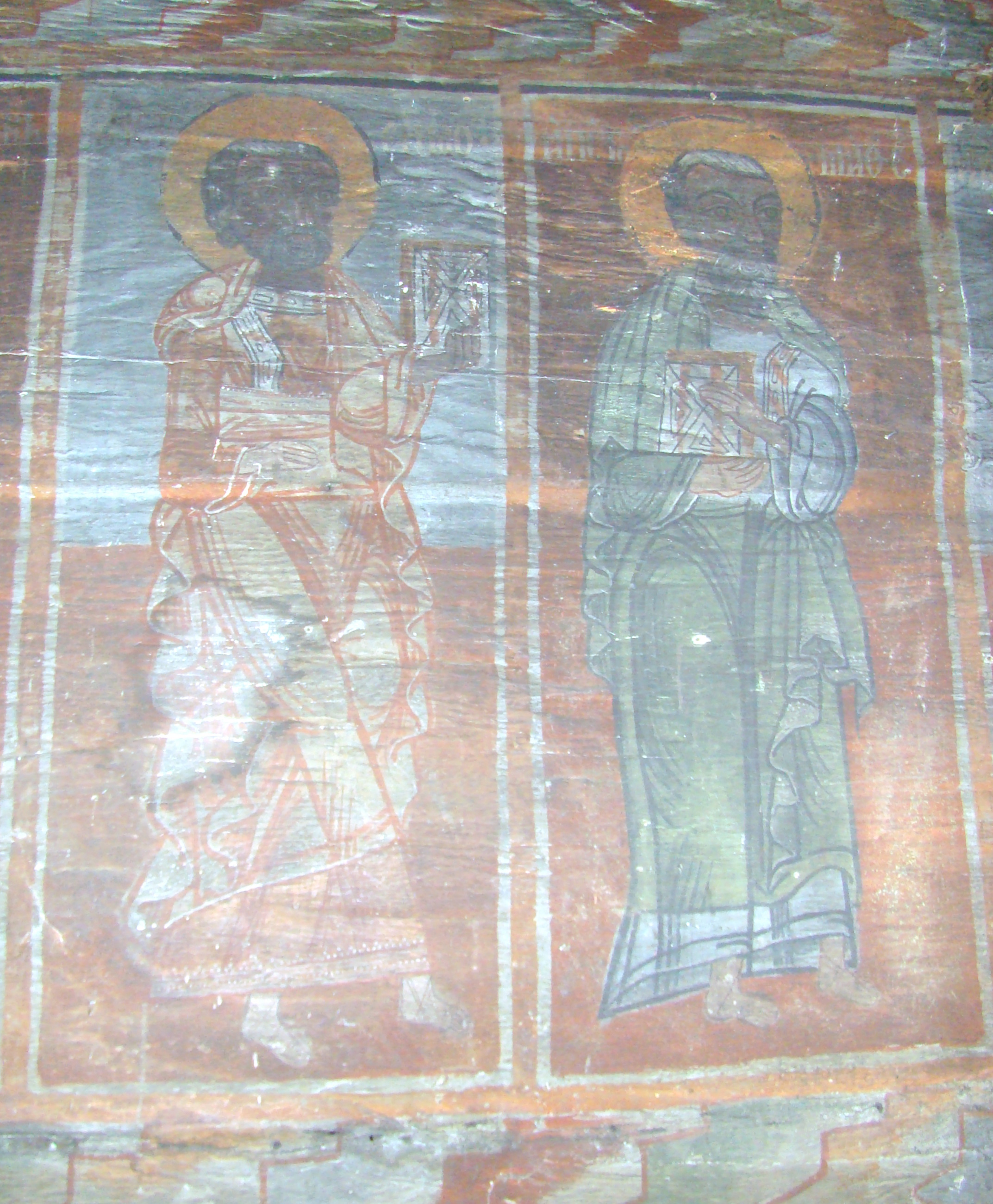
Apostolii
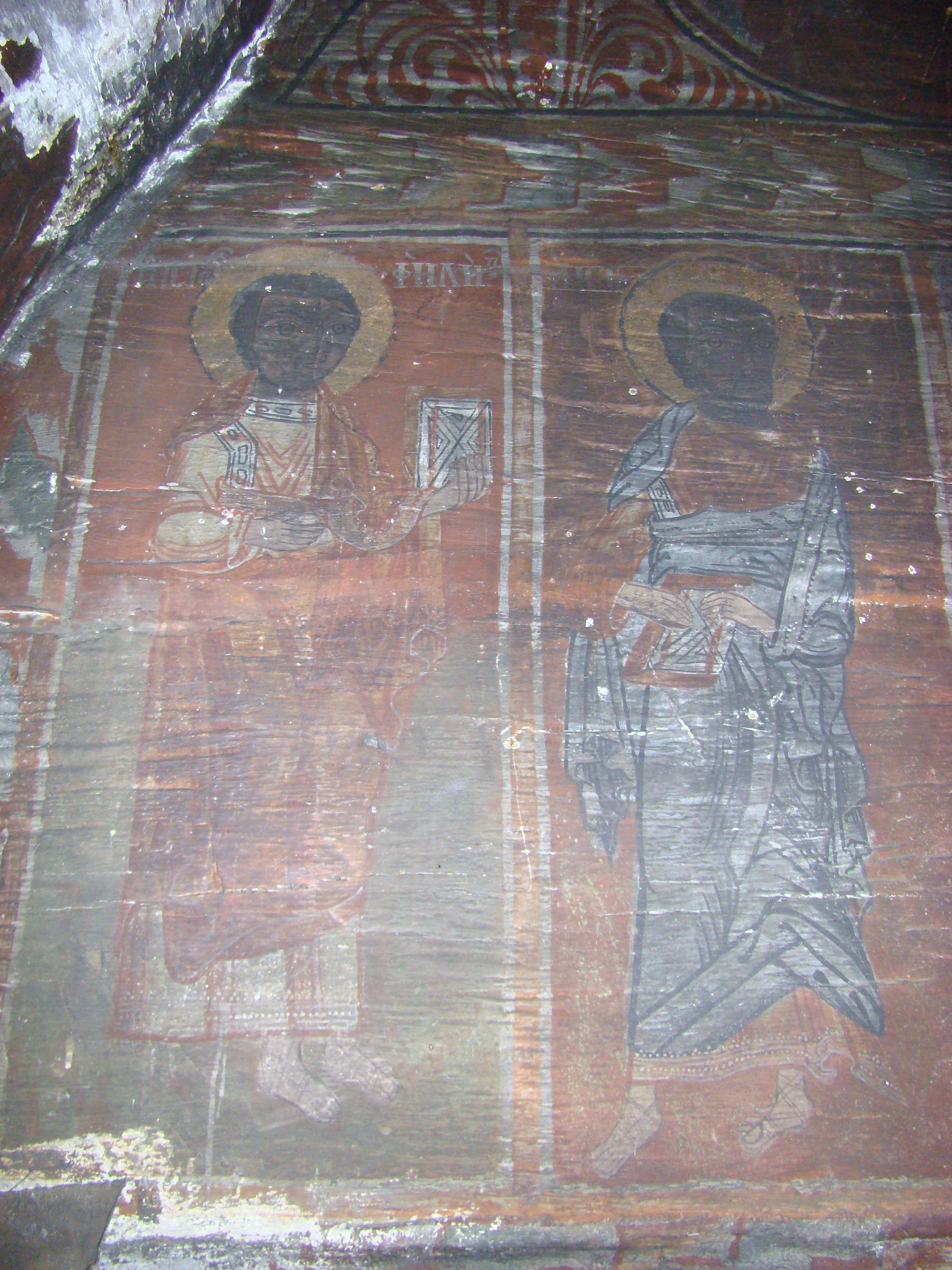
Apostolii
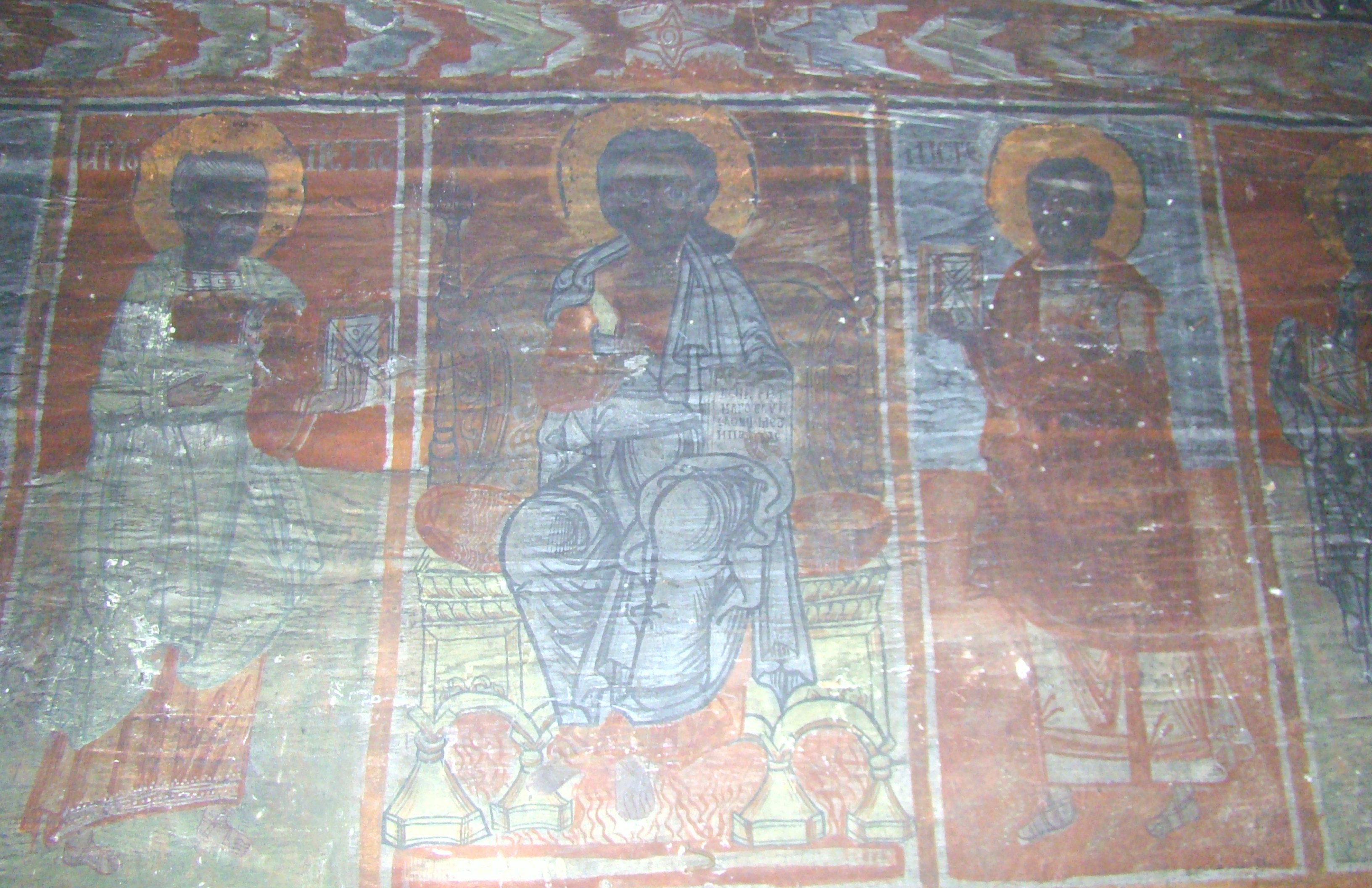
Registrul inferior al catapetesmei: Iisus Arhiereu stând pe un tron înconjurat de apostoli
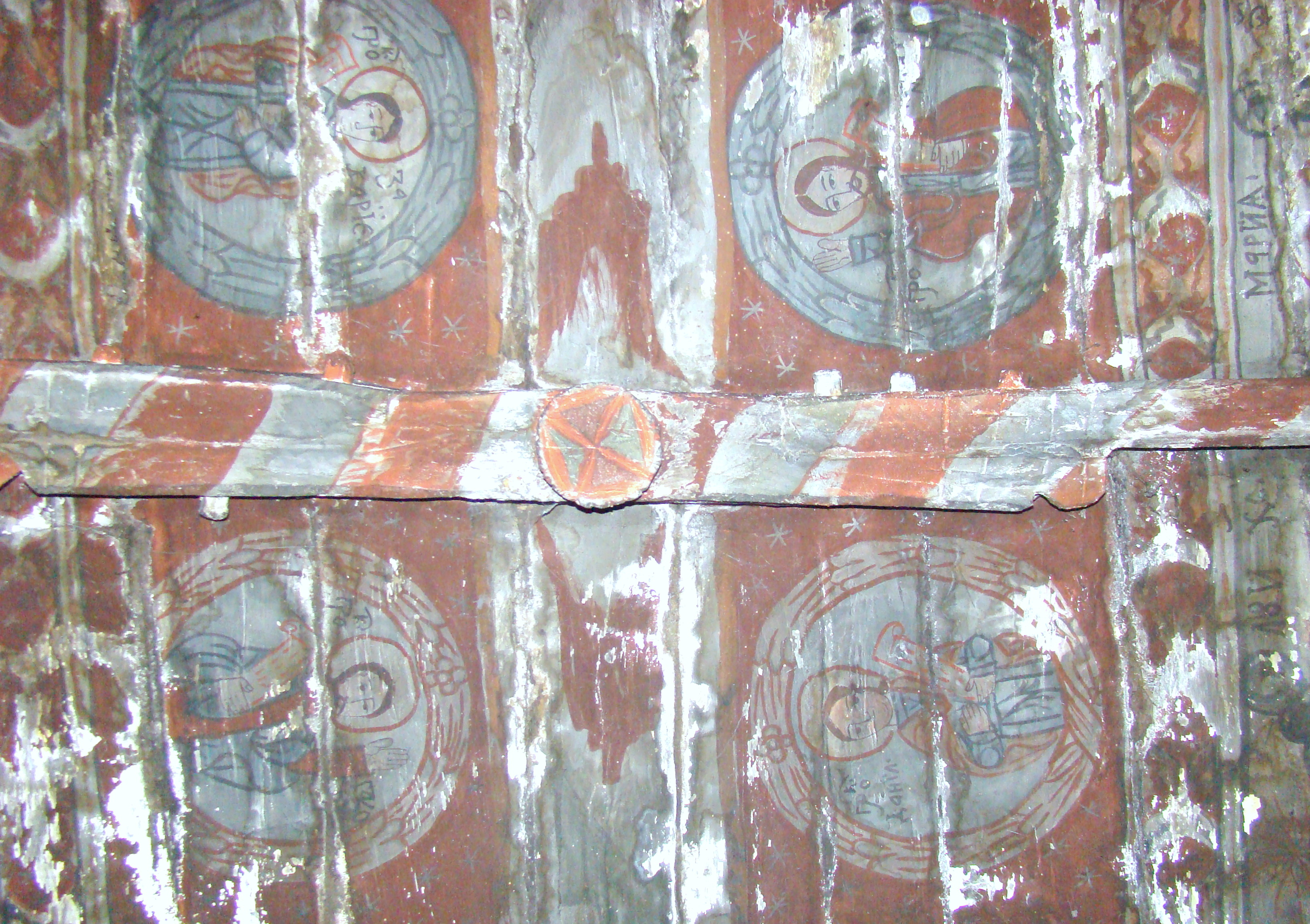
Sfinţii Prooroci în medalioane și o parte din arc-dublou
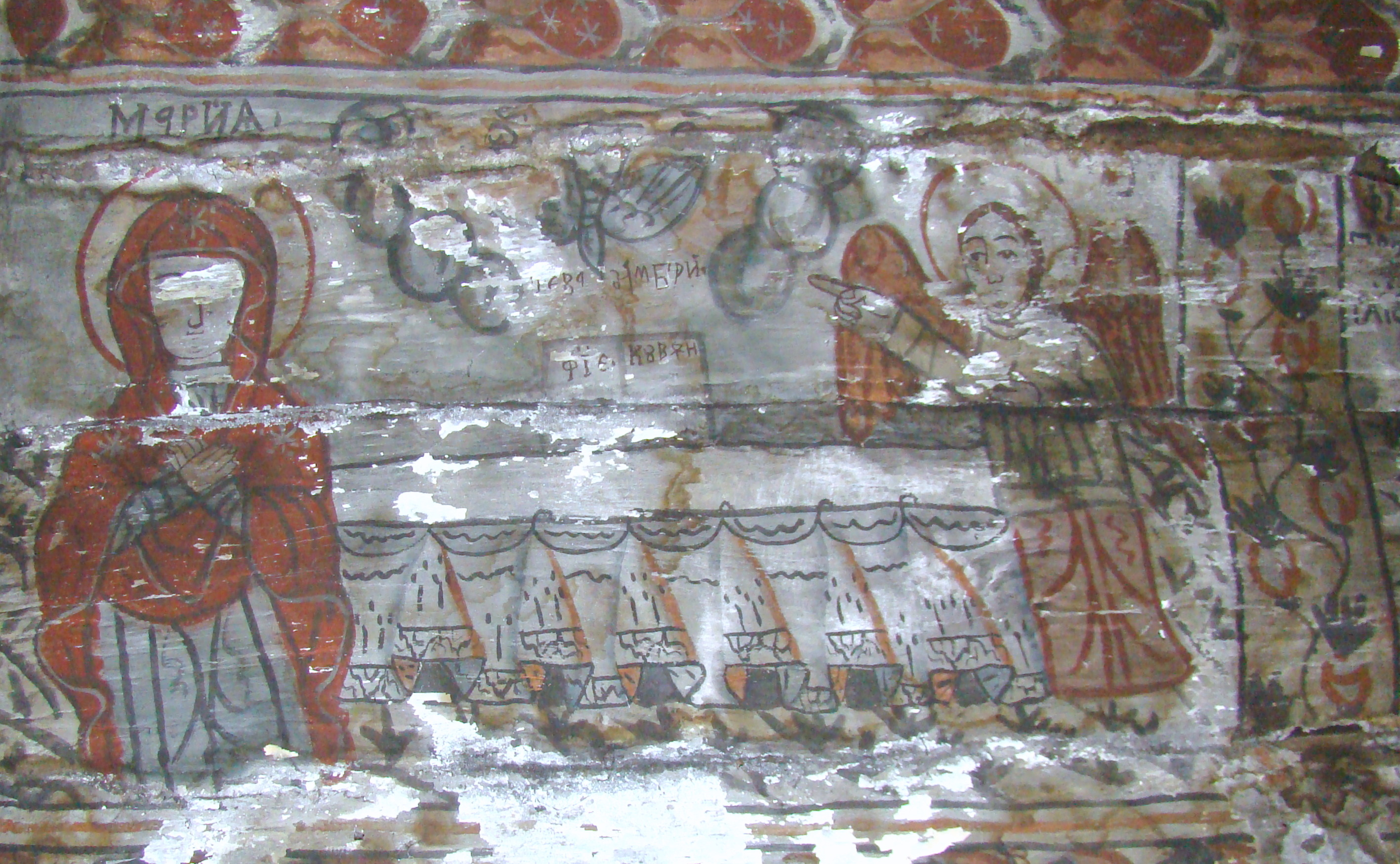
Pictura naosului
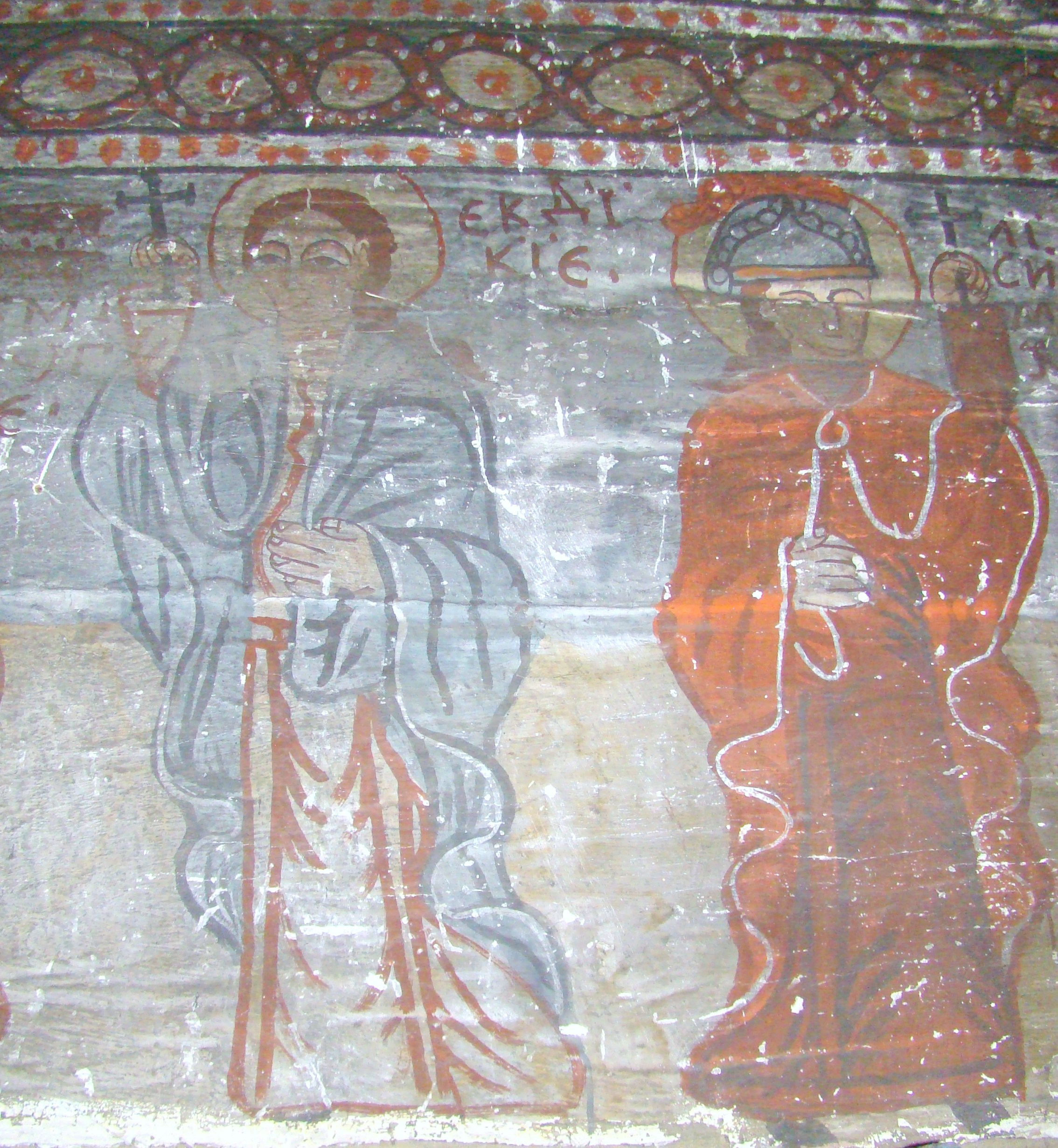
Sfinții Mucenici
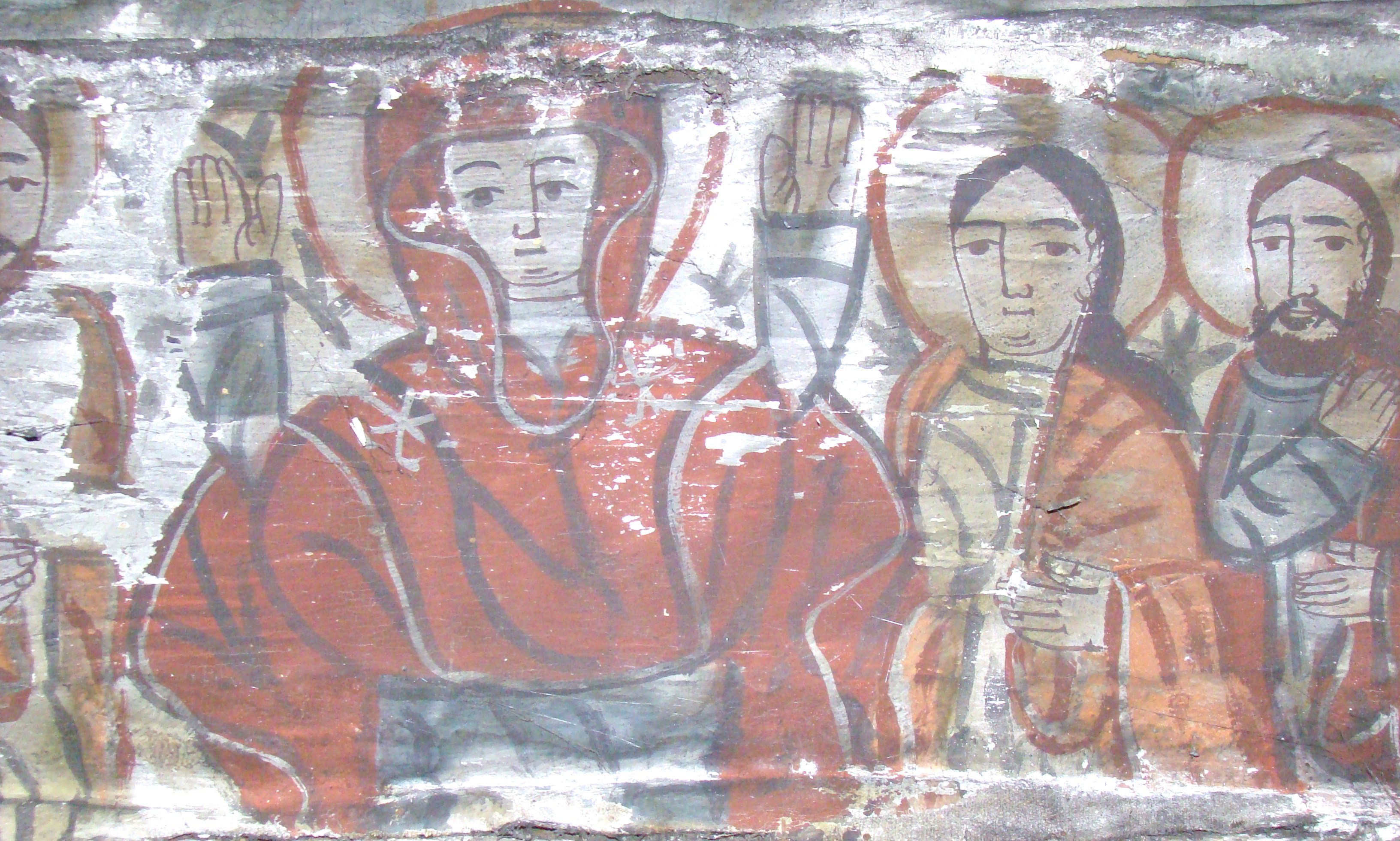
Maica Domnului Orantă
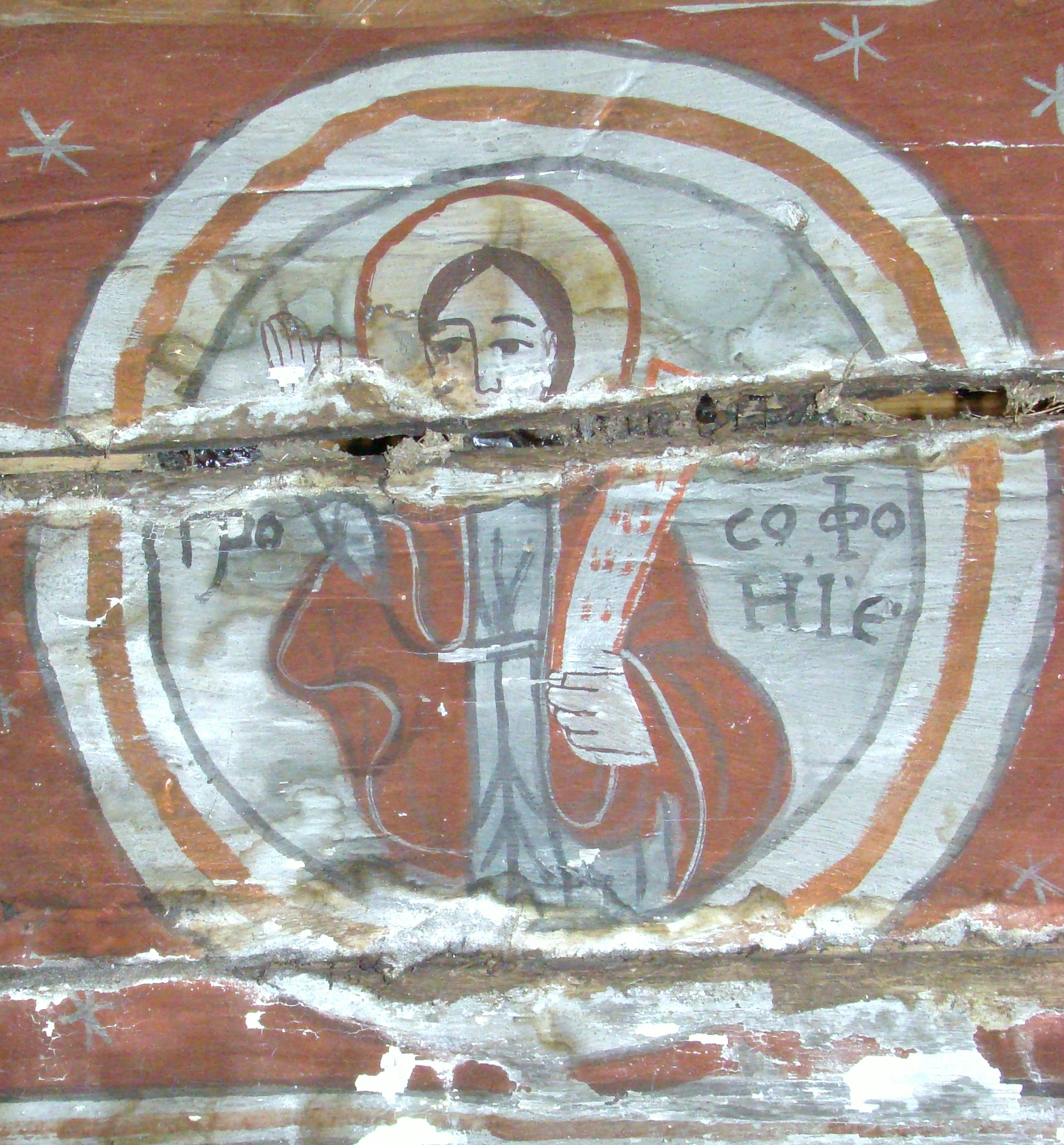
Sfinţii Prooroci
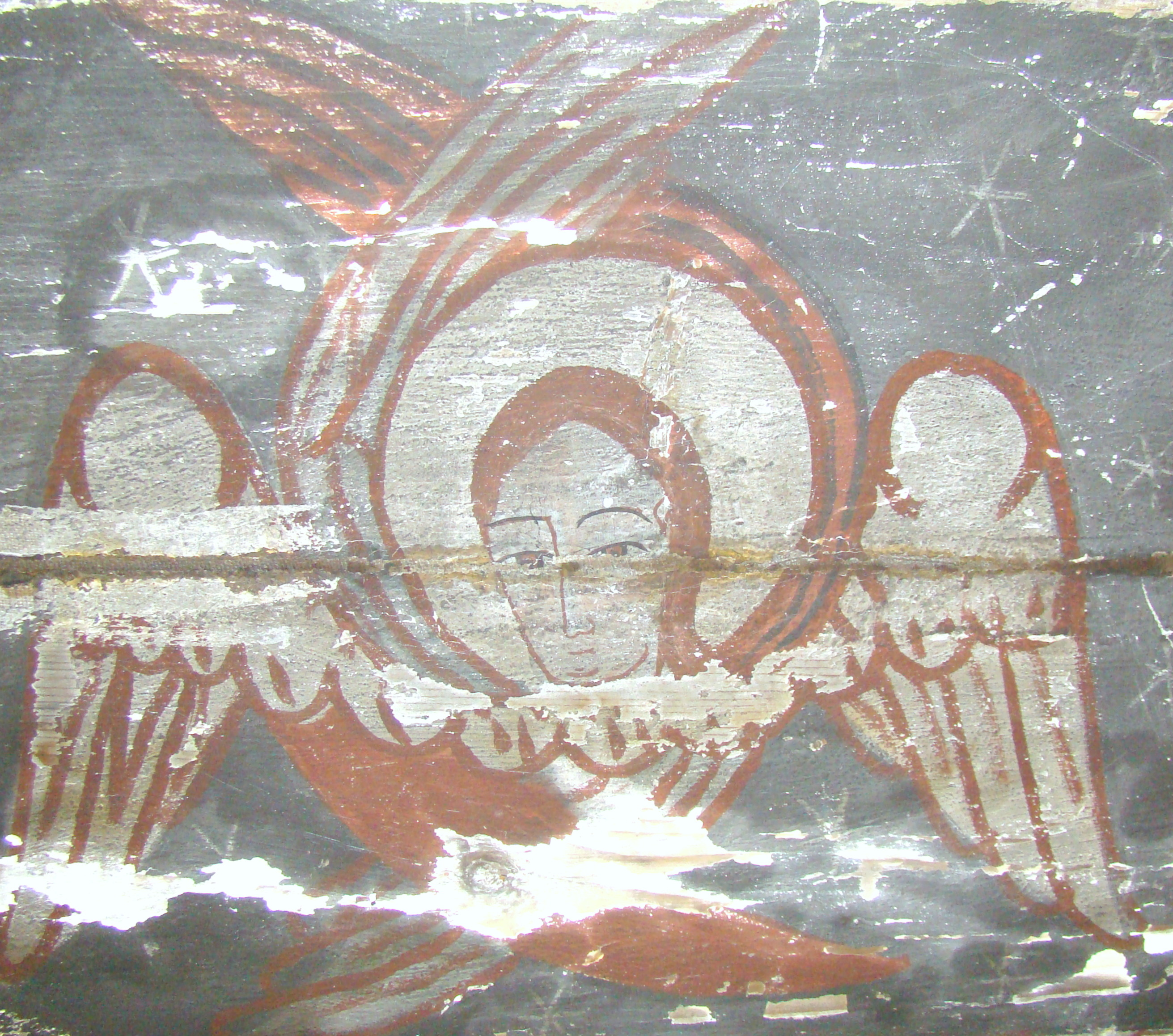
Heruvim
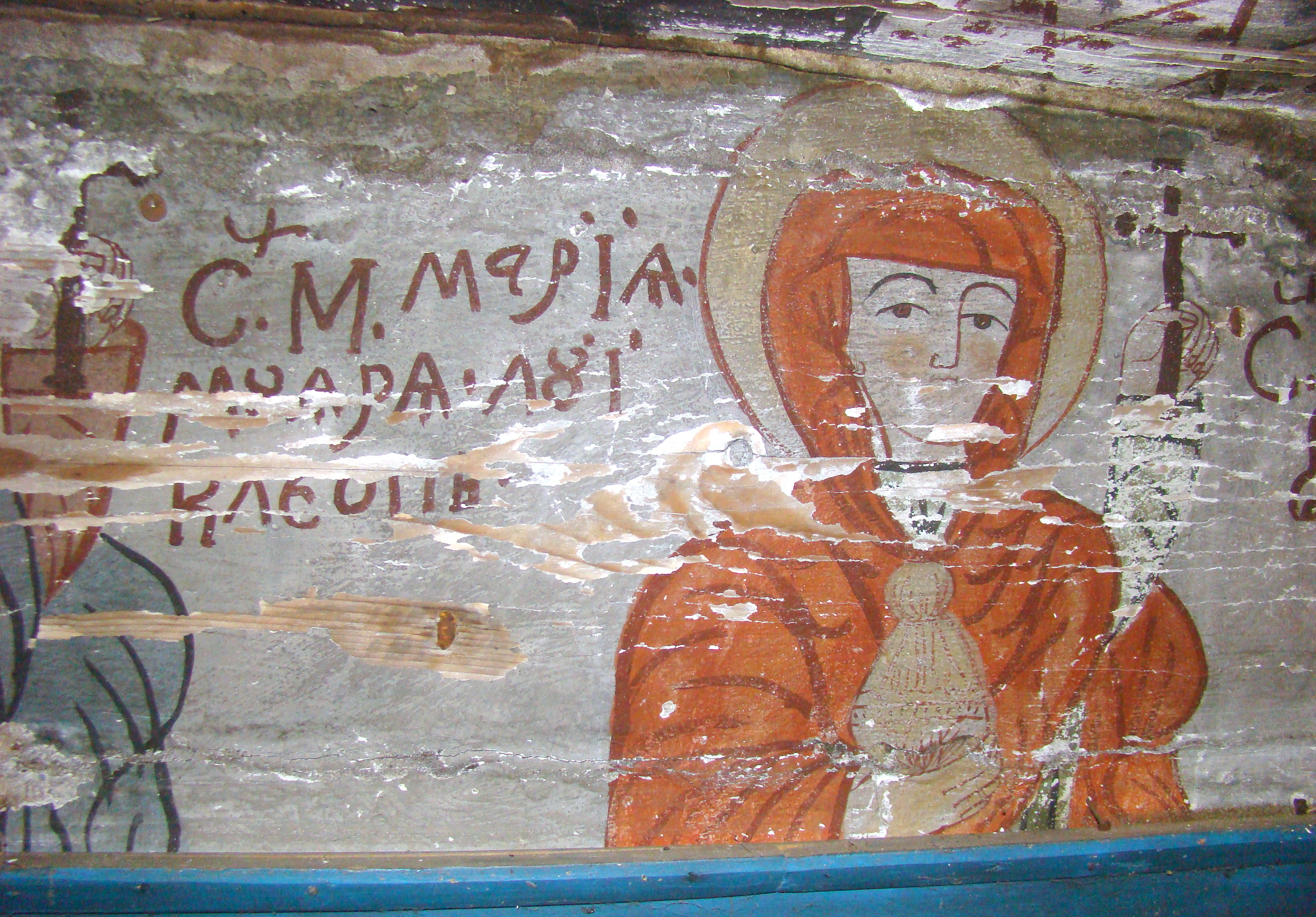
Mironosițele
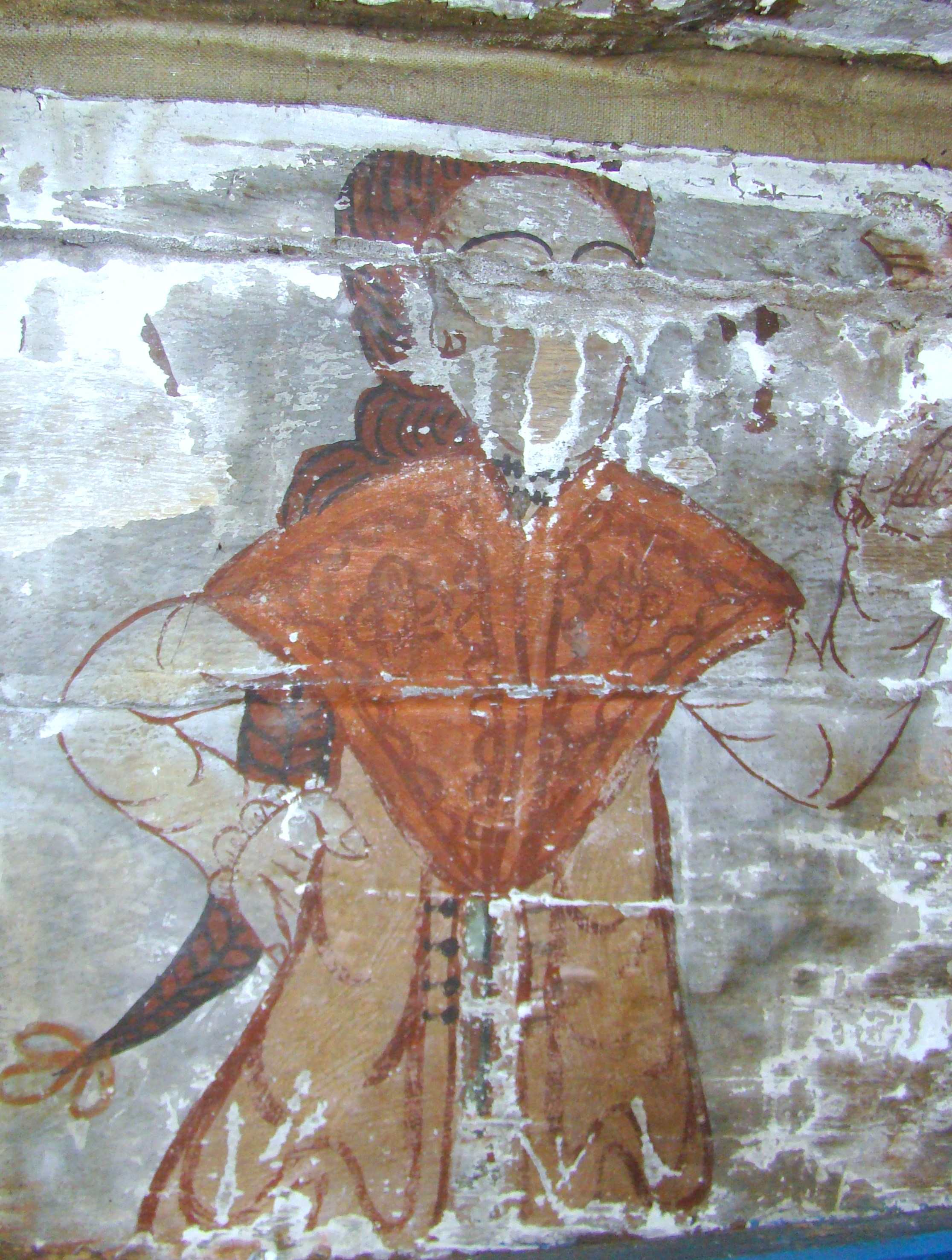
Fecioarele înțelepte
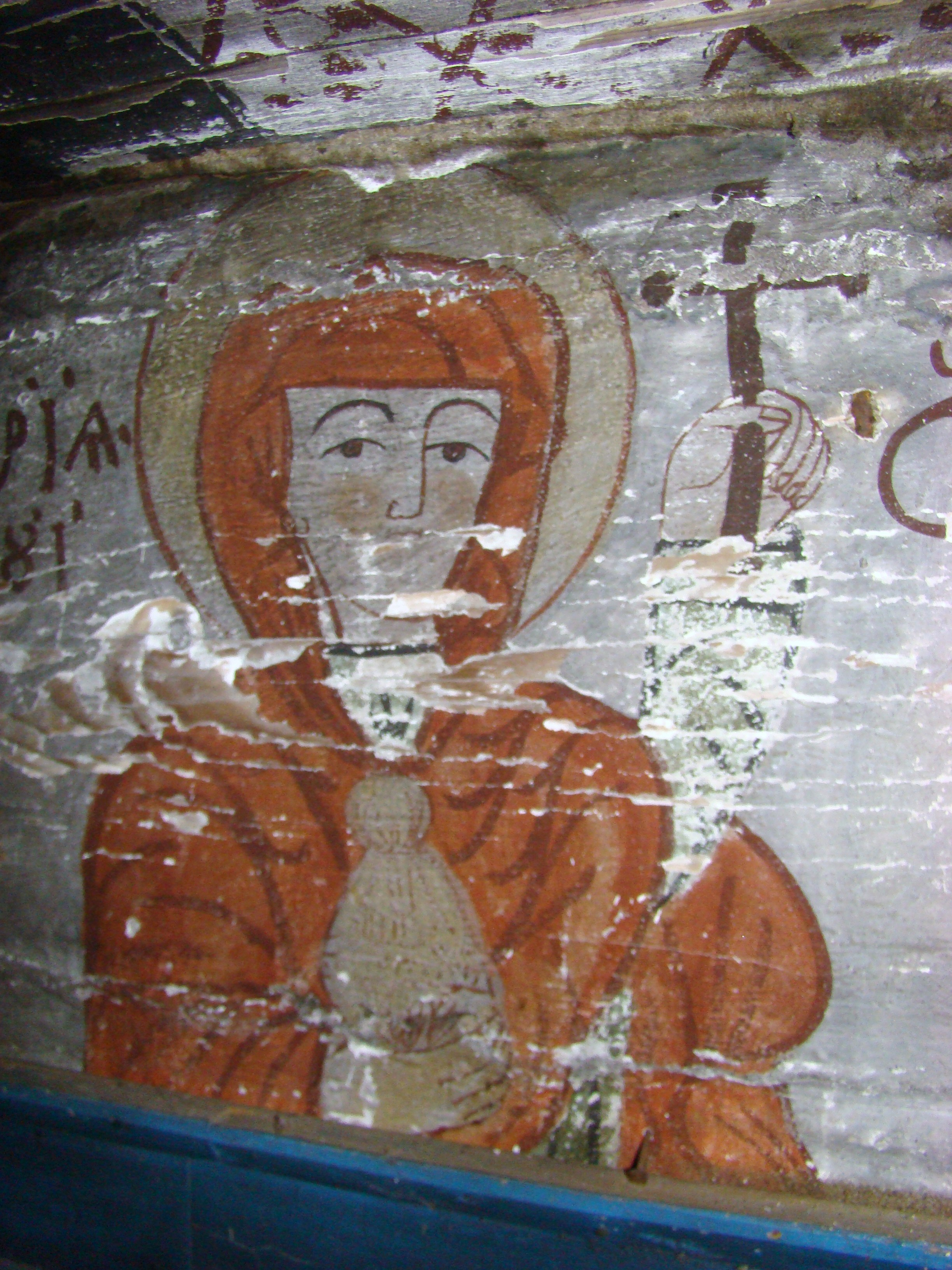
Pronaos: Mironosițele reprezentate cu o cruce în mâna dreaptă și un vas în cea stângă
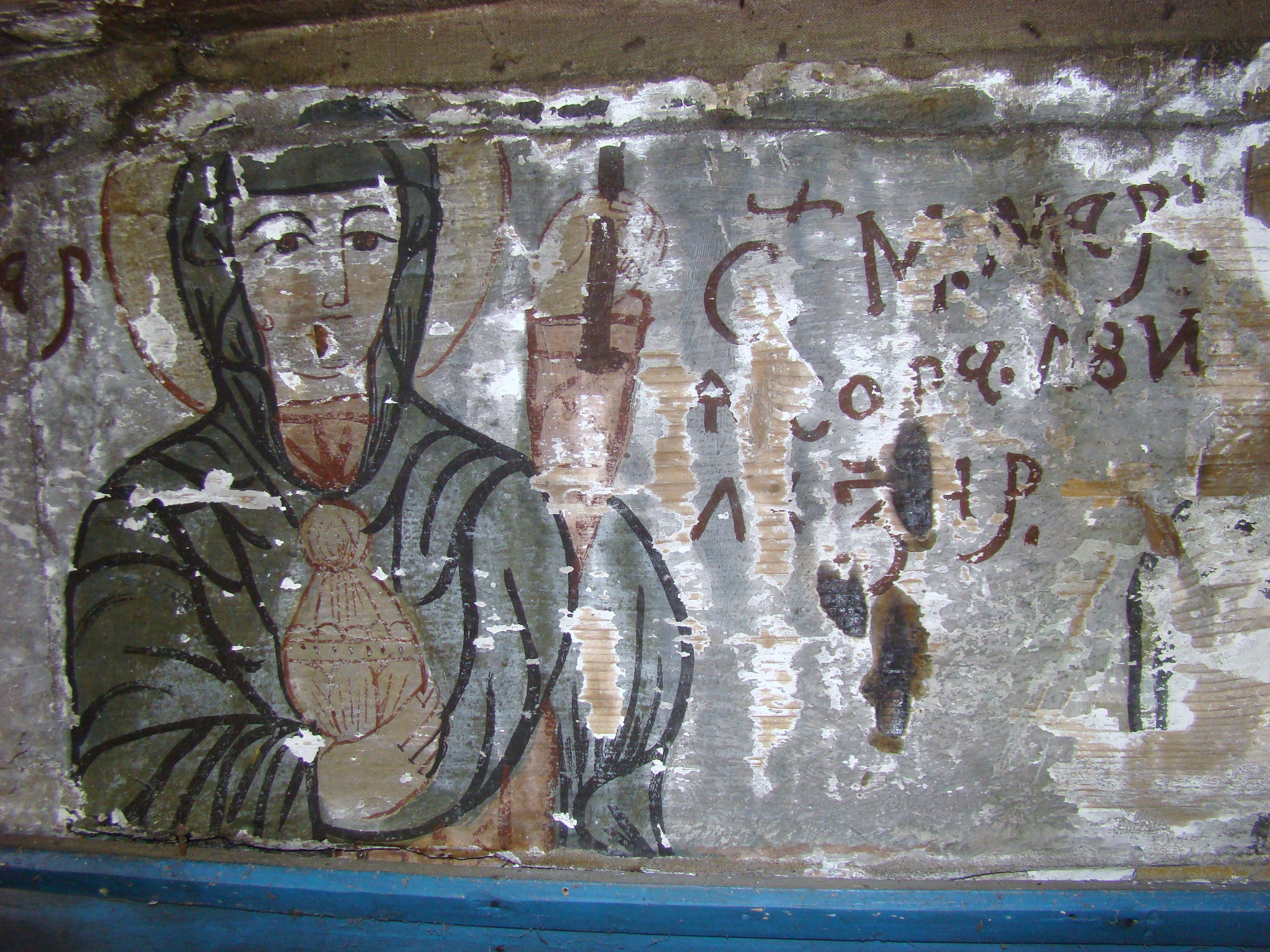
Mironosițele
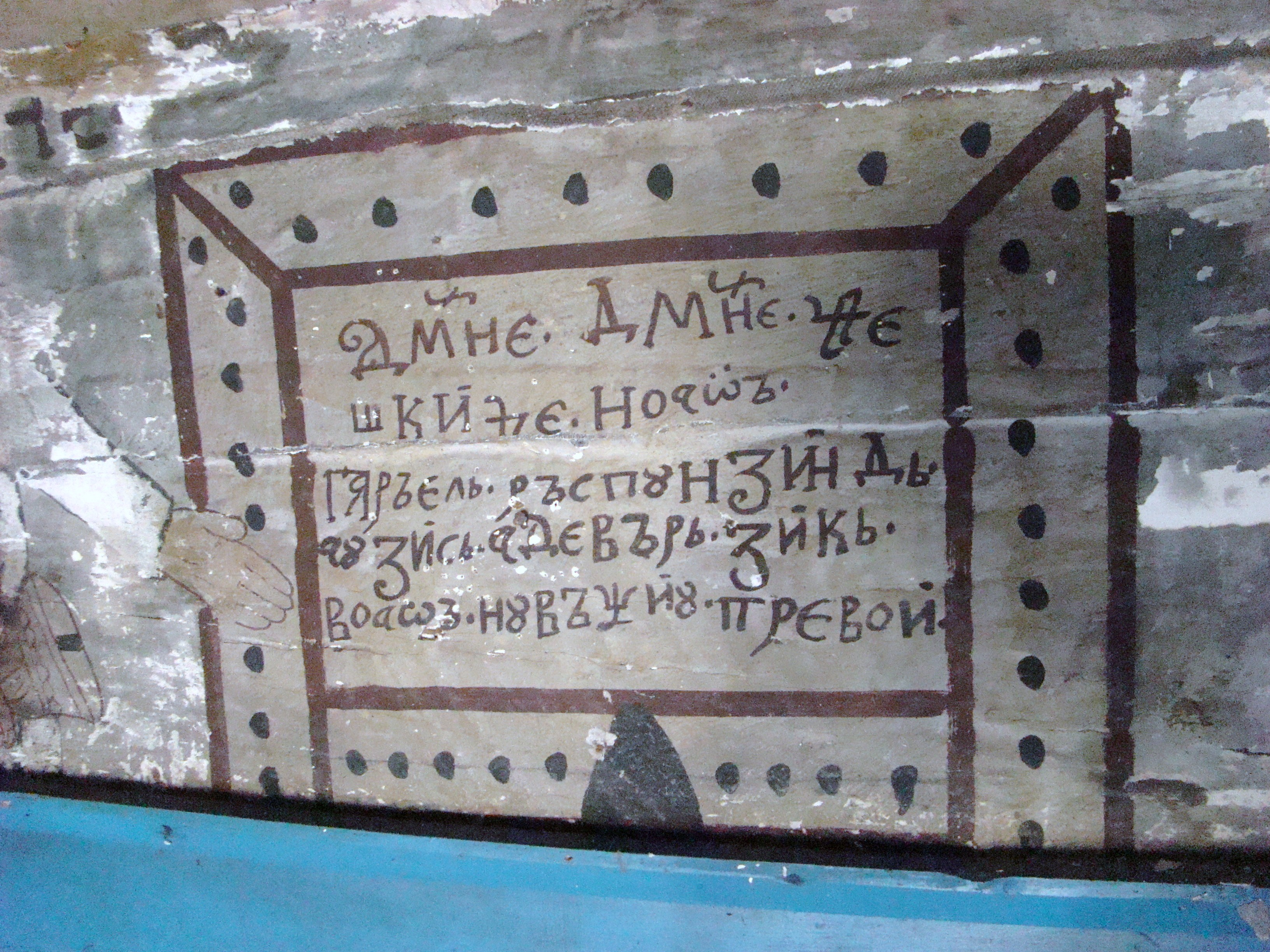
Pisanie (pronaos)

## Imagini cu biserica și împrejurimile iarna

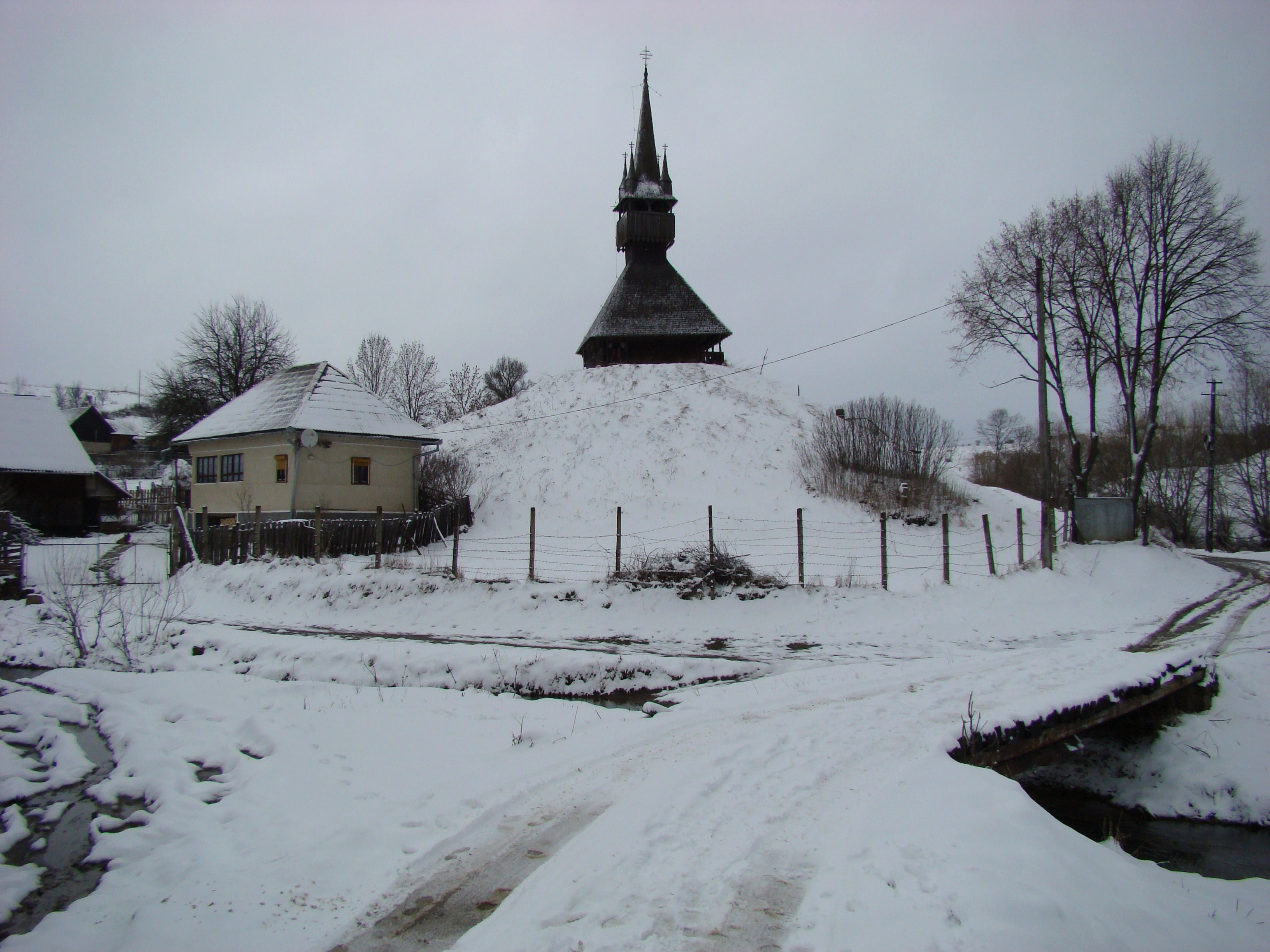
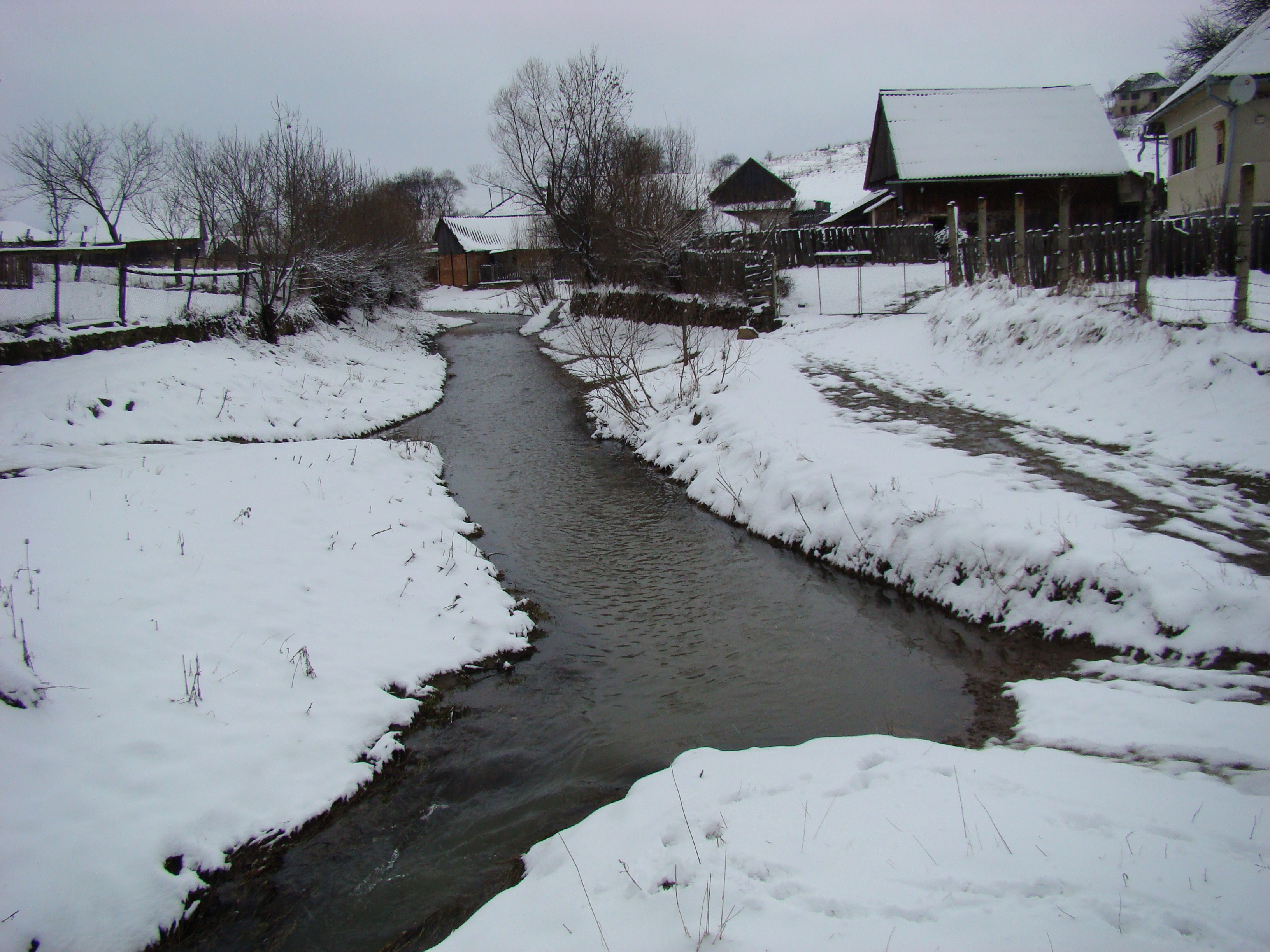
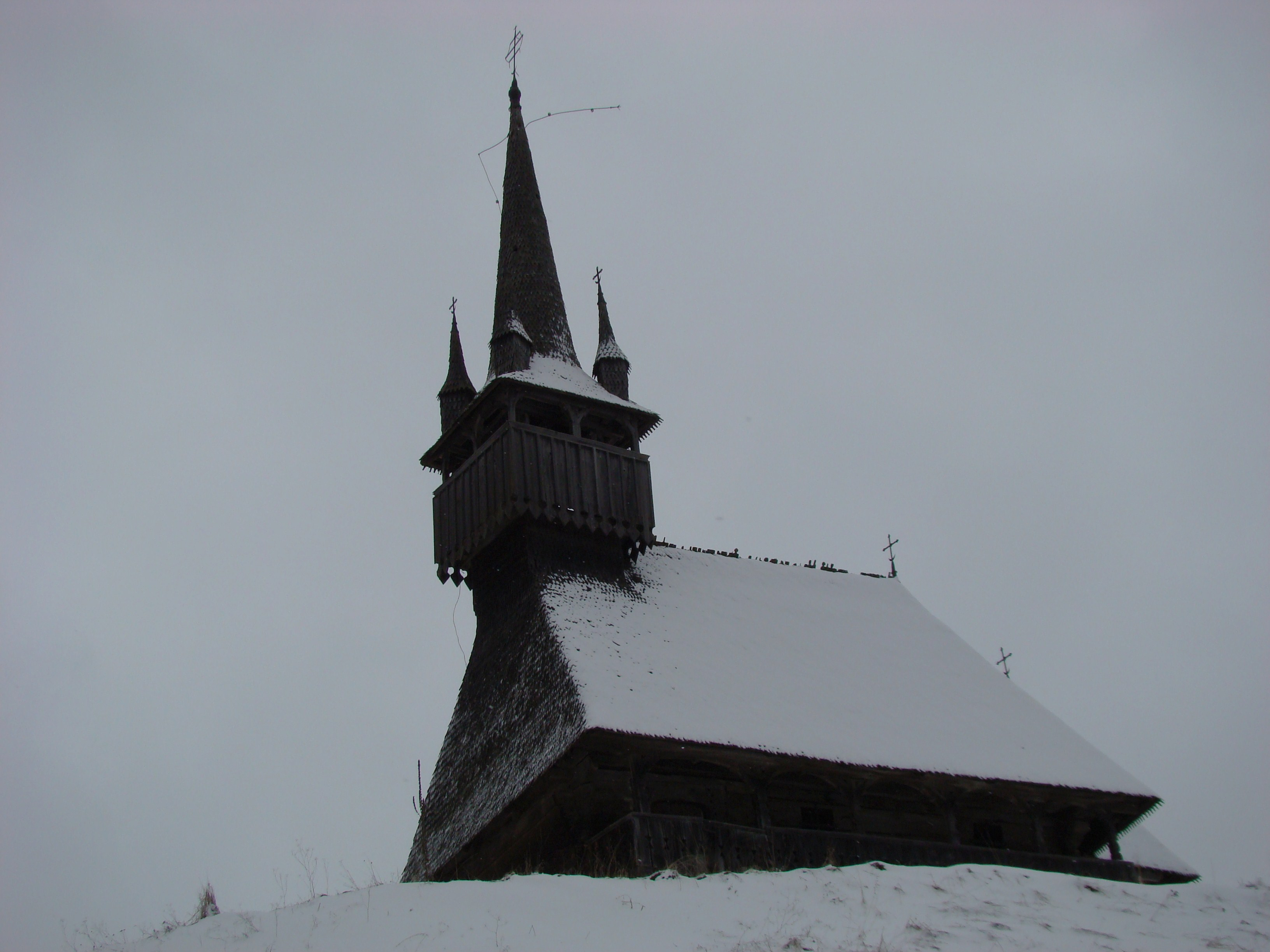
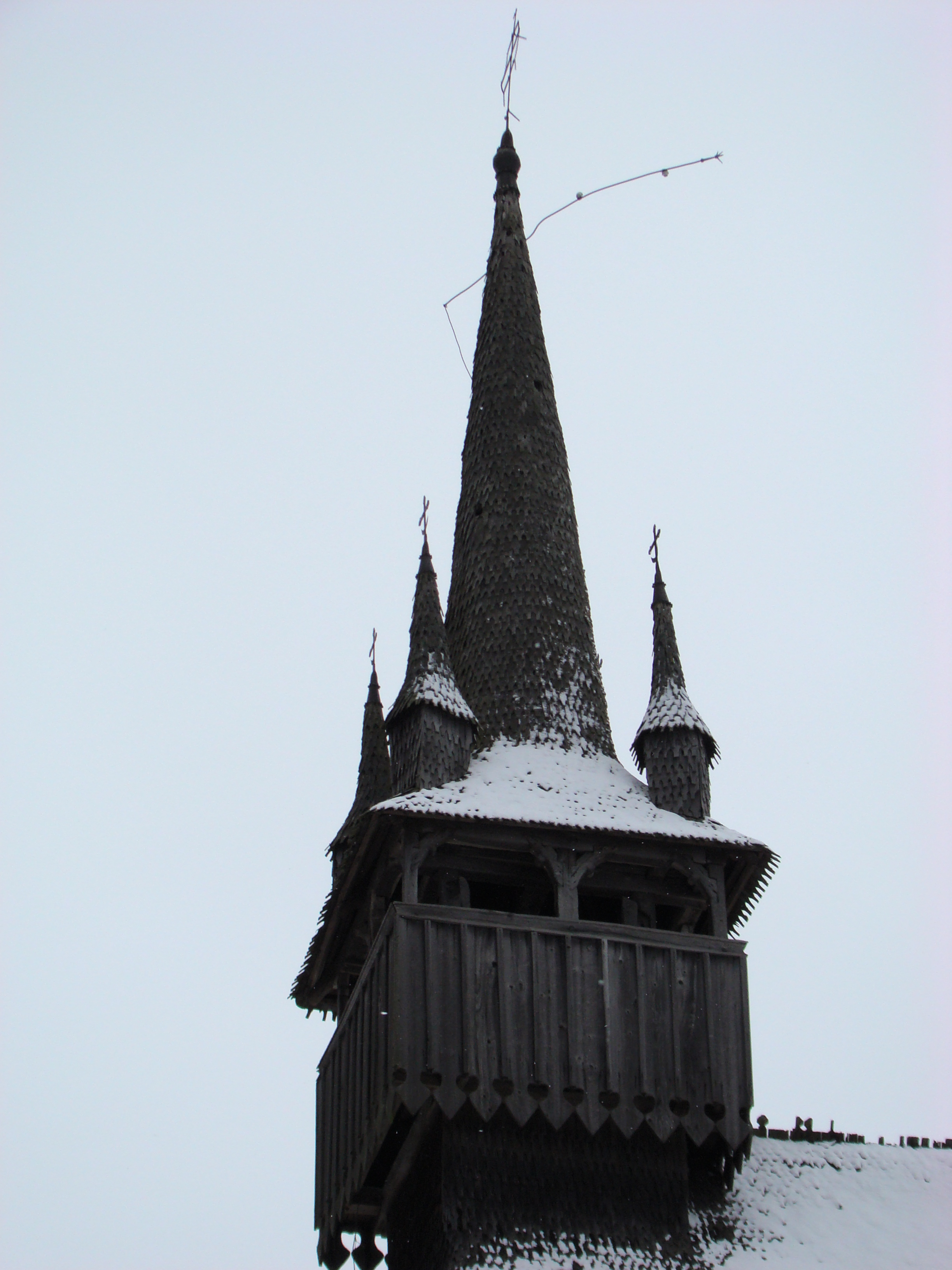
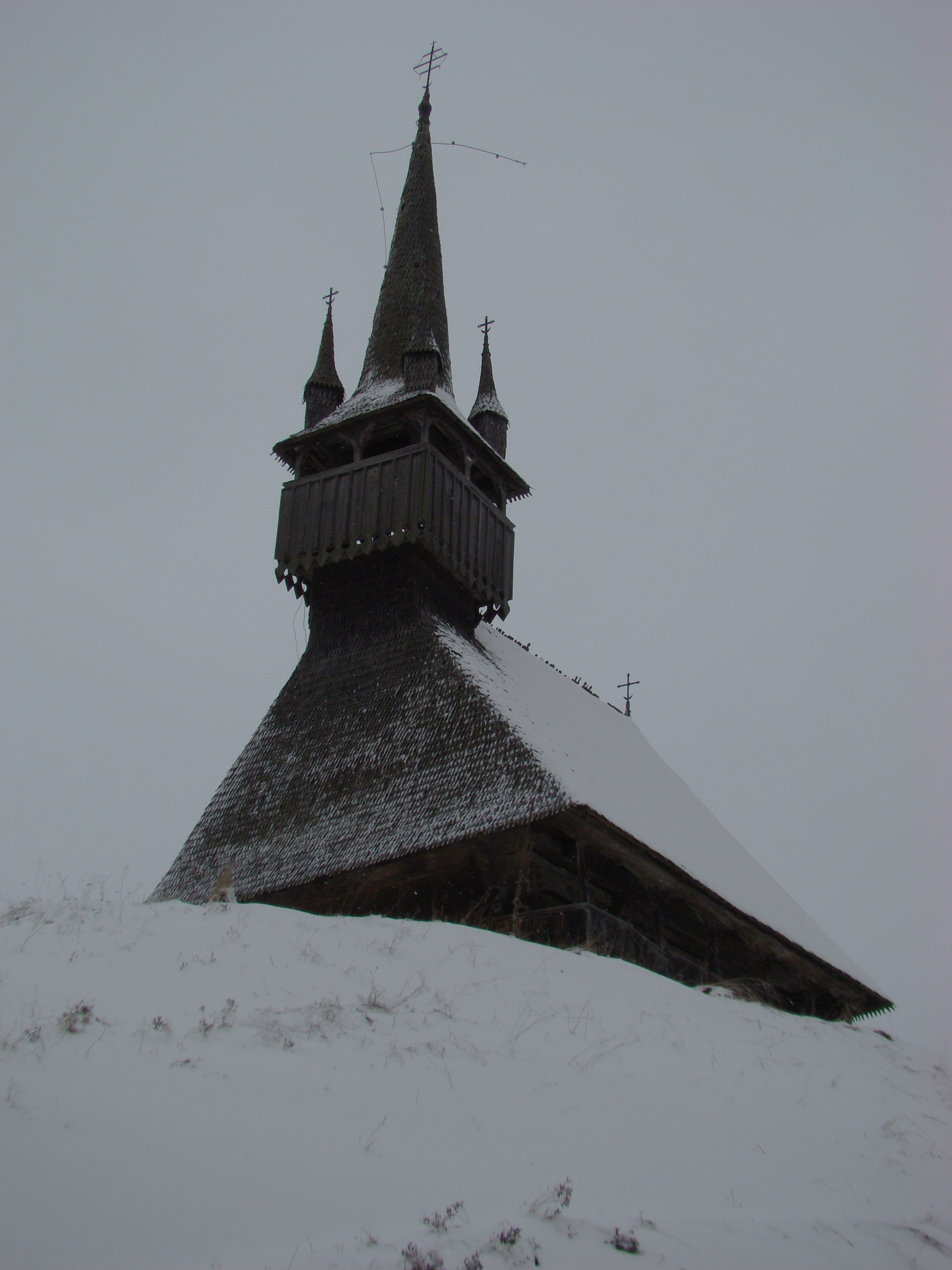
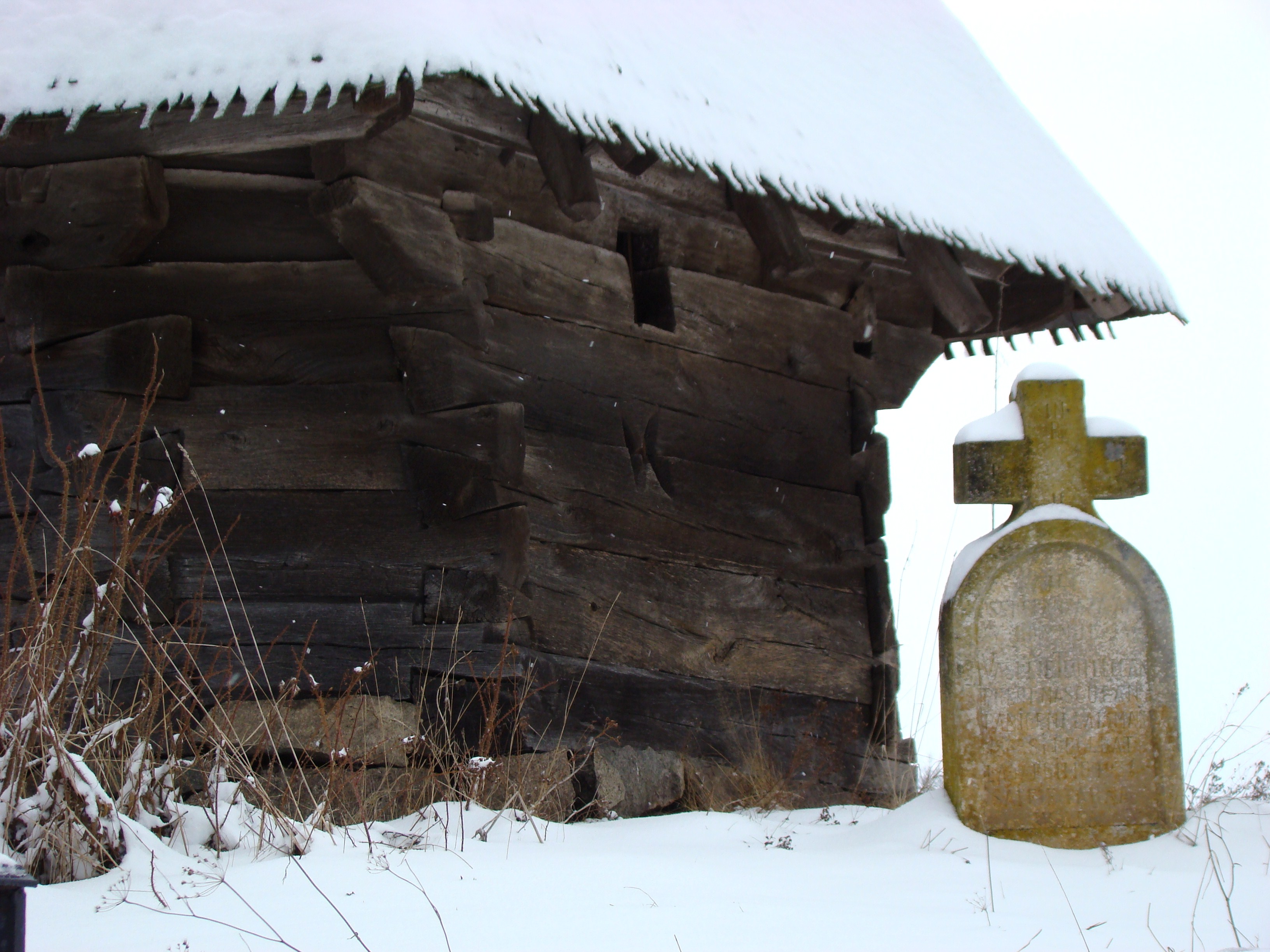
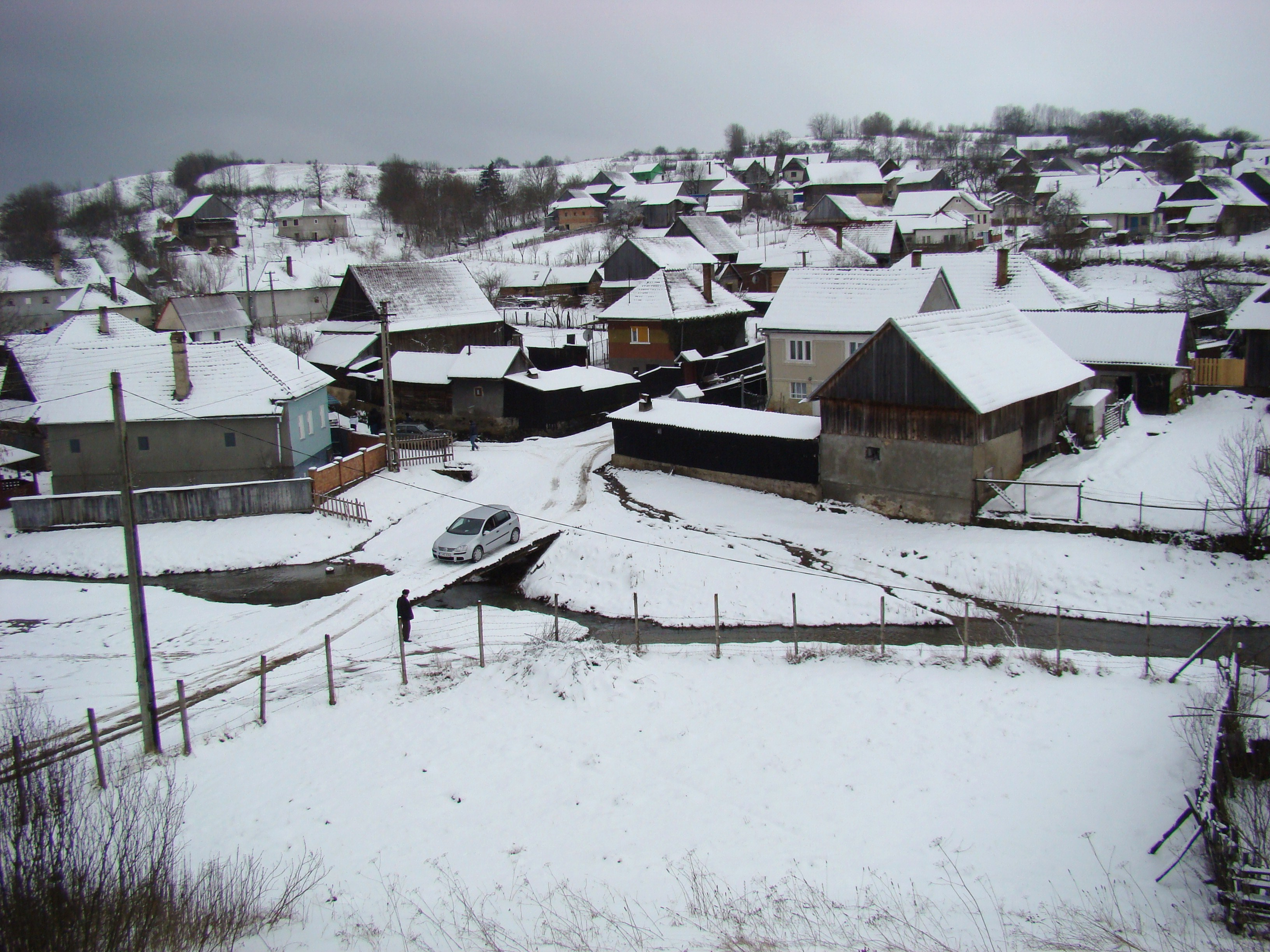
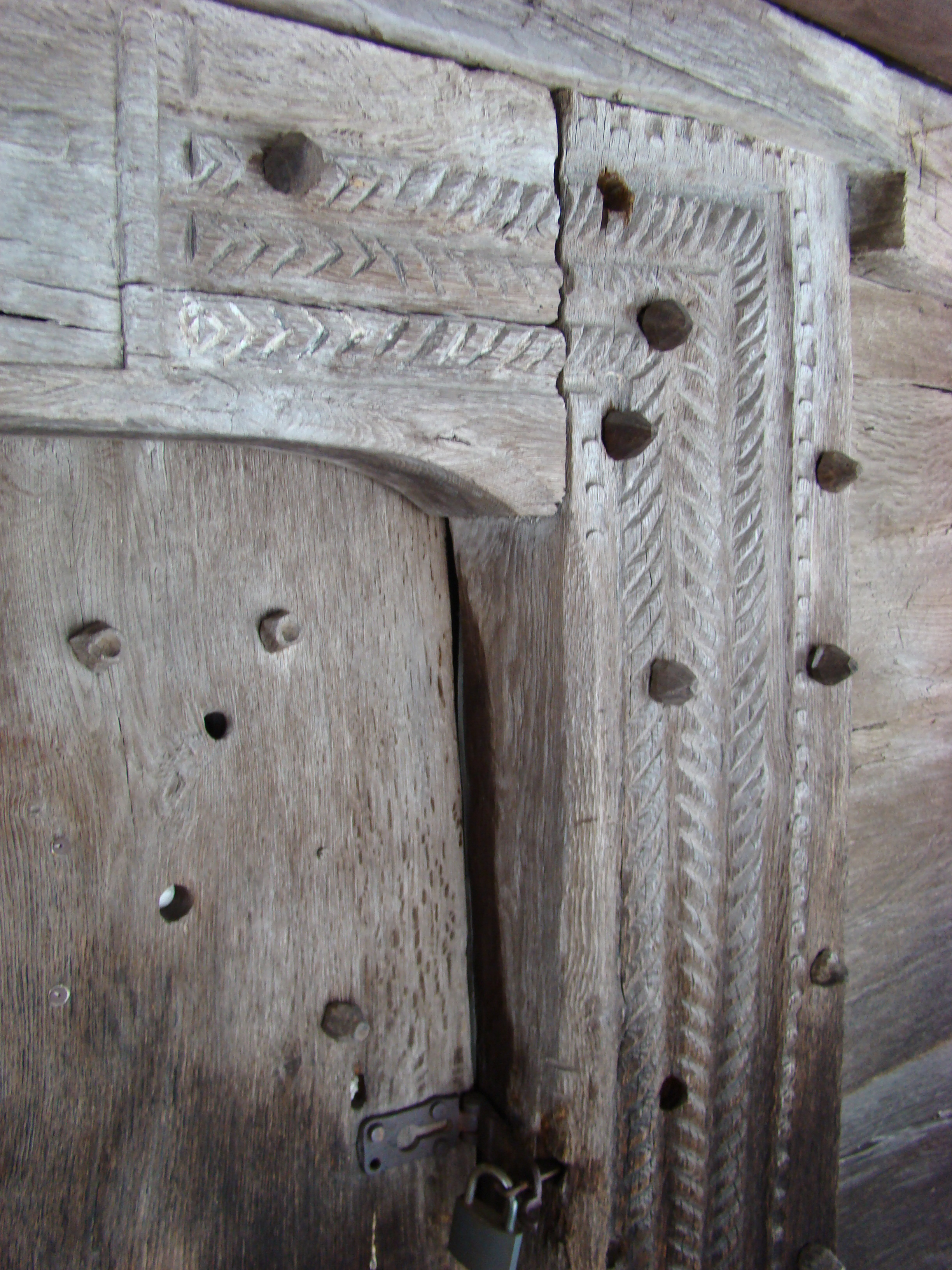
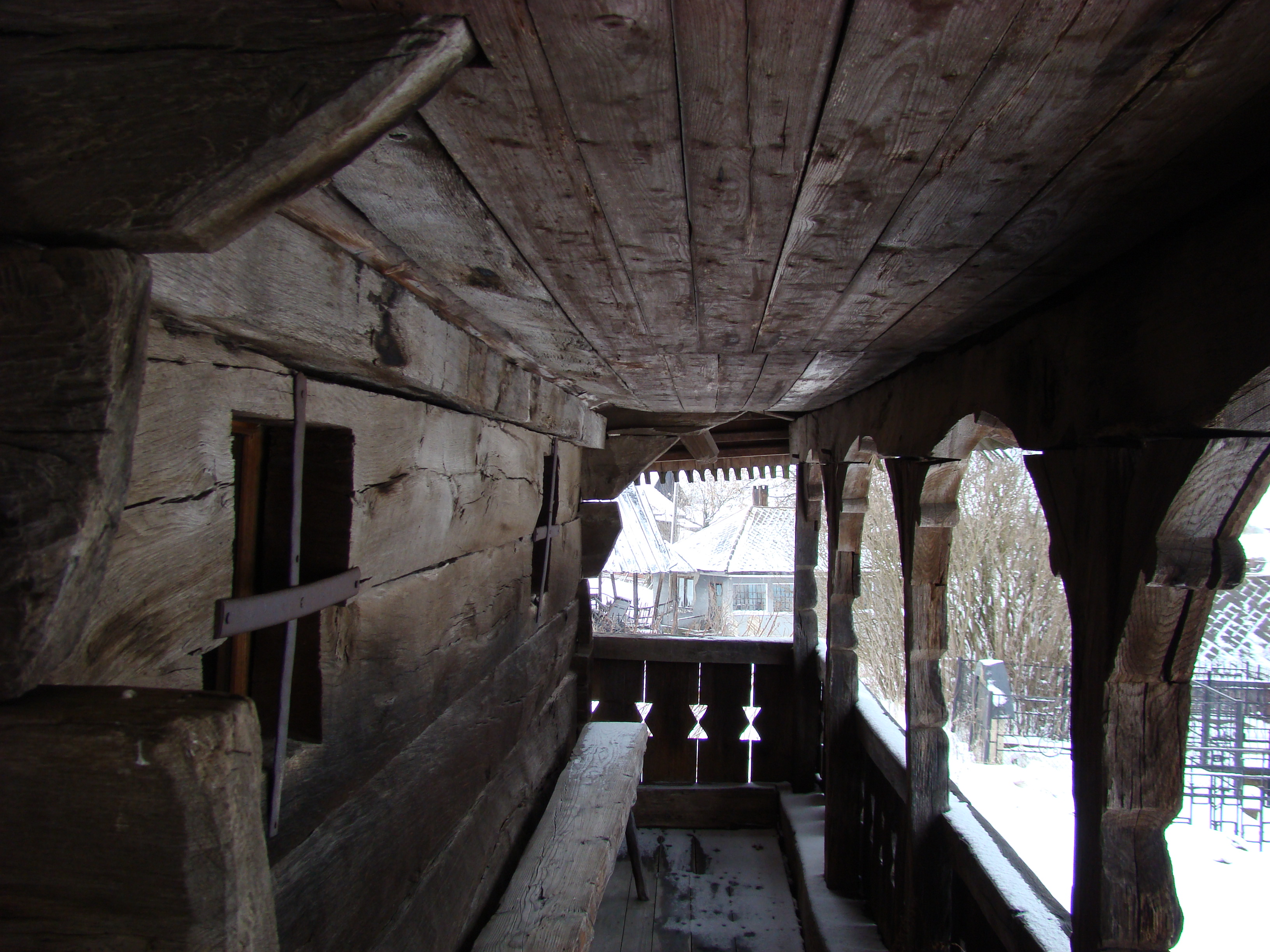
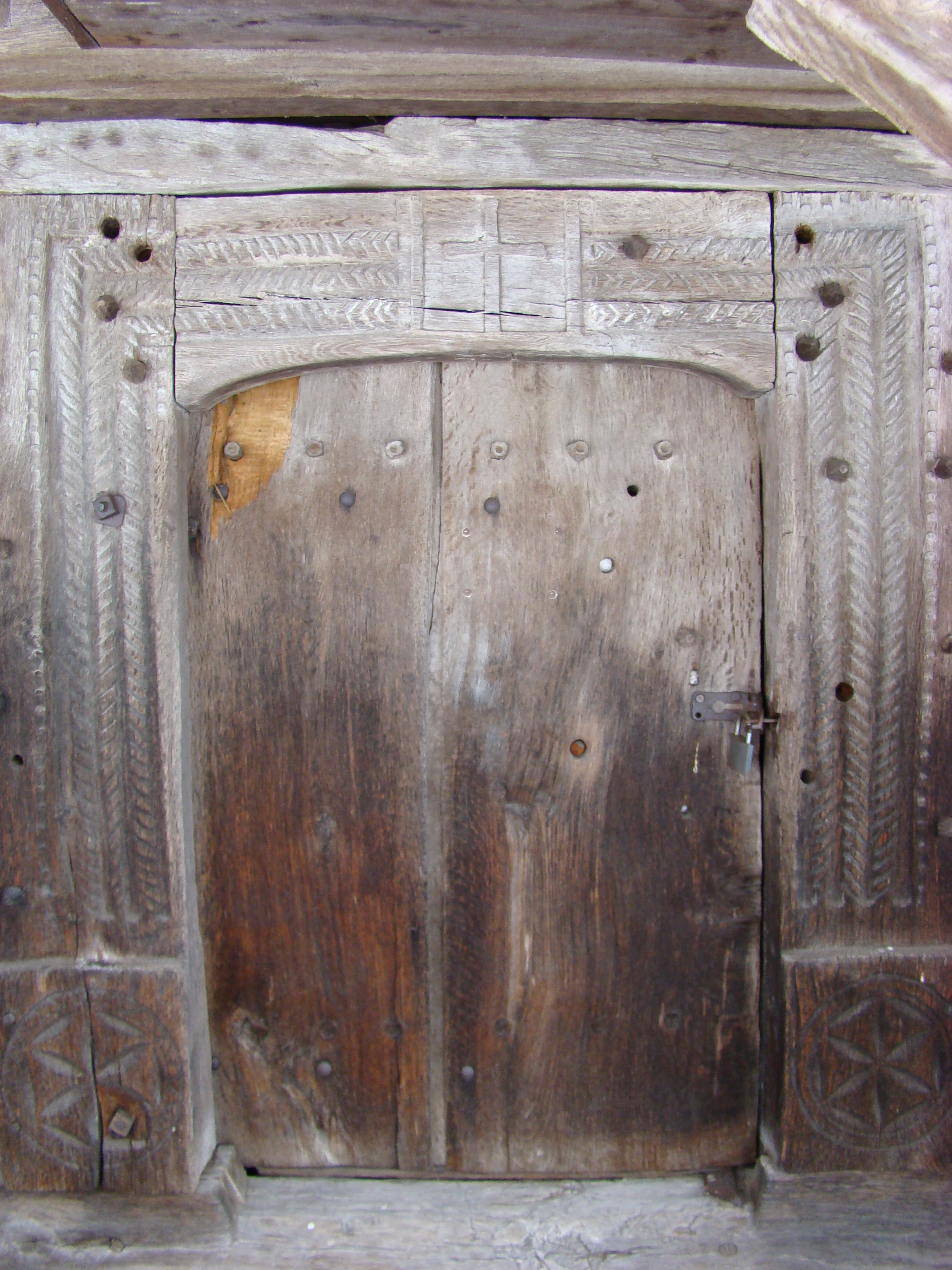
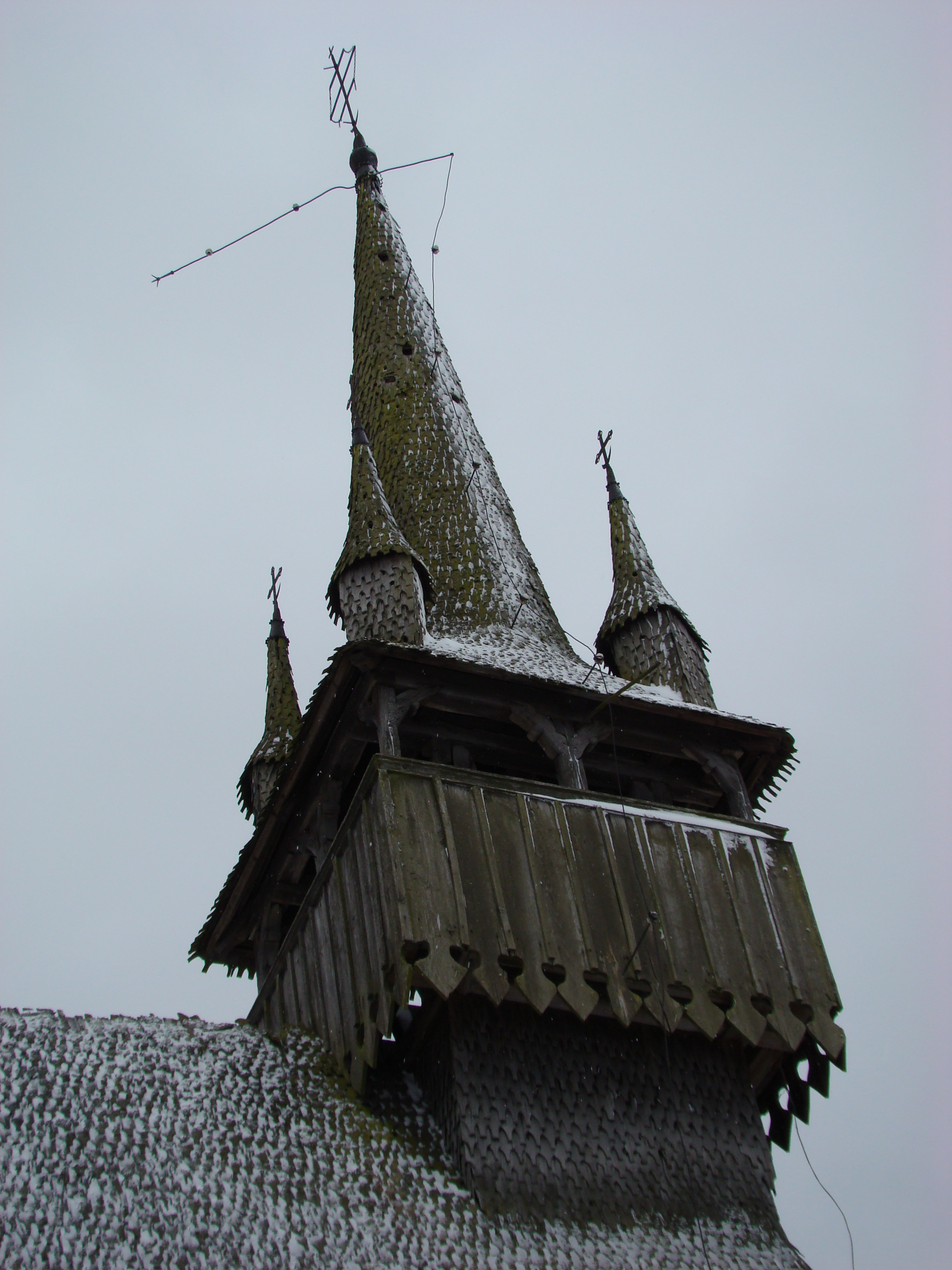
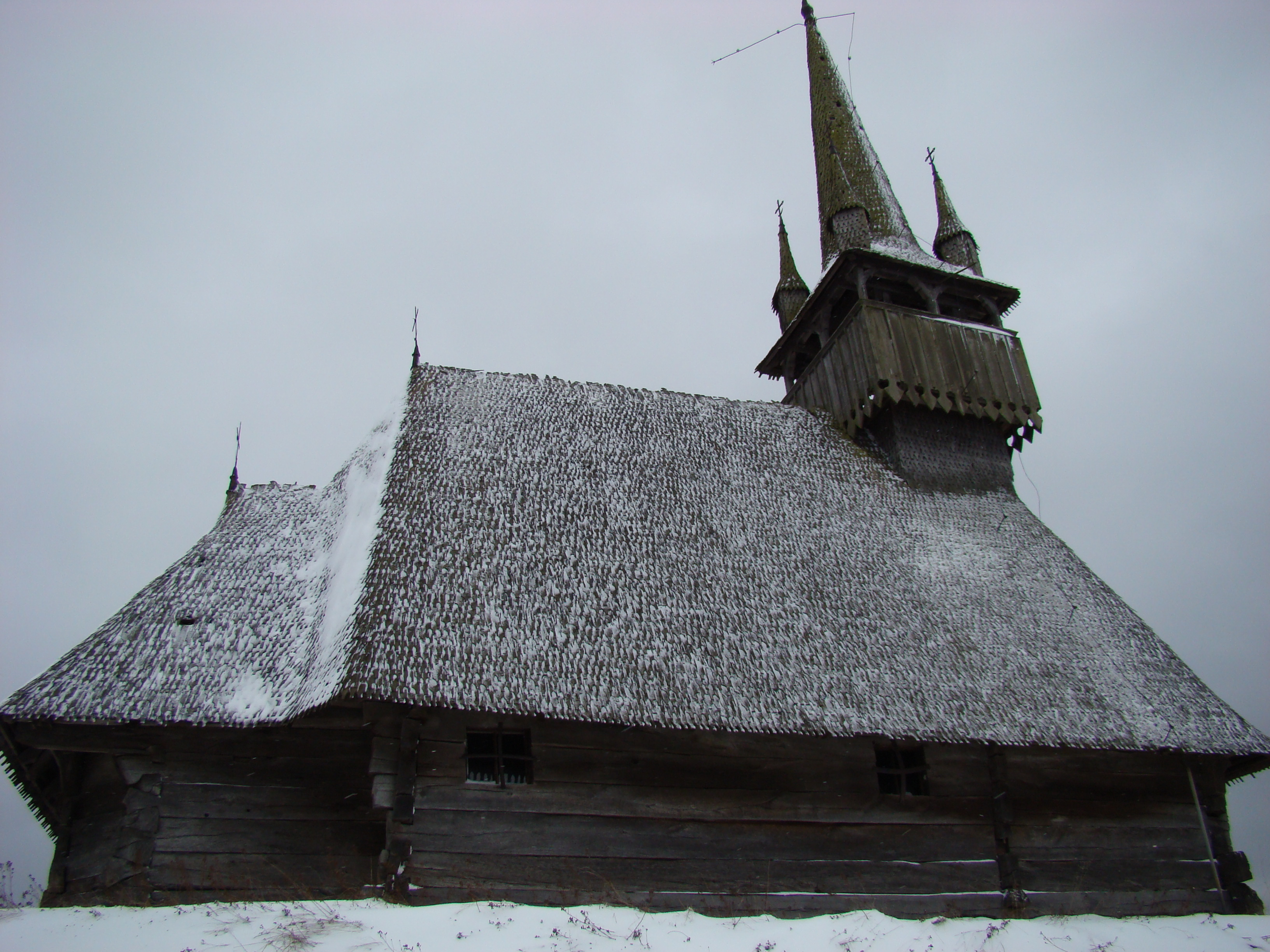
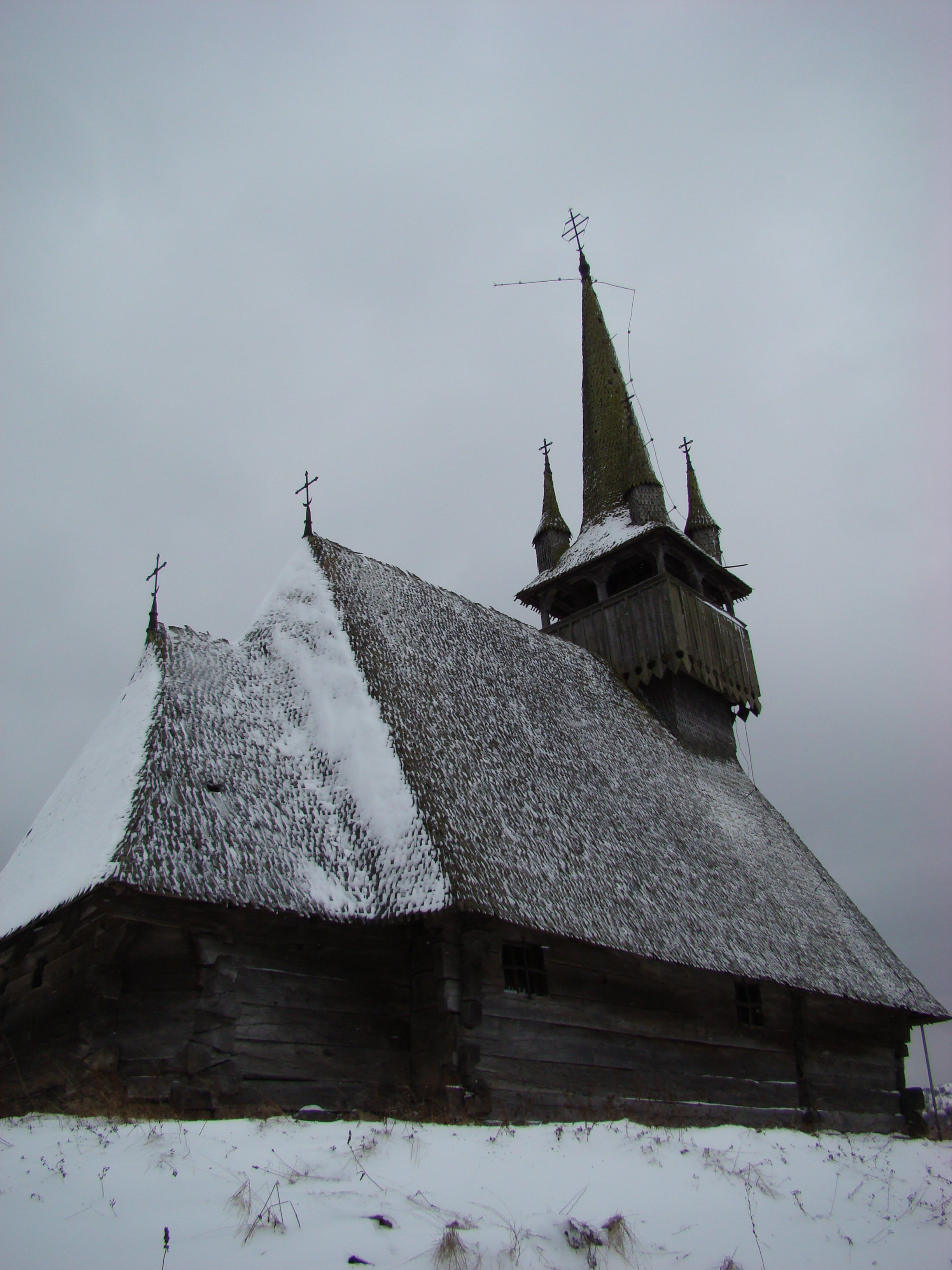
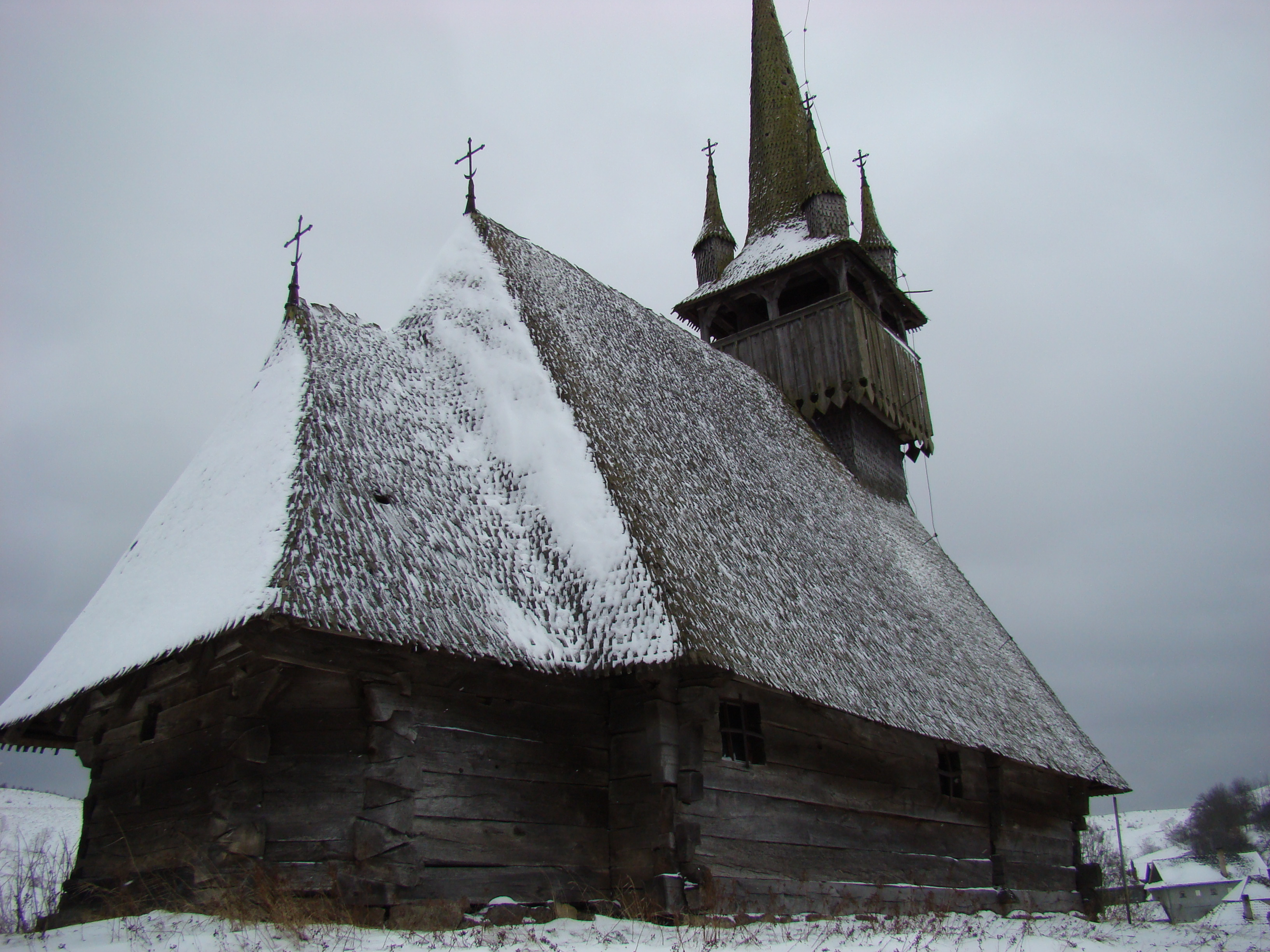
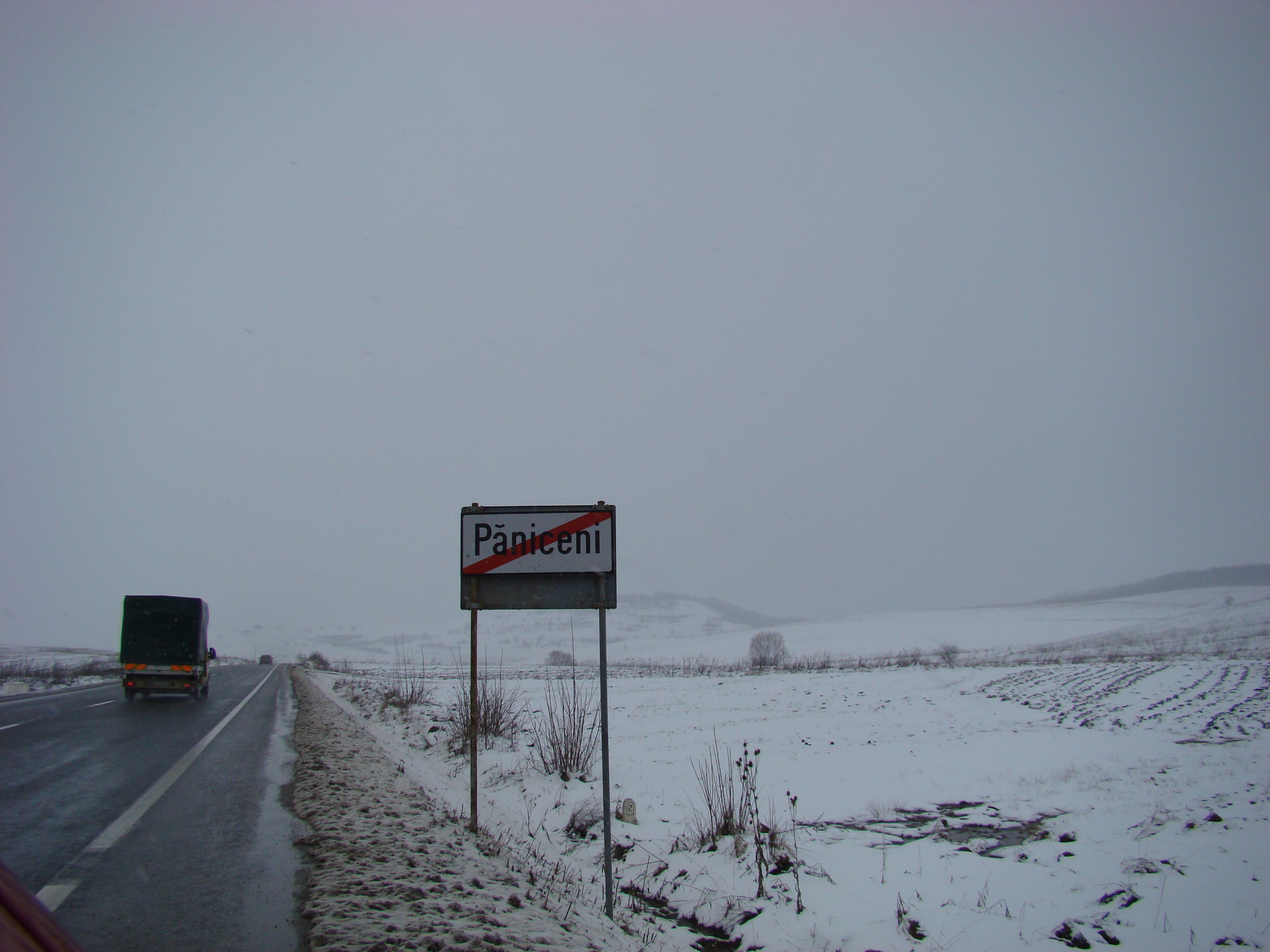

Materiale media legate de Biserica de lemn din Păniceni la Wikimedia Commons